# Neolític del Pròxim Orient
El Neolític del Pròxim Orient és cronològicament el primer episodi de transició d'un paleolític a un estil de vida neolític que es va produir al món. Té lloc entre el Llevant i els Zagros occidentals, inclosa part d'Anatòlia, al començament de l'Holocè, entre el 10000 i el 5500 aC. aproximadament, és a dir, 12000-7500 BP (abans del present).
Aquest període està marcat sobretot per l'adopció de l'agricultura (principalment cereals) i la ramaderia arran de la domesticació de plantes i animals, suplantant progressivament la caça i la recol·lecció. Però, a grans trets, el procés de neolitització passa per un conjunt de desenvolupaments de diversa índole, amb l'auge del mode de residència sedentari i de pobles, el desenvolupament d'una arquitectura cada cop més complexa, el desenvolupament d'eines en pedra variada, sobretot el mobiliari de pedra polida, la fabricació de la primera ceràmica, també un art específic i canvis rituals que acompanyen les evolucions mentals vinculades al procés de neolitització. Tota la societat està capgirada, ja sigui pel que fa a la demografia o en la seva organització. Es tracta, doncs, d'un canvi radical, que podria ser caracteritzat com una «revolució neolítica» per G. Childe, un dels grans fenòmens de l'evolució de les societats humanes. Però és un procés que té lloc durant un període molt llarg i complex, que té lloc de manera no lineal, experimentant fases de reflux i d'altres on els canvis són més ràpids. També inclou variacions segons la regió.

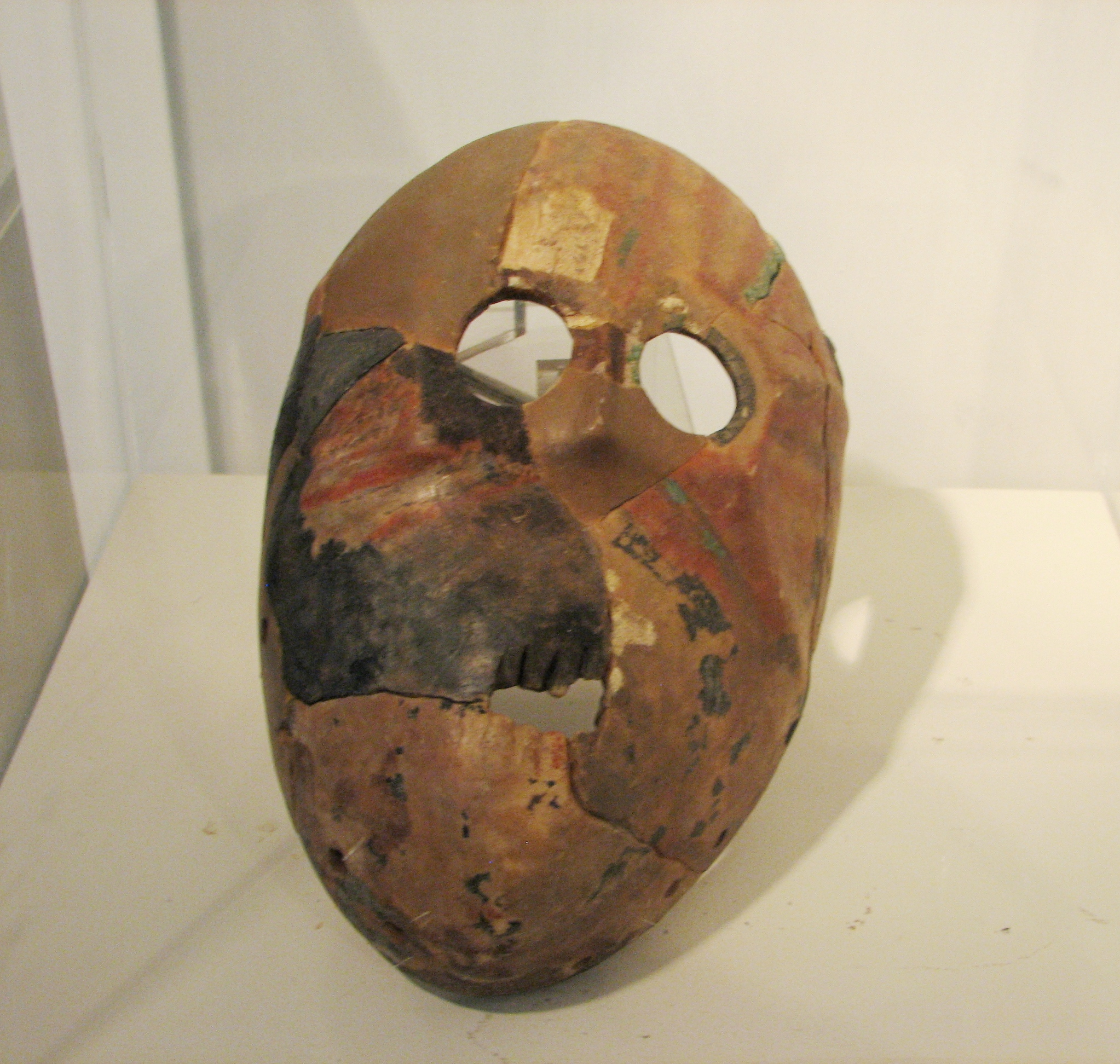
Rèplica de la màscara de pedra de la cova de Nahal Hemar (Israel), final del mil·lenni ix aC. Museu de Prehistòria Moshe, Haifa
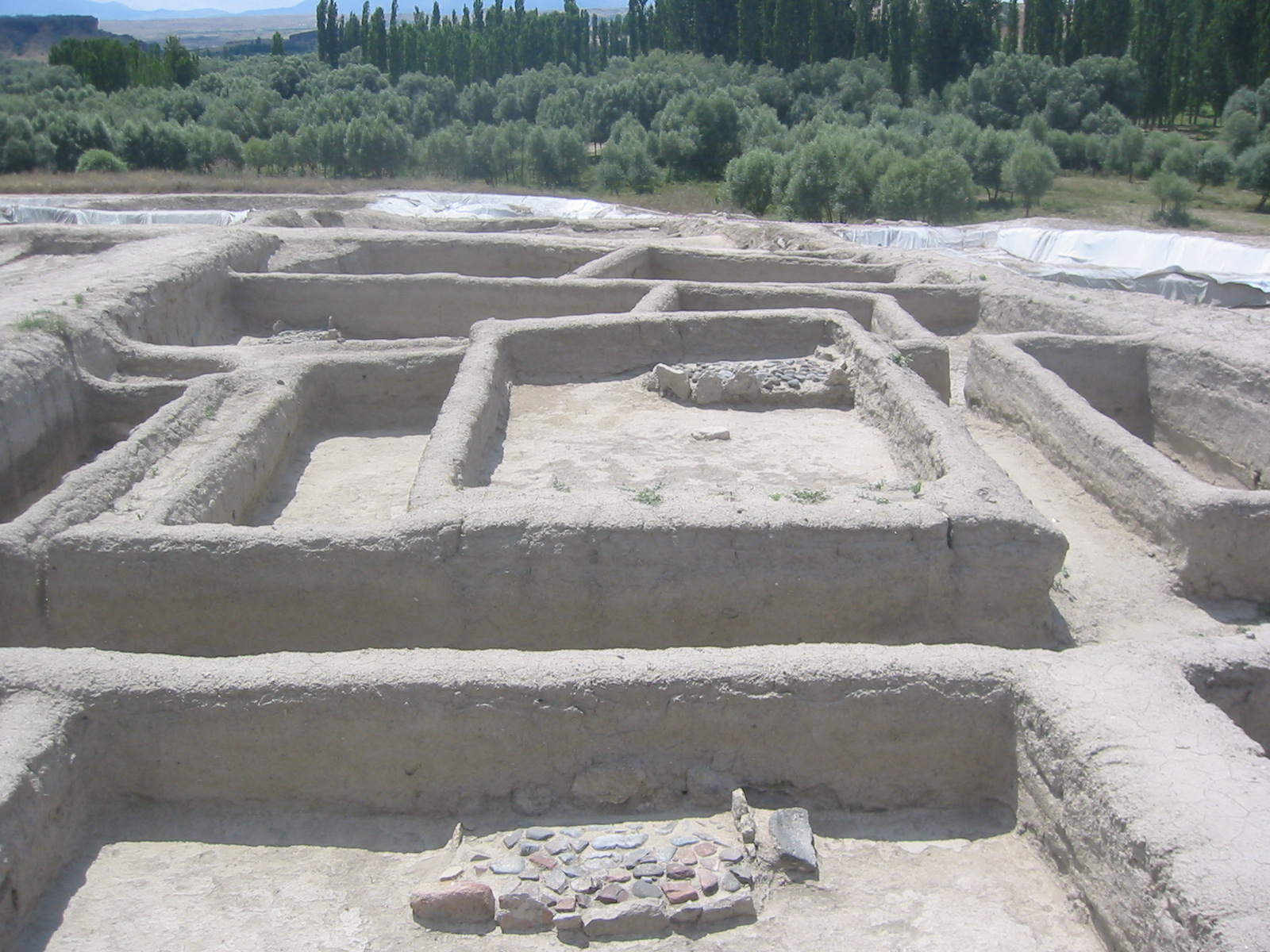
Zones d'excavació de residències a Aşıklı Höyük (Turquia), mil·lenni viii aC

Els primers elements característics de la forma de vida neolítica es van establir durant la fase final del Paleolític, anomenada Epipaleolític en el context del Pròxim Orient, en particular el període Natufià del Llevant (c. 14500-10000 aC) que veu el desenvolupament de l'estil de vida sedentari. El procés de neolitització del Pròxim Orient va començar al mil·lenni x aC i acaba més de dos mil·lennis després, cap al 7500 aC. Aquesta primera fase és un neolític anomenat «preceràmic», perquè com el seu nom indica, encara no coneixia l'ús de la ceràmica, però va ser quan va sorgir l'agricultura i la ramaderia, i veu la generalització d'un sedentarisme, entre d'altres. Les següents fases del Neolític ceràmic (o tardà) van durar fins a mitjan segle. Al voltant del segle vi aC, i va veure l'aparició de cultures regionals, i la forma de vida neolítica es va estendre a noves regions. S'acaben quan comença a desenvolupar-se la metal·lúrgia, que marca l'inici de les edats dels metalls, i sobretot una evolució més marcada cap a organitzacions socials i polítiques més jeràrquiques, preludi de l'aparició de l'Estat i del desenvolupament de les primeres societats «històriques» de l'Orient Mitjà.

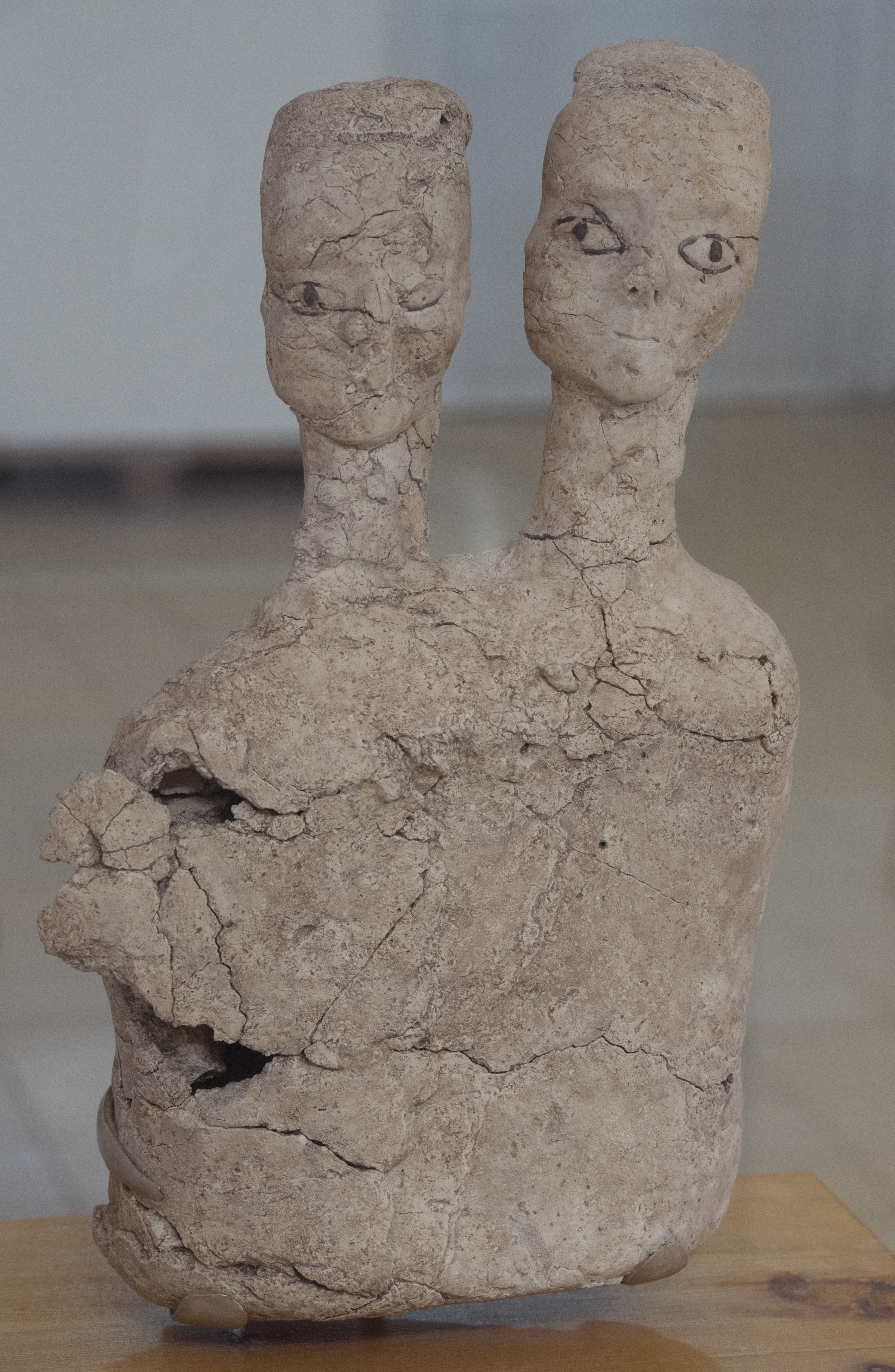
Estatuetes de guix d'Ain Ghazal (Jordània), c. 7200-6500 aC
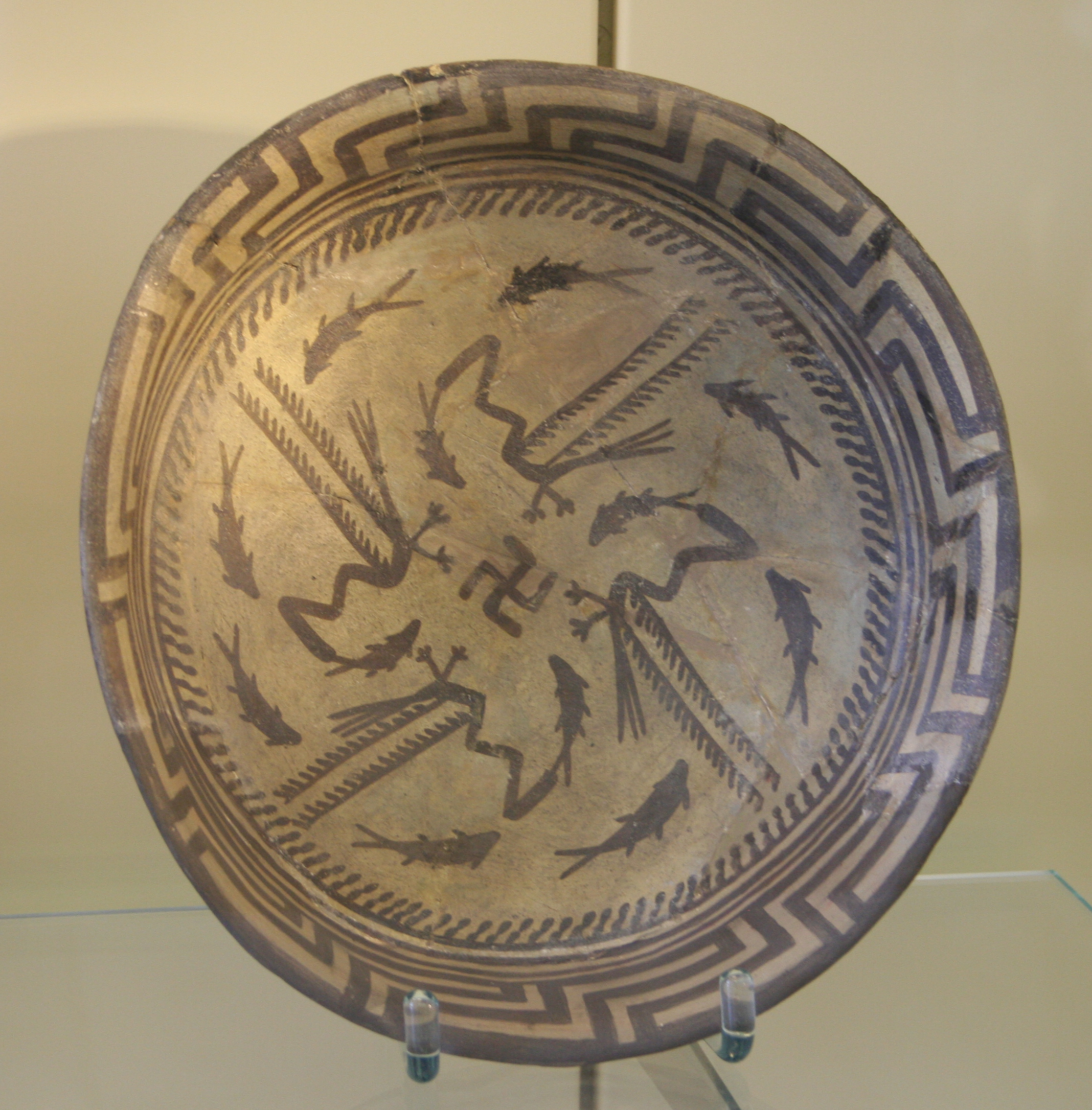
Copa pintada de l'època de Samarra (l'Iraq central): ocells limícoles pescant peixos, al voltant d'una esvàstica, c. 6200-5800 aC Museu de Pèrgam

Les causes de la neolitització han estat objecte de debats que no s'han acabat. Sovint es destaca el vincle amb els canvis climàtics que es van produir durant aquests mil·lennis que van veure el final de l'última edat glacial i l'inici de l'Holocè. Però aquesta condició no és suficient per explicar l'evolució econòmica i social, que sens dubte estan lligades a altres factors, potser la necessitat d'adaptar-se a un context demogràfic més ampli, o als desenvolupaments culturals i mentals que fan que l'home que ara disposa dels mitjans tècnics necessaris per adoptar una altra forma de vida comença a fer-ho a poc a poc.
En tot cas, el Pròxim Orient és un gran centre de neolitització a escala mundial, els descobriments del qual van adoptant progressivament les regions veïnes quan al seu torn abracen la forma de vida neolítica, sent-ne més o menys responsables segons els casos.

## Cronologia dels estudis

### La«revolució neolítica»i la recerca de les seves causes
El concepte de «Neolític» va ser encunyat l'any 1865, al mateix temps que el de «Paleolític», per John Lubbock, ampliant el sistema de les «tres edats» (coure, bronze i ferro) de Christian Jürgensen Thomsen. Aleshores només depèn de criteris tècnics, en primer lloc la transició de la pedra tallada a la pedra polida. El Neolític va agafar més constància els anys 1920-1930 amb l'obra del prehistoriador australià Vere Gordon Childe, sobretot en la seva obra fundacional, Man Makes Himself (1936), que va desplaçar la seva definició cap als aspectes econòmics i socials, quan va forjar la concepte de «revolució neolítica». Es transposa de la de la revolució industrial i ancorada en una visió progressista de la història humana; està marcada per l'aparició de societats de poble productores d'aliments, segueix la revolució de la domesticació del foc i precedeix la «revolució urbana», per tant, estableix les condicions per a l'aparició de la «civilització». Caracteritza aquest fenomen per diversos trets principals: el cultiu de plantes, la cria d'animals, que condueixen al creixement de la població, generen excedents, permeten un estil de vida sedentari; sens dubte considera aquestes societats com en gran part autosuficients, però admet que intercanvien béns de luxe entre elles; són capaços d'emprendre treballs col·lectius i cooperatius, especialment per a l'agricultura i la seguretat dels seus recursos, mitjançant la constitució d'organitzacions polítiques de clans, consolidades per aspectes màgics i religiosos. Des del punt de vista material, el neolític es caracteritza segons ell per objectes fets amb pedra polida, ceràmica i instruments per a teixir. Aquest model òbviament s'ha modificat, però segueix sent vàlid en part a l'hora de determinar el «paquet» neolític (vegeu més avall).

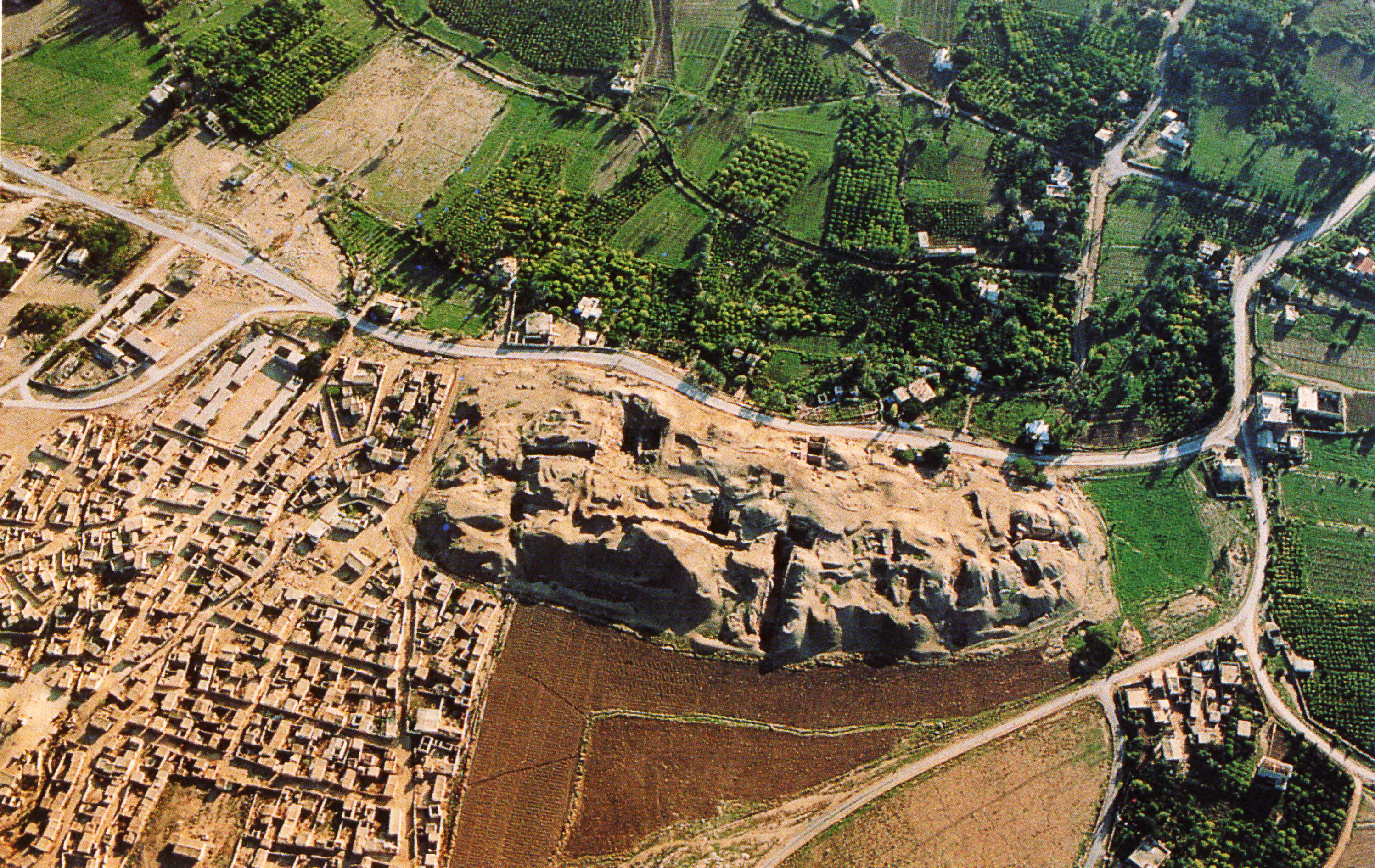
Vista aèria de Tell es-Sultan, jaciment arqueològic de Jericó (Palestina)
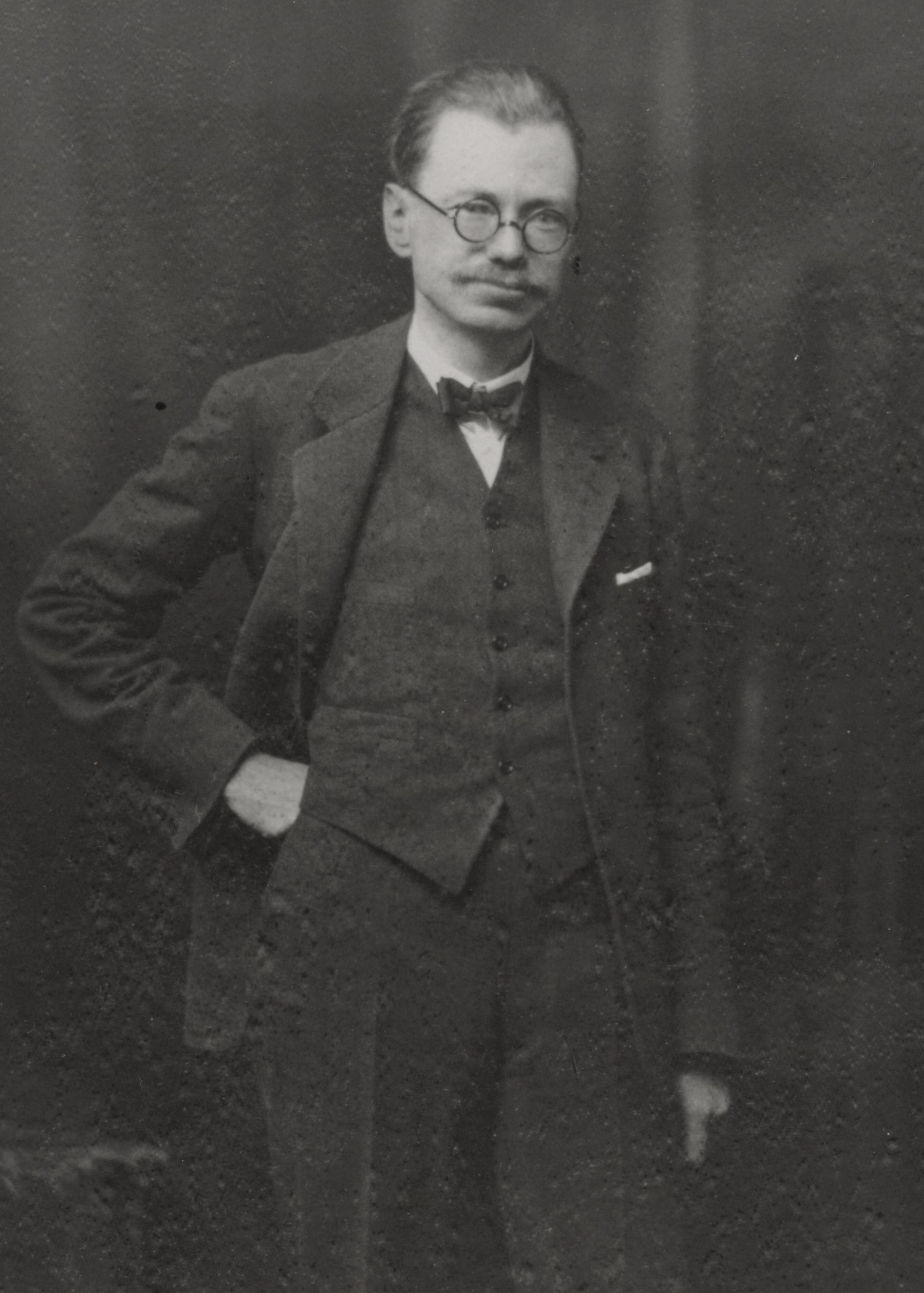
Vere Gordon Childe, que va desenvolupar el concepte de la «revolució neolítica»

Les investigacions dels anys de la postguerra de la Segona Guerra Mundial han permès establir millor les característiques de les societats neolítiques, gràcies als nous descobriments. Per exemple, les excavacions dels jaciments natufians de les dècades del 1950-1960 van permetre determinar que aquests pobles estaven poblats per caçadors-recol·lectors, per tant, la sedentarització precedia la domesticació, i no es podia veure com a conseqüència com es pensava aleshores. A la dècada del 1950, Kathleen Kenyon va establir les bases de la cronologia del Neolític del Llevant a partir d'excavacions realitzades a Jericó (Tell es-Sultan), destacant en particular les fases d'un «neolític preceràmic» (Pre-Pottery Neolithic). Aquest model es continua utilitzant encara que tingui límits, sobretot perquè qualifica les societats d'èpoques antigues com a «neolítiques» quan realment no ho són. L'ús de dades d'excavacions recents avança encara més el coneixement del procés de neolitització, destacant notablement la pluralitat de centres de domesticació (en part gràcies als estudis genètics), o fins i tot amb el descobriment del santuari de Göbekli Tepe a Turquia que destaca els aspectes religiosos i rituals dels inicis de les societats neolítiques. La comparació de la situació del Pròxim Orient amb la d'altres societats conegudes per l'arqueologia havent viscut el procés de neolitització, de manera endògena o no, permet també desenvolupar la comprensió del Neolític revelant elements comuns i específics, i el treball etnogràfic recolza el desenvolupament de models explicatius basats en dades arqueològiques prehistòriques.
A partir d'això, la recerca de causes ha dominat sovint l'agenda de la recerca, i ha donat lloc a un conjunt divers de propostes, sovint centrades en la qüestió de l'origen de les domesticacions, però també prenent el fenomen de la neolitització en els seus diferents components.
V. G. Childe, recollint les idees de R. Pumpelly, va ser partidari de la «teoria de l'oasi»: el final de l'última edat glacial va provocar un clima més àrid, obligant als humans i els animals de l'Orient Mitjà a refugiar-se als rius de les planes i als oasis, on també es trobaven cereals silvestres, i aquesta convivència en aquests espais reduïts hauria propiciat l'inici de l'agricultura i la ramaderia. Després d'ell, R. Braidwood, a partir de les seves investigacions als Zagros durant la dècada del 1950 (Hillly flanks theory; teoria dels flancs muntanyosos) va orientar la recerca de causes cap a criteris socials i culturals; si es produeix el Neolític és perquè les societats estaven materialment i culturalment preparades («Culture was ready»; la cultura estava preparada), sobretot perquè tenien les eines i els coneixements necessaris per a l'agricultura i el processament d'aliments. A partir de finals de la dècada del 1960, L. Binford va formular una explicació que combinava demografia i medi ambient, a partir de la idea que les comunitats epipaleolítiques del Llevant van experimentar un creixement demogràfic, que s'hauria combinat amb l'augment del nivell del mar vinculat al final de la era glacial, i hauria creat «estrès» per l'accés als recursos alimentaris perquè s'havia reduït l'espai per persona, fet que hauria provocat un moviment migratori cap a zones marginals fins aleshores despoblades, on els migrants s'haurien endut cereals i animals domesticats. Més endavant es formulen altres explicacions funcionalistes similars, que destaquen les respostes adaptatives de les societats als canvis ambientals i/o demogràfics. Això es basa, doncs, en la idea que les societats es veuen obligades per diversos factors a passar a l'etapa neolítica. La següent etapa ofereix un altre enfocament, i veu un retorn a les explicacions culturals i cognitives. El model de J. Cauvin, formulat a les dècades el 1980 i 1990, identifica una «revolució dels símbols», un canvi en la relació entre els humans i el món que els envolta, una única causa segons ell a l'origen dels canvis socials, econòmics i materials que s'observen durant la neolitització. I. Hodder també ha fet propostes sobre els canvis mentals que s'estan produint al Neolític, però no els veu tant com una causa sinó com un desenvolupament que acompanya altres canvis. Com aquesta perspectiva, els models explicatius que tenen en compte les possibles interaccions entre els canvis socials, econòmics i mentals, també climàtics, han passat a primer pla a partir de la dècada del 2000.

### Un fenomen llarg i complex
El fenomen de la neolitització es considera ara com un procés llarg i complex, no lineal, caracteritzat, certament, per la transició d'una economia caçadora-recol·lectora a la d'agricultura-ramaderia, però que engloba moltes altres tècniques, socials i mentalitats que acompanyen el fenomen, i estan clarament vinculades per relacions causals.
Per resumir els plantejaments actuals del Neolític i la neolitització com un procés que abasta diversos canvis a molt llarg termini:
- Segons Ç. Çilingiroğlu:[13]

| « | El «Neolític» implica més que desenvolupaments tecnològics, l'aparició de plantes i animals domesticats o un estil de vida sedentari. Ara, el terme s'accepta generalment per englobar els aspectes tecnològics, econòmics, socials i ideològics en el seu conjunt, per tant, «la forma de vida neolítica». | » |

- I per N. Goring-Morris i A. Belfer-Cohen:[14]

| « | Si tenim en compte tot l'anterior, el concepte de neolitització implicava molt més que la domesticació de plantes i animals, ja que els processos de neolitització també implicaven la «domesticació» del foc (desenvolupaments pirotecnològics que van acabar amb la producció de ceràmica) i de l'aigua (gestió en forma de pous i reg). A més, i d'una importància cabdal, és la «domesticació social» amb nous mitjans per modelar la identitat i la interacció de la comunitat, la mateixa essència de la qual va canviar; aquests van des dels vincles a través del parentiu, les xarxes d'intercanvi, l'especialització artesanal, la festa, etc., fins a la rivalitat, els límits polítics i la violència de confrontació intra i intercomunitària. En última instància, la «revolució neolítica», almenys al Pròxim Orient, va ser un procés a llarg termini, incremental i no dirigit, marcat per esdeveniments llindars significatius, el resultat dels quals no era gens segur. | » |

Per tal de definir què són les societats neolítiques, s'ha estès el concepte de «paquet» neolític, a partir dels criteris establerts per Childe, que són les característiques esperades de les societats neolítiques, però que en conjunt es manté força vaga. Aquestes característiques inclouen bàsicament les «primeres èpoques» que es troben al Neolític: «espais construïts que indiquen un hàbitat permanent, animals domèstics, cereals i llegums conreats que indiquen producció d'aliments, recipients de ceràmica que indiquen emmagatzematge i cocció, objectes en pedra polida que indiquen processament d'aliments, destrals que indiquen un nova tecnologia d'acabat d'eines de pedra per poliment» (M. Özdoğan, que parla com els altres de «Neolithic Way of Life»; Mode de vida neolític). Però en detall el muntatge del material varia segons la regió i el temps. Una altra manera d'agrupar el conjunt de les primeres societats neolítiques al voltant d'elements comuns, materials o no, i malgrat la seva diversitat regional, és utilitzar el terme koiné, «suma de trets comuns a diversos grups humans».
Aquests nous plantejaments van acompanyats de la formulació de models més complexos, havent de tenir en compte una pluralitat de fenòmens a molt llarg termini, ja que la tendència és cada cop més a remuntar-se als inicis de l'Epipaleolític, cap al 20000 aC., deu mil·lennis abans de l'inici del Neolític. Així doncs, es va dur a terme una forma de desconstrucció del concepte de «revolució neolítica» destacant el fet que molts, si no tots, dels components del «paquet» neolític ja existien a les societats que van precedir la neolitització, almenys les del Epipaleolític final, si no abans. El Neolític no és, doncs, tan revolucionari; apareix més aviat com el període durant el qual aquests elements es van desenvolupar i es van integrar en un procés de canvis socials, econòmics i mentals portat a terme. Aquest plantejament també condueix a la identificació de fases de reflux en el procés de neolitització, que sens dubte van arribar després d'una successió d'intents que no van donar lloc a la constitució de societats neolítiques.

## Entorn geogràfic, paisatges i medi ambient

### Les principals zones geogràfiques
El Pròxim Orient s'entén en els estudis del Neolític com una regió que s'estén des de la mar Mediterrània fins al Zagros, des de la mar Roja i el golf Pèrsic fins a les muntanyes de Taure, conjuntament que habitualment incloem Xipre i Anatòlia central, perquè participen ràpidament en el procés de neolitització. També podem parlar de «sud-oest asiàtic». Aquesta extensa regió inclou una gran diversitat d'entorns i paisatges naturals, agrupats en diverses grans àrees segons criteris geogràfics i també culturals. Hi trobem especialment el «Creixent Fèrtil», concepte que troba el seu origen en l'obra de James Henry Breasted, que en el seu significat actual és un espai biogeogràfic que s'estén aproximadament sobre el Llevant i els vessants i contraforts del Taure i Zagros, i inclou les plantes i els animals salvatges a l'origen de les primeres espècies domesticades.

Localització dels principals grups geogràfics del Neolític del Pròxim Orient
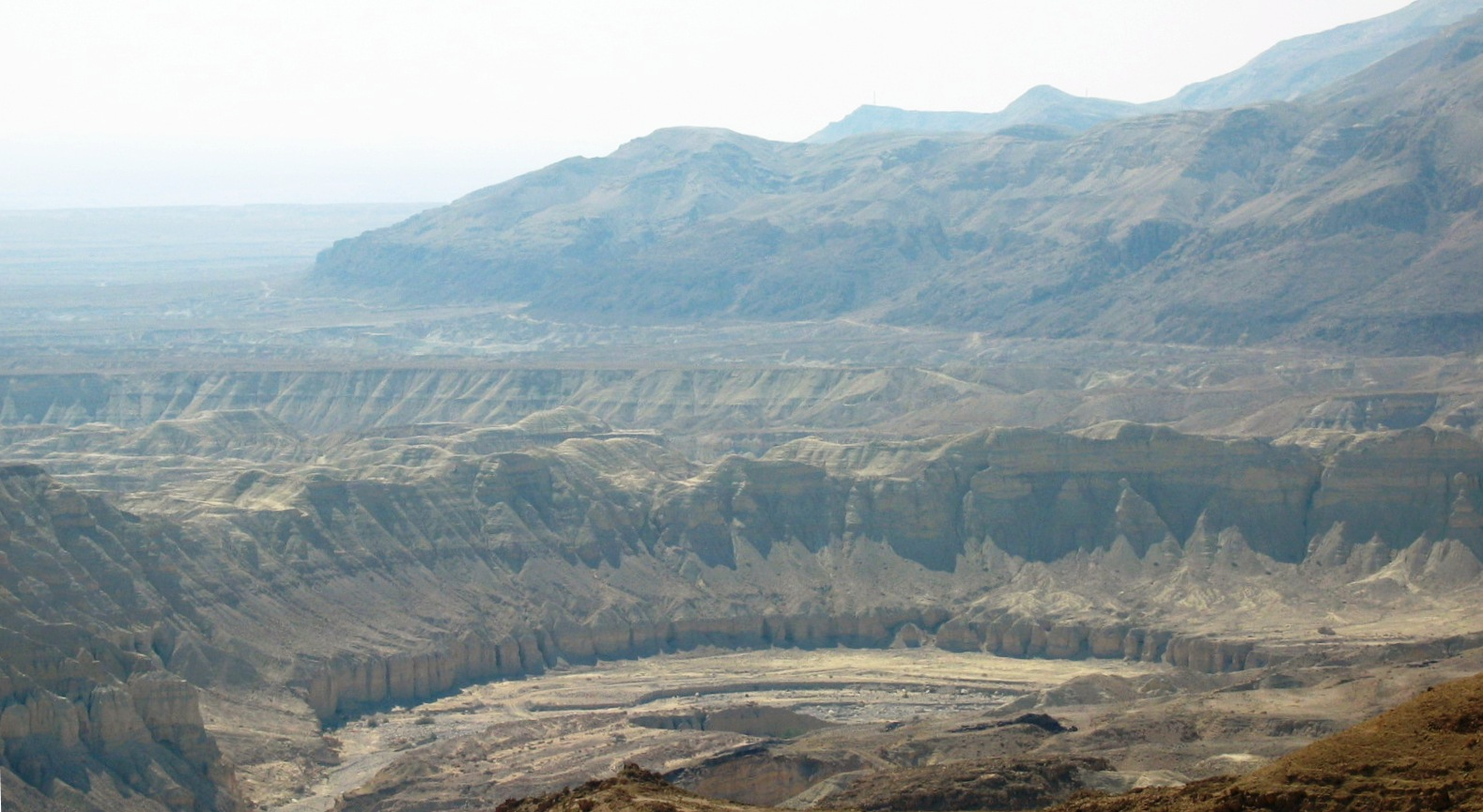
Desert de Judea, canó de Nahal Hemar (Israel)

El Llevant, situat a l'est de la Mediterrània oriental, es caracteritza per alternances d'ambients esteses en direcció nord-sud: la plana litoral a ponent, més ampla que avui durant l'Epipaleolític i el Neolític ja que el nivell del mar era més baix aleshores, avançant cap a l'est primer trobem contraforts que s'eleven gradualment formant serralades, sovint ben boscoses, que arriben fins als 2000 metres d'altitud, després una nova zona baixa, el Rift o «corredor / corredor llevantí», eix estructurant que baixa cap a el sud sota el nivell del mar, després un espai més alt de l'altiplà, i finalment un lent descens cap al desert d'Aràbia. Aquesta regió es divideix en tres grups geogràfics, de vegades dos, que tenen la mateixa divisió oest-est.
- El Llevant meridional, al nord del Sinaí i el Nègueb, que inclou la plana costanera, després les muntanyes de l'Alta Galilea i Judea, la plana del Jordà amb la mar Morta i el llac de Tiberíades, i la de l'Araba al sud, i finalment els altiplans de Transjordània a l'est.[26]
- El Llevant central (de vegades adossat al Llevant septentrional, del qual llavors és la part «superior», altres vegades agrupat en part amb el Llevant meridional), entre l'oasi de Damasc (inclòs) al sud i d'Homs al Llevant al nord, amb la plana costanera del Líban, les muntanyes del Líban, la vall de Litani i la plana de Bekaa, després les muntanyes d'Antilíban, els vessants orientals de les quals abriguen la Ghuta al voltant de Damasc, i finalment el desert.[26][27]
- El Llevant septentrional, que aproximadament correspon a l'oest de Síria, inclou la plana costanera de Síria, més àmplia aquí que en qualsevol altre lloc del Llevant, després les muntanyes alauites i l'Amanus, després la vall d'Orontes, la plana de l'Amuq i després els altiplans centrals de Síria, i limitada a l'est per l'Eufrates (la regió de l'Eufrates mitjà), que es pot veure com un altre «corredor».[26][28]

Mesopotàmia en el sentit ampli inclou les regions tallades pel Tigris i l'Eufrates, els dos principals rius de l'Orient Mitjà.
- El sud-est d'Anatòlia, que és la part més septentrional de l'Alta Mesopotàmia ja que està estructurada per les valls superiors del Tigris i l'Eufrates, és una regió llindar l'altitud de la qual disminueix d'aproximadament de 800 a 300 metres sobre el nivell del mar de nord a sud, entre les regions altes del Taure oriental situat al nord, on neixen els dos rius, i els altiplans d'Al-Jazira cap als quals desemboquen; les valls són estretes, però en alguns llocs s'eixamplen en alvèols on viuen comunitats humanes; a l'oest es troben les muntanyes Antitaure.[29][30]
- Al-Jazira, l'«illa», que cobreix la major part de l'Alta Mesopotàmia, és una regió d'altiplans amb una altitud mitjana de 250-300 m, incisa pel Tigris, l'Eufrates i dos afluents d'aquest últim, el Balikh i el Khabur, dividida entre un Al-Jazira superior (al nord-nord-est, més humit) i un Al-Jazira inferior (al sud-sud-oest, més àrid).[31]
- La plana al·luvial i deltaica mesopotàmica és una extensa regió amb un clima actualment molt àrid, molt planer i molt baix, on els dos rius s'uneixen formant un delta, molt pantanós aigües avall, abans de desembocar al golf Pèrsic, que durant el Neolític primerenc es trobava. molt més lluny que avui a causa de la baixada del nivell del mar (durant el pic de l'Edat de Gel tardana potser fins al nivell del golf d'Oman).[32]

Als extrems nord i est hi ha diverses zones altes, amb la presència de les serralades de l'arc de Taure-Zagros, que alberguen regions altes que són per a molts, si no l'origen, regions que han participat activament en l'èxit de l'estil de vida neolític.
- Els Zagros, aquí especialment referent per les seves parts oest i central, és una cadena formada per plecs paral·lels amb orientació nord-oest/sud-est, incisa per nombroses depressions formades per cursos d'aigua que desemboquen cap a Mesopotàmia (dels més importants, de nord a sud: Gran Zab, Petit Zab, Diyala, Karkheh, i Karun), que formen valls profundes, sovint estretes i aïllades les unes de les altres, explicant que les cultures neolítiques semblen segmentades entre elles; el vessant sud-oest, més humit, acaba en una zona de peu de mont cap a Mesopotàmia.[33]
- L'Anatòlia central, separada del nord del Llevant per les muntanyes del Taure, és una regió d'altiplans, a més de 1000 metres sobre el nivell del mar, amb una part oriental més àrida, on hi ha el llac Tuz, un llac salat, i cons volcànics, i una part occidental més boscosa, amb una regió de llacs al sud-oest.[29]

L'extrem nord-oest del desert d'Aràbia és de fet una estepa, més o menys oberta segons les fluctuacions climàtiques. Durant el Neolític va incloure, doncs, grans variacions en la població. Durant els períodes més humits hi ha alguns rius i llacs temporals, i sobretot fonts artesianes que permeten la formació d'oasis (el Kowm, Azraq).
L'illa de Xipre també és un component geogràfic del Neolític del Pròxim Orient. La tercera illa mediterrània més gran, situada a 100 quilòmetres de la costa del nord del Llevant, inclou tres conjunts d'orientació est-oest que se succeeixen de nord a sud; al llarg de la seva costa nord les muntanyes de la carena de Kyrenia, després la plana de Mesaoria, i al centre-oest el massís de Tróodos. La costa sud inclou les principals regions d'assentaments prehistòrics i antics, sobretot al voltant de la península d'Akrotiri i la plana de Làrnaca.

### Les fluctuacions climàtiques i el seu impacte
El Neolític del Pròxim Orient es va produir en el moment en què va acabar l'última edat glacial i va començar l'Holocè. No obstant això, aquest període no es pot resumir com un simple escalfament progressiu, ja que el clima va experimentar diverses fluctuacions durant les fases corresponents a l'Epipaleolític i al Neolític:
- el màxim tardiglacial, des del 23000/22000 aproximadament fins al 17000 aC., és la fase més freda i seca d'aquest període, abans d'una fase d'escalfament lent i sobretot d'augment de les precipitacions, permetent un lent retrocés de les zones semiàrides;[36][37]
- la fase Bølling-Allerød, que va començar cap al 12700-12500 aC. i va durar potser fins al 11000/10800 aC., més càlid i humit, que va permetre una extensió de zones boscoses al sud del Llevant, i a Anatòlia de zones herbades i humides (sobretot llacs);[36][37][38]
- el Dryas recent, que començaria al voltant de l'any 11000 aC com a molt aviat i finalitzaria cap al 9700 aC. (una llarga estimació és de 9000 aC), és un període fred i sec;[36][37][38] un estudi realitzat al sud del Llevant, però, sembla concloure que el període allà no és més sec que l'anterior, encara que sigui més fred;[39]
- l'inici de l'Holocè, que va veure un suavització del clima, podria haver estat inicialment sec, abans d'un canvi més ràpid cap al 8200-8000 aC, alguns fent-lo començar cap al 7500 aC.; el clima aleshores era més humit (el monsó d'estiu va anar més al nord que avui), el més plujós observat durant els darrers 25.000 anys al Llevant i a la Mediterrània oriental.[36][40] El desert d'Aràbia va rebre de mitjana més precipitacions durant el període 8000-4000 aC. aC que avui,[36] igual que el sud de Mesopotàmia que, sens dubte, era més pantanós,[41]
- aquest període es veu interromput per l'esdeveniment climàtic del 8200 AP (o aproximadament el 6200 aC.), episodi fred i àrid, que dura entre 160 i 200 anys.[37][42]

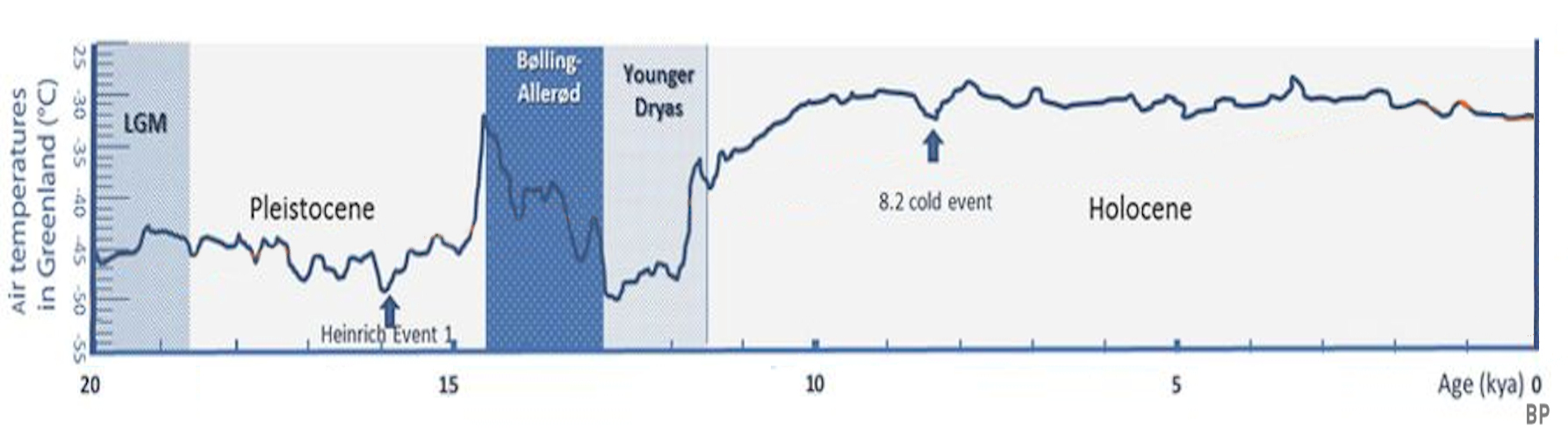
L'esdeveniment climàtic del 8200 AP (8.2 cold event) apareix com una osca en el període càlid de l'Holocè. Evolució de les temperatures en el període post-glacial després de l'últim màxim glacial, segons els testimonis de gel de Groenlàndia

Aquestes variacions de temperatures i precipitacions han tingut impactes importants en els medis naturals, impactes que s'han diferenciat segons l'espai, ja que probablement han afectat menys les valls que les zones estepàries. En aquest últim, l'ocupació humana sembla fluctuar segons aquests desenvolupaments. A les regions del Llevant i l'Alta Mesopotàmia són les variacions de les precipitacions (sobretot concentrades a l'hivern), que poden ser molt grans d'un any a l'altre en les condicions actuals, les que tenen un fort impacte en les societats humanes, més que les fluctuacions de temperatura. S'accepta que calen aproximadament 200 mm de precipitació anual per practicar l'agricultura sense subministrament artificial d'aigua (agricultura de secà), però a les zones a la cruïlla d'espais àrids aquest límit es pot superar durant un any, llavors no s'ha d'assolir el següent. Per tant, la «Mitja Lluna fèrtil», on es va originar l'agricultura, veu com canvien els seus límits geogràfics, ja sigui segons els canvis climàtics a llarg termini, o segons les variacions interanuals de les precipitacions.
La qüestió de com s'han adaptat els grups humans a aquests canvis ambientals no sempre arriba a consens, ja que al mateix fenomen són possibles diverses respostes i les dades arqueològiques no són inequívoques; per això s'acostuma a invocar el Dryas recent per explicar els canvis que es van produir en la població. al Natufià recent, però per a uns només hauria provocat una disminució de la vida sedentària, per a d'altres va provocar una intensificació de l'explotació dels ambients per part de determinats pobles sedentaris, provocant la domesticació de plantes i animals. Sense ser vista necessàriament com una causa de neolitització, l'evolució del clima és, en tot cas, un fet a tenir en compte, perquè crea les condicions per a la seva implantació. En efecte, la coincidència entre l'inici de l'Holocè i el de l'agricultura (i més àmpliament el Neolític) és massa cridaner per ser fortuïta, sobretot perquè aquesta evolució s'observa en altres regions del món.

### L'impacte ambiental de les activitats humanes
D'altra banda, l'establiment de la forma de vida neolítica fa que els humans es vegin portats a modificar cada cop més el seu entorn, a modelar paisatges i, per tant, a accentuar l'antropització. Això últim no és certament nou en l'època, ja que l'ésser humà ha anat modificant el seu entorn almenys des de la domesticació del foc i els caçadors-recol·lectors han fet evolucionar la seva relació amb el medi posant en pràctica mètodes de control de determinades plantes i ramats d'animals salvatges (caça selectiva). Però al Neolític es va assolir una nova etapa en aquesta evolució amb l'aparició i expansió de l'agricultura i la ramaderia. Això és el que es podria qualificar en termes científics de «construcció de nínxols», o «enginyeria d’ecosistemes», conceptes extrets de la biologia i que originàriament pretenien explicar el comportament de planificació de determinades espècies animals (com els castors). L'establiment de l'economia agropastoral va comportar un moviment ininterromput de modificació del medi, que va experimentar des del principi una expansió cap a noves regions, també la manipulació de plantes i animals que va portar a la seva modificació genètica (selecció artificial), després a la seva dispersió fora del seu entorn natural, modificant encara més els ecosistemes. Aquests canvis al seu torn impacten en els éssers humans, que han d'adaptar-se als desenvolupaments que han provocat en els objectes de domesticació, havent d'ajustar en particular les seves pràctiques culturals per alimentar els animals, o per implementar pràctiques de gestió agrícola (que va produir l'aparició del reg). L'augment demogràfic per l'adopció de l'agricultura i la ramaderia també va afavorir aquesta expansió. El fenomen, doncs, està marcat per bucles de retroalimentació, les conseqüències tenen a canvi efectes amplificadors sobre allò que els va provocar.

## Les fases neolítiques del Pròxim Orient

### Cronologia

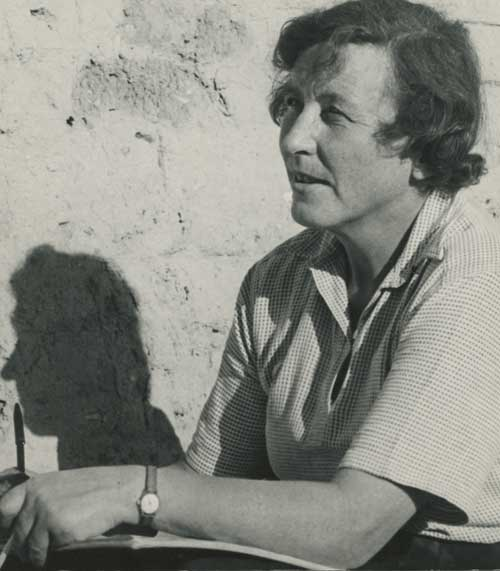
Kathleen Kenyon, directora de les excavacions a Jericó (Tell es-Sultan) i inventora de la noció de «neolític preceràmic»

La periodització del Neolític del Pròxim Orient inclou diversos sistemes. La terminologia del Llevant deriva de la determinada a Jericó (Tell es-Sultan) per Kathleen Kenyon, distingint dues fases del «Neolític preceràmic», (Pre-Pottery Neolithic, abreujat PPN), PPNA i PPNB, i les fases del Neolític ceràmic (Pottery Neolithic), actualment més aviat considerat com un «neolític tardà» (Late Neolithic).
Aquesta cronologia s'ha refinat des d'aleshores: el Neolític preceràmic A (PPNA) es divideix en diverses cultures segons el període i la regió (Khiamià, Mureybetià, Sultanià), el Neolític preceràmic B (PPNB) es divideix en tres subperíodes (antic, mitjà i recent), s'ha proposat un neolític preceràmic C per al Llevant Meridional, i diverses cultures regionals per a períodes tardans (Hassuna i Samarra a Mesopotàmia). La periodització del Llevant per al període preceràmic es podria estendre al sud-est d'Anatòlia i a Xipre, de vegades també al nord de l'Iraq, en canvi gairebé no s'estén a l'Anatòlia central i als Zagros, on tanmateix conservem la distinció entre el «neolític sense ceràmica» i el «neolític amb ceràmica».
Per a les fases epipaleolítiques, són els períodes determinats a la dècada del 1930 per Dorothy Garrod: el Kebarià i el Natufià (del Llevant meridional) i el Zarzià (dels Zagros), que es continuen utilitzant. El primer es va dividir en dos o tres subperíodes, i de vegades s'estenia al nord de Llevant.
Segons les regions i jaciments, però de vegades també per a la mateixa regió, la datació d'aquestes diferents fases pot variar segons els autors, que opten per calibrar amb la datació aC (abans de Crist) o BP (abans del present) (l'espai entre ambdues datacions és de 1950 anys, sovint arrodonit a 2000 anys). Aquestes diferents dates encara són molt sovint difícils de conciliar.
|                             | Abans de Crist | Abans del present |
| Natufià antic               | 12780-11180    | 14730-13130       |
| Natufià tardà               | 11180-10040    | 13130-11990       |
| Neolític preceràmic A       | 10040-8940     | 11990-10890       |
| Neolític preceràmic B antic | 8940-8460      | 10890-10410       |
| Neolític preceràmic B mitjà | 8460-7560      | 10410-9510        |
| Neolític preceràmic B final | 7560-6940      | 9510-8890         |
| Neolític preceràmic C       | 6940-6400      | 8890-8350         |
| Neolític final              | 6400-5480      | 8350-7430         |

### Abans de la neolitització (c. 22000-10000 aC)
Els períodes finals del Paleolític són referits al sud-oest asiàtic com un «Epipaleolític», emfatitzant la continuïtat amb el Paleolític superior; poques vegades parlem del Mesolític per al Pròxim Orient:
- Al sud del Llevant, sobretot el Kebarià (c. 19000-16000 aC), el Kebarià geomètric (c. 15500-12500 aC) i després el Natufià (c. 12500-10000 aC).
- Als Zagros, la cultura local és el Zarzià (c. 18000-10000 aC).
- Al Caucas i a la part oriental d'Anatòlia de vegades distingim un «trialetià» alhora. Però l'Epipaleolític no té nom local a la major part d'Anatòlia.

Els grups humans d'aquesta època eren caçadors-recol·lectors mòbils que recollien un nombre molt variat de recursos alimentaris. Aquests col·lectius estan experimentant una evolució cap a una territorialització més marcada de la seva població. Ocuparen llocs de diferents mides on erigien construccions circulars, que poblaven segons un ritme estacional, després esdevenen en part sedentaris al Llevant durant el Natufià. Potser estaven experimentant amb formes pre-domesticades d'agricultura i ramaderia. En tot cas, ara es considera que aquestes comunitats epipaleolítiques tenien molts dels elements que havien de convertir-se en característiques de la forma de vida neolítica, i que sovint estaven en els seus orígens. Així, el neolític no marca l'inici de la transició a l'agricultura. Segons N. Munro i L. Grosman, s'hauria de veure més aviat com «una etapa o punt final recent dins d'una transformació més gran de la dinàmica cultural que va començar durant l'Epipaleolític».

#### Epipaleolític inicial i mitjà (c. 22000-12500 aC)

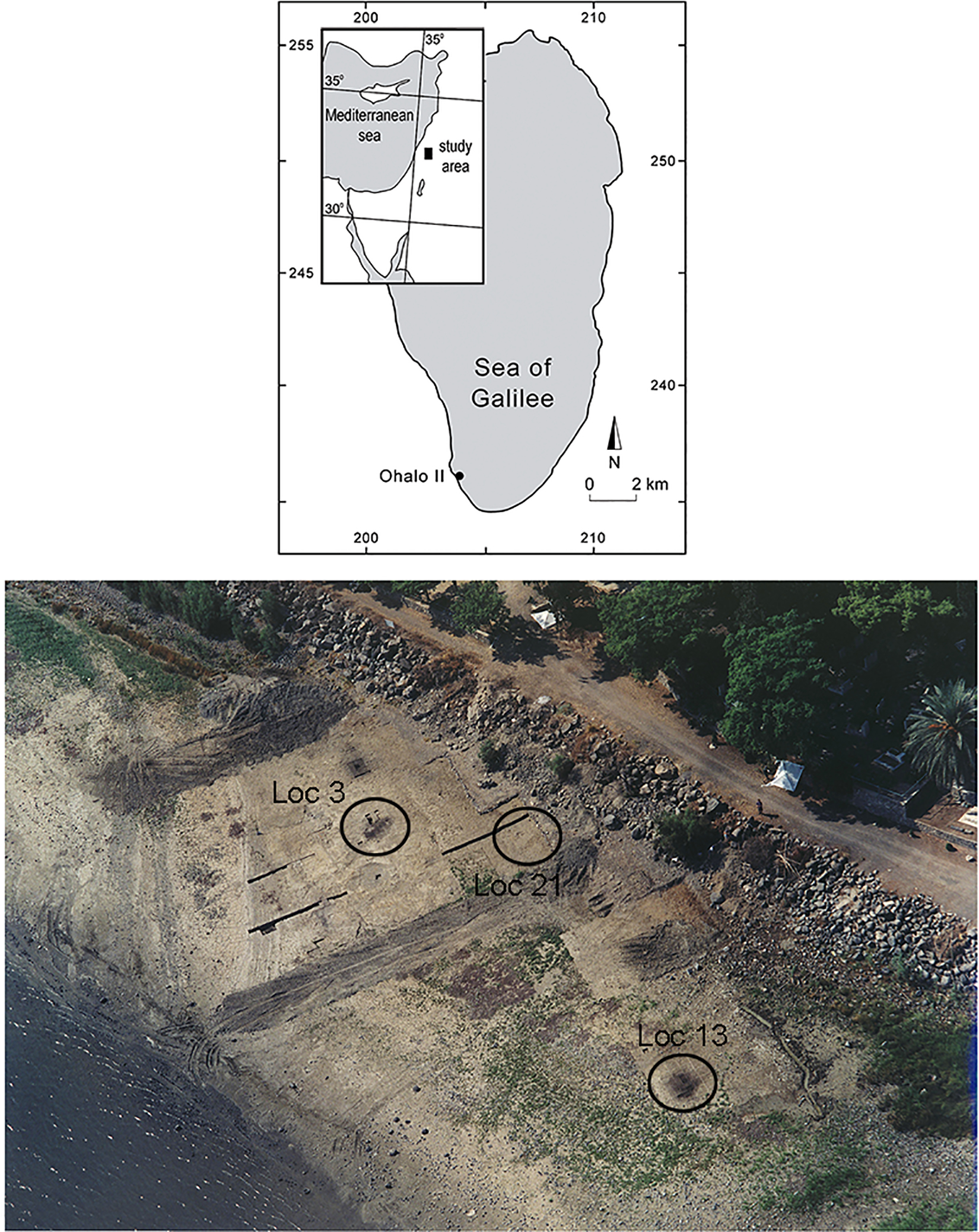
Ubicació i vista aèria del jaciment d'Ohalo II (Israel)

Les principals entitats de l'Epipaleolític inicial del Llevant meridional són el Masraquià (c. 22000-19000 aC), després el Kebarià a l'oest (c. 19000-16000 aC) i el Nizzanià a l'est en espais àrids (c. 18000-16000 aC).
Es caracteritzen per conjunts lítics variats, cosa que potser és un reflex de la presència de diverses bandes que ocupen àrees d'un o dos mil km². Els jaciments són petits, entre 25 i 100 m² en la seva major part, rarament més de 250 m², però el nizzanià té llocs de reunió molt més grans (uns 2.0000 m²). Es tracta de llocs a l'aire lliure o situats a prop d'abrics rocosos o coves, i els hàbitats identificats són petites barraques circulars semienterrades. Ohalo II (c. 21000 aC), situat a la vall del Jordà, a la vora del llac Huleh actualment desaparegut, és, amb diferència, el més conegut. Segons els descobriments que s'hi van fer, excepcionals per als temps i aïllat, a causa de la submersió del jaciment que permetia unes condicions de conservació molt favorables, la subsistència es podria definir com un tipus d'«ampli espectre»: collida d'una gran varietat de plantes (herbes, cereals silvestres, llenties, figues, festucs, ametlles), la caça de gaseles, llebres i guineus (en altres llocs de la mateixa època devien estar més presents els cérvols i les cabres salvatges), i la pesca lacustre.
El Kebarià geomètric (c. 15500-12500 aC), corresponent a una fase mitjana de l'Epipaleolític, s'identifica al Llevant entre el Sinaí al sud i l'oasi d'El Kowm a Síria al nord. Deu el seu nom als micròlits en forma de trapezis, rectangles o triangles que es troben en gran nombre en aquests jaciments, i són l'única manera de caracteritzar aquest període. De fet, els llocs d'hàbitat coneguts són rars (Ein Gev III, Kharaneh IV, Umm el-Tlel 2), molt pocs han estat estudiats, com també els enterraments, de manera que l'estil de vida dels grups d'aquest període segueix sent poc conegut en comparació amb el període precedent.
Als Zagros, aquest període marca la transició entre el Baradostià (un «Aurinyacià dels Zagros»), i el Zarzià, que abasta l'Epipaleolític, però és conegut sobretot per les seves fases recents. De la mateixa manera la transició entre el Paleolític superior i l'Epipaleolític està poc documentada al Taure i l'Elburz, que aleshores comparteixen trets comuns amb els Zagros. Millor podem determinar pel caràcter muntanyós de les regions que la caça s'ha d'haver centrat principalment en cabres salvatges i ovelles i cérvols. La manca de treballs recents sobre aquestes regions ens impedeix tenir una idea més precisa, i el desenvolupament d'aquestes entitats culturals, vagament definides, és sens dubte encara poc conegut.

#### L'epipaleolític final (v. 12500-10000 aC)
El Natufià correspon a l'Epipaleolític final del Llevant. Sembla que es va desenvolupar a partir de la zona del mont Carmel i de Galilea (al sud del Llevant) on es troba la major concentració de jaciments de l'època, però ara s'acredita a diferents punts del Llevant, fins a l'Eufrates mitjà, per jaciments que puguin haver estat inclosos en aquesta entitat. El Natufià va ser definit per l'arqueòloga britànica Dorothy Garrod a la dècada del 1930 a partir de la seva indústria lítica, incloent diversos tipus de micròlits. Posteriorment va aparèixer que aquest va ser el període que va veure l'inici de la sedentarització, durant la primera part del període, el Natufià primerenc (c. 13000/12500-11500 aC), que es beneficia clarament de les condicions favorables del clima suavitzant de Bølling-Allerød. Els llocs natufians s'estableixen a l'aire lliure (Ain Mallaha, situat a prop d'un llac, i Uadi Hammeh 27 a la vall del Jordà; Beidha a Jordània), sota abrics rocosos o a l'entrada de les coves (HaYonime, Nahal Oren, El-Wad i altres jaciments al mont Carmel, o fins i tot Shuqba a Uadi en-Natuf que va donar nom a l'època). Els més grans rarament superen els 1000 m² i estan formats, com en les fases anteriors, per petites construccions, fonamentalment circulars, aquí semi-enterrades. Si alguns d'aquests jaciments semblen ocupats de manera permanent, la resta d'hàbitats són temporals, ja que la forma de vida de les poblacions de caçadors-recol·lectors d'aquest període continua marcada per la mobilitat d'almenys una part del grup (parlem d'«estil de vida semi-sedentari»). Les estratègies de subsistència es mantenen semblants a les de l'època anterior, potencialment molt diverses, tot i que sembla que hi ha una major importància de la recol·lecció de gra i la caça de la gasela. Es podria haver proposat que en aquesta època es practicaven formes d'agricultura o cria predomesticades, però no hi ha res concloent en aquesta direcció. També es van desenvolupar equips de mòlta, amb l'aparició de morters cada cop més profunds. Se suposa que les societats de l'època es van mantenir igualitàries, encara que algunes distincions apareixen en el material funerari i podrien reflectir jerarquies socials. La segona part del període, el Natufià final (c. 11500-9600 aC), va veure la irrupció de l'episodi fred i sec del Dryas recent, i va ser en general sota aquestes noves condicions climàtiques que s'atribueix la disminució del sedentarisme en aquest període, amb els grups que han de ser més mòbils per obtenir recursos alimentaris en un entorn menys generós. Però això es discuteix. En qualsevol cas el reflux afecta principalment al sud del Llevant, en canvi a l'Eufrates mitjà els jaciments estan experimentant un creixement (Mureybet, Abu Hureyra).
A la resta de l'Orient Mitjà, el període és menys conegut i, per tant, la definició d'espais culturals és més vaga.

Ubicació dels jaciments del natufià i llocs associats
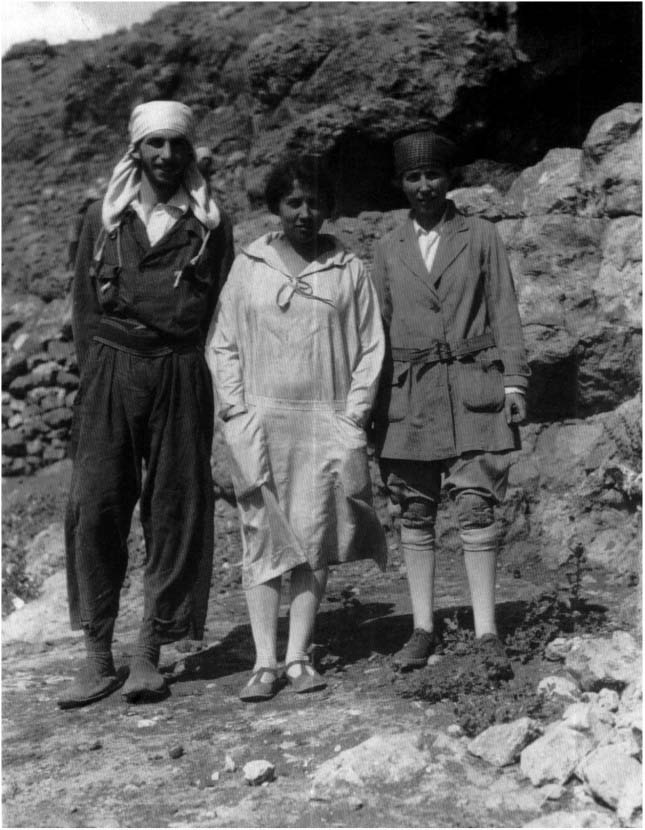
Dorothy Garrod (centre) i dos col·laboradors davant de la cova de Shuqba l'any 1928, on les seves excavacions identifiquen la cultura natufiana
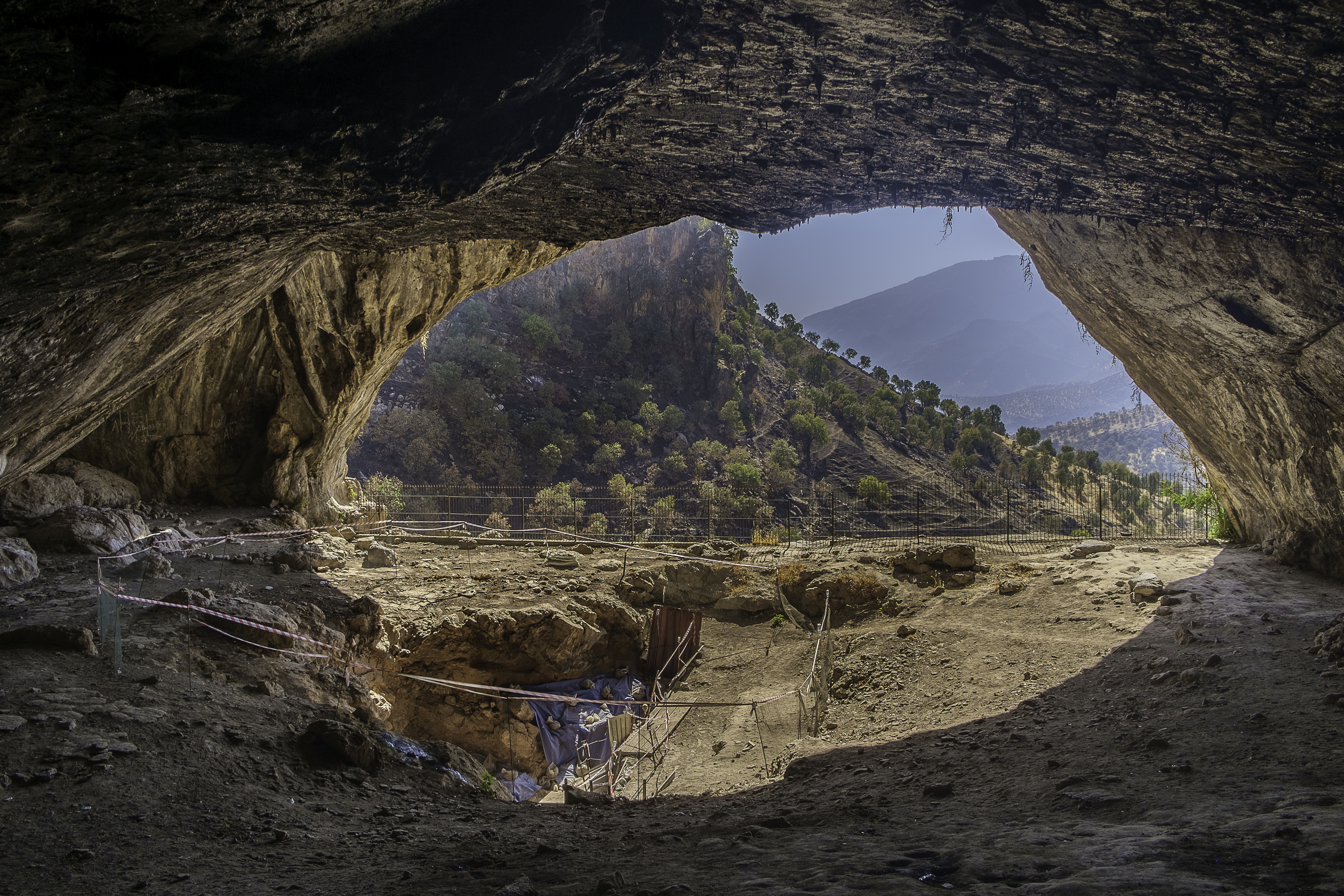
Interior de la cova de Shanidar (Iraq) amb, en primer terme, el jaciment arqueològic

El Zarzià de Zagros occidental, també definit per Dorothy Garrod a partir de les seves eines lítiques, és més conegut per l'Epipaleolític final, de nou per llocs de refugis (Warwasi), coves (Zarzi, Shanidar, Palegawra) o (Zawi Chemi Shanidar), un mostra molt més limitada que la del Llevant i excavada principalment als anys 1950-1960, la qual cosa fa que el període es mantingui poc conegut, fins a la seva extensió exacta. Les prospeccions realitzades a les planes de Marv Dasht i Arsanjan a Fars han identificat material relacionat amb el Zarzià, i indiquen una ocupació força densa allà, amb campaments base al voltant dels quals hi ha jaciments satèl·lit, especialment coves, mode d'ocupació proposat també per al Zagros central neolític. Aquesta fase està marcada per eines microlítiques compostes sobretot per petites fulles de forma geomètrica. Per al final del període l'hàbitat és de barraques, de nou circulars, però el sedentarisme no està confirmat. La subsistència es basa en la caça de cabres i ovelles salvatges, cérvols i onagres, però no hi ha troballes que permetin determinar les plantes consumides, però es suposa que es recollia ordi silvestre, de fruits, especialment els de fruits secs. La fase zarziana, de vegades anomenada «post-Zarzià» o «proto-Neolític», durant el Dryas recent, sembla veure com una forma de vida menys mòbil s'apodera als Zagros, com ho demostren els jaciments de Shanidar (en aquella època un cementiri) i Zawi Chemi, i pel que semblen indicar les prospeccions del sud de Zagros. L'hàbitat es concentra més a les zones baixes per fer front al clima més fred i la subsistència sembla estar més orientada cap a les plantes.
És impossible aproximar l'ocupació humana de la plana al·luvial mesopotàmica, on els al·luvions dipositats des d'aleshores cobreixen les ocupacions de l'època, i la de les regions actualment sota les aigües del golf Pèrsic però que aleshores estaven seques. No obstant això, durant les prospeccions de superfície als turons de Burgan a Kuwait es van trobar eines lítiques «mesolítiques» (amb micròlits, burins, rascadors), per tant aproximadament datables d'aquest període.
A l'Alt Tigris es van desenvolupar pobles sedentaris cap al final del període, amb Demirköy, Körtik Tepe i Hallan Çemi, que semblen culturalment més propers al Zarzià que al Natufià, i/o estar vinculats, en un conjunt que de vegades es coneix com a «Trialetià», amb els jaciments de les coves a les costes meridionals de la Càspia datats molt aproximadament a l'Epipaleolític (Ali Tappeh, Dam Dam Chechme), un conjunt que potser hauria de dividir-se en variants regionals.
L'Epipaleolític de l'Anatòlia Central continua sent poc conegut. El lloc de Pınarbaşı a la regió de Konya va servir com a campament per a grups de caçadors-recol·lectors des del 13000 aC. L'obsidiana explotada a les rodalies va crear, sens dubte, contactes amb el Llevant Natufià on aquesta pedra es troba en diversos jaciments. Això explicaria per què les eines lítiques de Pınarbaşı presenten similituds amb les dels jaciments natufians.
L'Epipaleolític final de Xipre es coneix pel lloc d'Aetokremnos, un petit abric de roca al sud de la península d'Akrotiri, aproximadament contemporani amb el Natufià, que va empènyer els límits per a l'ocupació primerenca de l'illa. El jaciment va revelar nombroses restes d'hipopòtams nans de Xipre, una espècie que va desaparèixer per aquesta època, fet que va donar lloc a la hipòtesi de la responsabilitat humana en aquest fenomen, una mica precipitat tenint en compte els elements recollits. Això almenys reflectiria el fet que les comunitats que s'enfronten al fred també haurien intensificat les seves estratègies de subsistència aquí. En termes generals, a causa de la quasi absència de jaciments coneguts per al període, l'Epipaleolític xipriota continua sent desconegut, i les seves connexions amb el continent són poc enteses.

### Les fases de la neolitització (c. 10000-7000/6500 aC)
La primera fase del Neolític del Pròxim Orient és la del Neolític preceràmic (Pre-Pottery Neolithic), definit per Kathleen Kenyon a partir de l'estratigrafia del jaciment arqueològic de Jericó, Tell es-Sultan que el dividia en dos períodes, A i B. Com el seu nom indica, el criteri era que era un període considerat neolític, però sense presència de ceràmica (a diferència del Neolític europeu que aleshores servia de referent). Aquest nom es va conservar per designar les entitats culturals de la primera part del Neolític del Llevant i de vegades també de les regions veïnes (però no l'Anatòlia central ni els Zagros), després perfeccionades, amb la distinció de diversos subconjunts, i fins i tot l'addició de una fase C al sud del Llevant. El neolític preceràmic A (o PPNA), c. 10000/9600-9000/8800 aC, es divideix en diverses entitats regionals, mentre que el Neolític preceràmic B (PPNB), c. 9000/8500-7000 aC segons la regió, es divideix en tres fases (antiga, mitjana, final), o quatre (PPNC). És durant aquests períodes que s'inicia i porta a la seva conclusió el procés de neolitització, amb la domesticació de plantes i animals i, per tant, la constitució progressiva del «paquet neolític», fins a l'aparició de la ceràmica al final del període. Els trets característics de les societats neolítiques només es van reunir durant els darrers segles del PPNB, de manera que el nom de «Neolític» per a aquests períodes s'utilitza més aviat per convenció.
| Cronologia                         | Datació aproximada (aC) | Característiques |
| ---------------------------------- | ----------------------- | --- |
| Neolític preceràmic A (PPNA)       | 10000/9500 - 9000       | - Khiamià (Llevant): inici del Neolític preceràmic; caça i recol·lecció; desenvolupament de figuretes femenines. - Mureybetià (Llevant Nord): caça i recol·lecció i després agricultura pre-domèstica, arquitectura rodona que evoluciona cap a edificis rectangulars i comunitaris. - PPNA del sud-est d'Anatòlia: habitatges circulars després rectangulars, caça i recol·lecció i després agricultura predomèstica, monuments/santuaris. - Sultanià (Llevant meridional): caça i recol·lecció i després agricultura predomèstica, arquitectura rodona, monuments/santuaris. - Mesopotàmia i Zagros occidental (Nemrikien i M'lefaatien): pobles, caça i recol·lecció. - Zagros central: sense arquitectura perenne, caça i recol·lecció, agricultura predomèstica. |
| Neolític preceràmic B (PPNB) antic | 9000 - 8400             | - Neolític preceràmic al Llevant, Anatòlia sud-est i central, Xipre, Alta Mesopotàmia i Zagros. Agricultura predomèstica, primers registres de plantes domesticades, persistència de la caça i la recol·lecció, inici de la ramaderia almenys al nord del Llevant i al sud-est d'Anatòlia, probablement també al sud del Llevant i al centre de Zagros; arquitectura rectangular, santuaris. |
| Neolític preceràmic B (PPNB) mitjà | 8400 - 7500             | - Domesticació de plantes i animals, desenvolupament de l'economia agropastoral, pràctiques diverses de subsistència i poblament, desenvolupament de pobles. |
| Neolític preceràmic B (PPNB) final | 7500 - 7000             | - Finalització de la domesticació, ampliació de l'agricultura i ramaderia, de manera mixta a base de cereals, llegums i cria de cabres i ovelles, persistència de la caça i la recol·lecció; adopció a gran escala del «paquet neolític»; aparició dels «megallocs» del Llevant i Anatòlia, complexitat de l'arquitectura; ceràmica primerenca; intercanvis de llarga distància (obsidiana). |

Va ser durant el PPNA i el PPNB que el procés de neolitització es va desenvolupar gradualment en diverses regions del Pròxim Orient, i va començar a estendre's. Aquests períodes van veure el desenvolupament dels pobles, el desenvolupament d'arquitectures més complexes, sobretot amb l'auge de les construccions rectangulars, el naixement de l'agricultura i la ramaderia, una major especialització en l'artesania lítica, el desenvolupament de la pirotecnologia amb l'ús més habitual de guix i calç, després l'aparició de les primeres ceràmiques al final del període, i també una abundància ritual que acompanya els trastorns socials induïts per la creació de comunitats de poble més sostenibles, que han d'organitzar i afirmar la seva identitat, i potser també són més desiguals. Durant aquests períodes es va formar una koiné o una «esfera d'interaccions» neolítica a l'escala del Pròxim Orient, compartint moltes característiques comunes més enllà de les especificitats regionals, evidents durant les fases recents del PPNB. Sovint es pregunta si hi ha un focus principal per a aquest fenomen: el conjunt format pel nord de Llevant, el nord de Djezira i el sud-est d'Anatòlia (el «Triangle d'or» d'O. Aurenche i S. Kozlowski) és el millor candidat, però d'altres s'inclinen més a favor d'una evolució conjunta de diverses regions, cadascuna a la seva manera, cap a la forma de vida neolítica, però sense primacia de l'una sobre l'altra, amb intercanvis constants entre elles.

#### Els inicis de la neolitització (c. 10000/9500-9000/8500 aC)
La primera fase de neolitització al Llevant forma part de la continuïtat del Natufià, que acaba cap al 9550 aC a tot tardar, i presenta molts trets en comú amb ell. Correspon al Neolític preceràmic A, i fins i tot es pot estendre al Neolític preceràmic B antic. Aquest període forma part d'una fase de suavització del clima, amb la fi del Dryas recent que es produeix durant els primers segles del PPNA, i potser és més ràpid al nord del Llevant que al sud.
La fase de transició entre el Natufià i el PPNA es coneix com a Khiamià, que es troba al sud del Llevant i a l'Eufrates Mitjà (Mureybet); es caracteritza sobretot per la difusió de petites puntes de fletxa, les «puntes del Khiam» (que es troben molt més enllà del Llevant). El Khiamià evoluciona al Llevant cap al Sultanià que cobreix la major part del PPNA. Al nord del Llevant, la fase contemporània s'anomena Mureybetià. D'altra banda, la designació d'Aswadià que s'utilitzava per al Llevant central ja no es conserva.

Localització dels principals jaciments del Neolític preceràmic A
Mapa de localització dels principals jaciments neolítics sense ceràmica de Mesopotàmia i Zagros occidental i central

Aquestes fases es caracteritzen per una continuïtat en el sedentarisme respecte al període anterior. La població viu clarament una fase d'expansió més marcada a l'Eufrates mitjà que al sud del Llevant. Els pobles més grans arriben a les 2-3 hectàrees. L'hàbitat encara està format per construccions circulars, però durant la segona meitat del segle xix aC a l'Eufrates mitjà s'observa una diversificació de les formes que porta a l'aparició de cases quadrangulars, model que es va consolidar posteriorment. En aquests mateixos llocs també apareixen edificis no domèstics (Jerf el Ahmar, Tell 'Abr 3, Mureybet), amb finalitats col·lectives, que serveixen com a espais per a reunions i/o rituals; la «torre» del PPNA de Jericó, defensada per una muralla, és del mateix tipus de construcció; un lloc ritual a Wadi Faynan 16 reflecteix els mateixos desenvolupaments. Això indica l'enfortiment de les estructures comunitàries als pobles, i potser també l'autoritat dels caps que estan al capdavant d'aquestes estructures. Però el sud del Llevant sembla experimentar una fase de reflux al final del PPNA i durant els primers PPNB, amb interrupcions importants en l'ocupació de diversos llocs que indiquen fases d'abandonament, un fenomen del qual es desconeixen les causes; en canvi, al nord, la continuïtat és essencial.
Al sud-est d'Anatòlia, el conjunt monumental construït a Göbekli Tepe durant els darrers segles del PPNA, amb els seus recintes megalítics formats per pilars en «T», s'analitza com a santuari perquè no hi ha cap rastre evident d'«activitats domèstiques; és, doncs, un testimoni de primer ordre dels desenvolupaments mentals i rituals a la cúspide de la neolitització»; el lloc veí de Karahan Tepe té pilars similars. Aquesta regió també es troba dins de l'horitzó PPNA. Després d'una primera etapa de desenvolupament l'origen geogràfic de la qual actualment no es pot rastrejar (Hallan Çemi, Körtik Tepe, Gürcütepe), la regió va veure el desenvolupament entre el final del PPNA i l'inici del PPNB dels llocs més grans del poble (Nevalı Çori, Cafer Höyük, Çayönü), on també s'observen canvis arquitectònics al final del període, amb una transició d'habitatge circular a habitatge quadrangular més complex.
Des del punt de vista de les estratègies de subsistència, les societats del sud i el nord del Llevant continuen sent grups de caçadors-recol·lectors, però cada cop es reconeix més que l'agricultura predomèstica es va desenvolupar durant aquesta fase, almenys a partir del 9500 aC, en forma de primers experiments en el desenvolupament del cultiu de cereals i llegums al camp, i en el control dels ramats d'animals. En absència d'evolucions morfològiques dels individus en procés de domesticació durant aquest període, ens hem de basar en pistes indirectes que testimonien una evolució en els hàbits de recollida i alimentació de les comunitats humanes del Llevant (com l'augment dels cereals a la dieta), i també la presència de plantes fora del seu entorn natural.
Xipre també es troba dins de l'horitzó PPNA. Aquesta fase és coneguda pels jaciments d'Ayia Varvara-Asprokremnos i Ayios Tychonas Klimonas. La caça en aquests dos llocs es centra principalment en el senglar.
A l'est, O. Aurenche i S. Kozlowski distingeixen dues entitats: el Nemrikià (al Jazira iraquià i al Jazira oriental) i el M'lefaatià (al Zagros occidental). Per a J. Oates aquest període correspon més aviat a un Epipaleolític. En tot cas, aquest període que forma part de la continuïtat del Zarzià és conegut per uns quants pobles formats per cases circulars semienterrades: Nemrik, Qermez Dere, i M'lefaat. El primer està situat a les terres altes i sembla més orientat a la caça que el segon, situat a les terres baixes.
Al Zagros central, l'inici de la sedentarització està poc documentat, encara que va progressar amb diverses excavacions (Sheikh-e Abad, Asiab, Chogha Golan). No trobem traces de construccions semblants a les de les regions occidentals per als nivells més antics d'aquests jaciments, que probablement no són hàbitats permanents. La subsistència es basa en la caça i la recol·lecció diversificades amb variacions segons el lloc (cereals silvestres a Chogha Galan, fruits secs i festucs a Sheikh-e Abad). És possible que a partir d'aquest període es practiqués l'agricultura predomèstica a Chogha Golan, fet que ampliaria considerablement la presència de centres agrícoles cap a l'est.

#### L'establiment de l'estil de vida neolític (c. 9000/8500-7000/6500 aC)
La fase que porta a la seva conclusió la neolitització correspon al PPNB mitjà i al PPNB recent. Durant aquest període la forma de vida neolítica es va estendre ràpidament per diverses regions. Des del punt de vista climàtic, aquest període coincideix amb l'òptim climàtic de l'inici de l'Holocè, que va veure una notable millora del clima, per tant un període favorable per al desenvolupament de l'agricultura.
El Llevant septentrional sembla la regió més dinàmica durant aquests períodes, mentre que al Llevant meridional l'antic PPNB és una fase poc documentada, que sembla indicar una recuperació al PPNB mitjà. Però les relacions culturals entre aquestes regions no són necessàriament desequilibrades. En qualsevol cas, és durant aquesta fase quan s'observen millor els trets que indiquen que l'Orient Mitjà va formar una comunitat cultural, la koiné, integrant l'Anatolia central i Xipre en aquest període. Es tracta d'una fase d'augment dels intercanvis materials, com ho demostren la difusió de l'obsidiana extreta al centre d'Anatòlia, els intercanvis culturals i, sens dubte, també els moviments humans que contribueixen a la difusió de la forma de vida neolítica.
El PPNB és el període de constitució i creixement de les societats agrícoles. Va ser durant aquest període quan van aparèixer evidències de domesticació morfològica de plantes i animals, incloent indicis inequívocs que es practicaven l'agricultura i la ramaderia. Aquestes indicacions es troben per a plantes de diverses regions de l'Orient Mitjà (Llevant Nord, Anatòlia, Llevant Sud, Xipre, Zagros) que indica clarament diversos episodis de domesticació en diferents indrets. Pel que fa als animals, els rastres de domesticació es troben més a la zona del Llevant septentrional i al sud-est d'Anatòlia, a part d'altres domesticacions de la cabra al Llevant meridional i als Zagros, i a part d'aquest últim animal les espècies domesticades només es troben a altres regions després de la fi del PPNB.

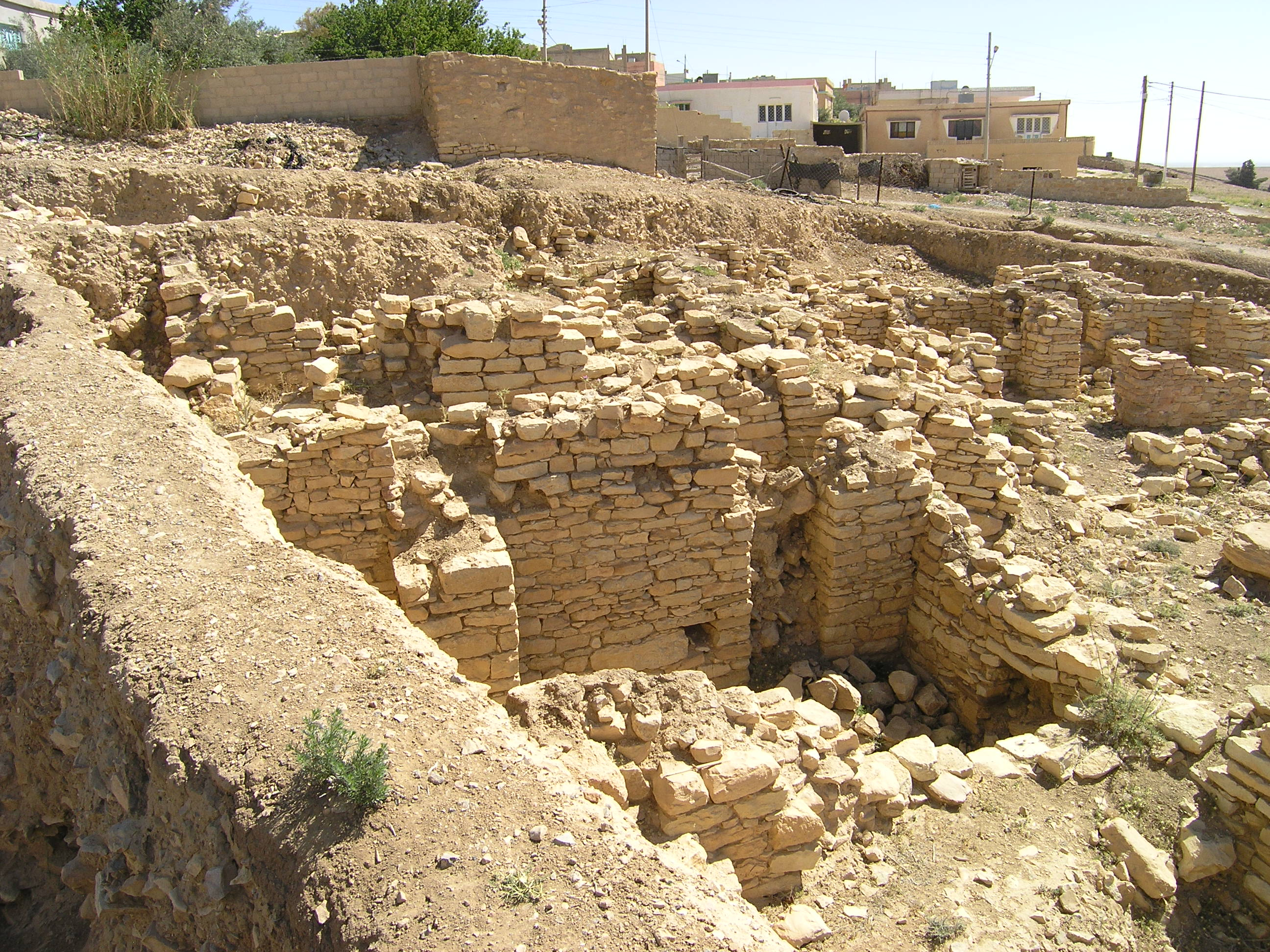
Ruïnes de Basta (Jordània)
Localització dels principals jaciments del Neolític preceràmic B

L'assentament es basa en una xarxa de grans pobles que serveix de centre de comunitats agropastorals cada cop més ben organitzades i, sens dubte, consolidades per ritus que serveixen per afirmar la seva identitat i unitat.
Al sud del Llevant s'observa un desenvolupament de les regions interiors, mentre que la costa és menys concorreguda que en el passat; la població sedentària progressa al corredor del Jordà i a Transjordània, i s'estan formant grans pobles de més de 10 hectàrees (els «megallocs», 'Ain Ghazal per exemple). També es troben jaciments importants al nord del Llevant (Abu Hureyra). L'habitatge és llavors de forma rectangular, amb una disposició més complexa de les residències. Els seus veïns del sud-est d'Anatòlia, sobretot Çayönü, continuen els seus experiments arquitectònics amb l'adopció de plànols cada cop més elaborats i també de planificació de l'habitatge.
El PPNB de Xipre està representat notablement pel jaciment de Shillourokambos a la costa sud, Mylouthkia al sud-est i Akanthou al nord. Aquest període va veure clarament l'arribada de pobladors que van portar la forma de vida neolítica a la regió, la cultura molt propera a la del nord de Llevant, amb els seus animals i plantes domesticades, encara que hi havia especificitats locals com l'arquitectura circular de supervivència. Potser l'experimentació predomèstica va tenir lloc abans a l'illa, però aquest tema es debat.
L'Anatòlia central va veure un desenvolupament de l'estil de vida sedentari durant aquest període, especialment a la plana de Konya amb els llocs d'Aşıklı Höyük i Boncuklu, a prop dels llocs d'extracció d'obsidiana de Göllü Dağ (Kaletepe), l'exportació del qual sembla tenir un paper important en el desenvolupament dels trets neolítics a la regió; Can Hasan III més al sud és un altre lloc notable de l'època. El cultiu de cereals sembla haver estat present allà cap al 8300 aC. aC, el desenvolupament de la cria sembla més tardà.
A l'Alta Mesopotàmia oriental la situació és poc coneguda; els jaciments antics s'abandonen en la primera fase del període (Nemrik, Qermez Dere) però en sorgeix un altre, Magzalia, on notem l'adopció de l'arquitectura rectangular, feta més tard aquí que a l'oest.
Al centre de Zagros es coneixen diversos jaciments d'aquest període (Ganj Dareh, Jani, Tepe Guran, Tepe Abdul Hosein), que va veure un augment de la sedentarització amb arquitectura perenne, i l'inici d'una economia neolítica amb l'aparició de plantes domesticades i animals, encara que la forma de vida segueixi en part marcada per la caça i la mobilitat. Després a la segona meitat de mil·lenni viii aC, la forma de vida neolítica comença la conquesta de l'altiplà iranià: s'estén cap al sud dels Zagros (Ali Kosh a la plana de Deh Luran, Chogha Bonut a Susiana), a l'est a Fars i Kerman (Tepe Rahmatabad i Tell-e Atashi), i cap a Elburz (Tepe Sang-e Chakhmaq).
Al sud del Llevant, al nord de Síria, al sud-est i centre d'Anatòlia, també als Zagros, la fi del PPNB (c. 7000 aC) va acompanyada, segons una opinió molt estesa, d'una fase de reflux molt marcada, de vegades s'anomena «esfondrament neolític» («hiat palestí» al sud del Llevant), caracteritzat per una reducció de la mida dels jaciments o el seu abandonament, encara que la continuïtat és evident en molts jaciments. Van seguir importants canvis culturals, la difusió de la ceràmica va ser la més significativa, però també en diverses zones arquitectòniques i de poblament. Alguns suggereixen veure-ho com el resultat del canvi climàtic, o de l'excés de pressió demogràfica que condueix a conflictes, o fins i tot epidèmies, o una mica de tot alhora; també podria ser més aviat un període de canvis en l'organització social i la forma de vida, que es tradueix en una reorganització de la població.
Al Llevant meridional el Neolític preceràmic continua fins al voltant del 6400 aC, una fase designada com a «Neolític preceràmic B final» o com a «Neolític preceràmic C» (PPNC), més coneguda a 'Ain Ghazal (on no apareix l'interrupció amb el període anterior), també a Atlit Yam a la costa.

### El Neolític final (c. 7000/6400-5300/4500 aC)

Localització dels principals jaciments del Neolític final citats a l'article

Situada entre la «revolució neolítica» i la «revolució urbana», la segona part del Neolític del Pròxim Orient, designada com a «neolític ceràmic», o com a «neolític final», ha cridat molt menys l'atenció. Com indica el primer nom, i en contrast amb les fases anteriors, l'inici d'aquest període està datat per l'aparició de la ceràmica, durant la primera meitat del mil·lenni vii aC, a diferents ritmes segons la regió. Aquest canvi és fàcilment identificable als jaciments excavats, però no necessàriament va implicar grans canvis en la forma de vida neolítica. Des del punt de vista metodològic, les cultures d'aquesta època s'identifiquen sobretot pels seus tipus de ceràmica, generalment anomenades per un lloc o regió on es va identificar (Halaf, Jarmuk, etc.).
Des del punt de vista geocultural, aquest període es pot caracteritzar per un desplaçament de les regions impulsores des de la part llevantina cap a la plana mesopotàmica, on s'inicia un procés de complexificació que condueix uns mil·lennis més tard a l'emergència de la «revolució urbana».
El final del Neolític, seguit del Calcolític («Edat del coure»), se situa en diferents fites cronològiques segons la regió, i això no reflecteix necessàriament l'evolució material sinó les posicions dels autors. Això crea de vegades variacions molt significatives: per a alguns el neolític del Llevant meridional dura fins al 4500 aC., mentre que el de Síria i l'Alta Mesopotàmia s'atura cap al 5500/5200 aC. (la «transició Halaf-Obeid») si no abans.

#### El sud de Llevant
El primer neolític ceràmic del Llevant meridional presenta nombrosos trets de continuïtat amb les últimes fases del Neolític preceràmic (PPNB o PPNC final), a excepció de l'aparició de la ceràmica.
El primer període ceràmic de la part occidental és el Jarmukià (c. 6400-5800 aC), que s'estén també a Jordània ('Ain Ghazal) i fins al Líban (Byblos). El seu lloc principal és Sha'ar HaGolan, a la vall central del Jordà, amb unes 20 hectàrees aproximadament, amb carrers i grans cases amb pati. La ceràmica és variada, l'art molt ric (figuretes femenines en terracota, petites figuretes de pedra, amb variacions regionals). Altres cultures regionals ocupen aquest espai: la de Jericó IX/Lod (a les terres baixes de Judea), i la de Nizzanim (a la plana costanera del sud).

Mapa de les cultures neolítiques del Llevant meridional: Jarmukià (verd), Lodià (taronja), i Nizzanim (lila)
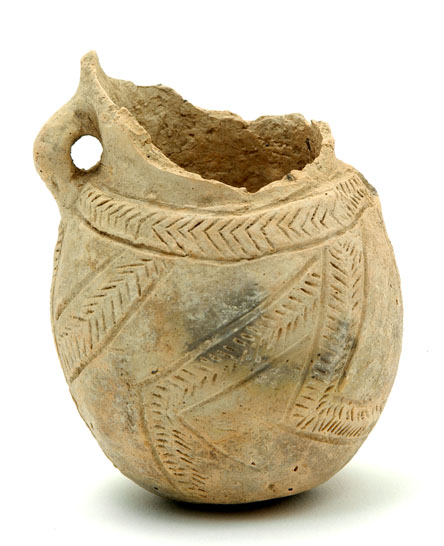
Ceràmica jarmukiana, de Sha'ar HaGolan

Alguns diuen que el neolític del Llevant meridional va durar fins al 5000 aC. (inclosa la cultura Wadi Rabbah) o fins al 4500 aC (també inclòs el Qatifià), períodes que altres consideren com un calcolític primerenc i mitjà, posicions potser conciliables quan es parla de transició entre el neolític i el calcolític. La cultura Wadi Rabbah que succeeix al Jarmukià s'inspira en gran part en els tipus de ceràmica d'Halaf; potser això hauria de ser vist com el producte de les migracions del nord. Després vindrà el Qatifià a la part sud (al nord del Nègueb), els llocs dels quals han donat poca arquitectura perenne, sens dubte perquè molts són campaments estacionals de criadors, i una cultura amb una economia agropastoral sense nom més al nord, coneguda en particular pel jaciment de Tell es-Safi.

#### El nord de Llevant, Síria i la cultura de Halaf
A la costa del nord del Llevant i l'est de Síria, diversos jaciments continuen poblats a l'inici del Neolític ceràmic, com Tell el-Kherk; només Ras Shamra presenta una fase d'hiat. Apareixen nous llocs a la regió: Biblos, Tell Sukas, Hama, Shir, etc., i les prospeccions a la Beqaa indiquen un nombre important de llocs per al període. A l'Eufrates mitjà Mureybet està abandonat, però Abu Hureyra, Tell Halula i Mezraa Teleilat encara estan ocupats. El col·lapse al final del PPNB, per tant, no és gaire evident. Tanmateix, els abandonaments de llocs es produeixen a finals del mil·lenni vii aC i a principis de mil·lenni vi aC, però la cronologia d'aquesta regió continua força poc establerta, fet que suposa un obstacle per entendre plenament l'evolució de la població durant el final del Neolític.

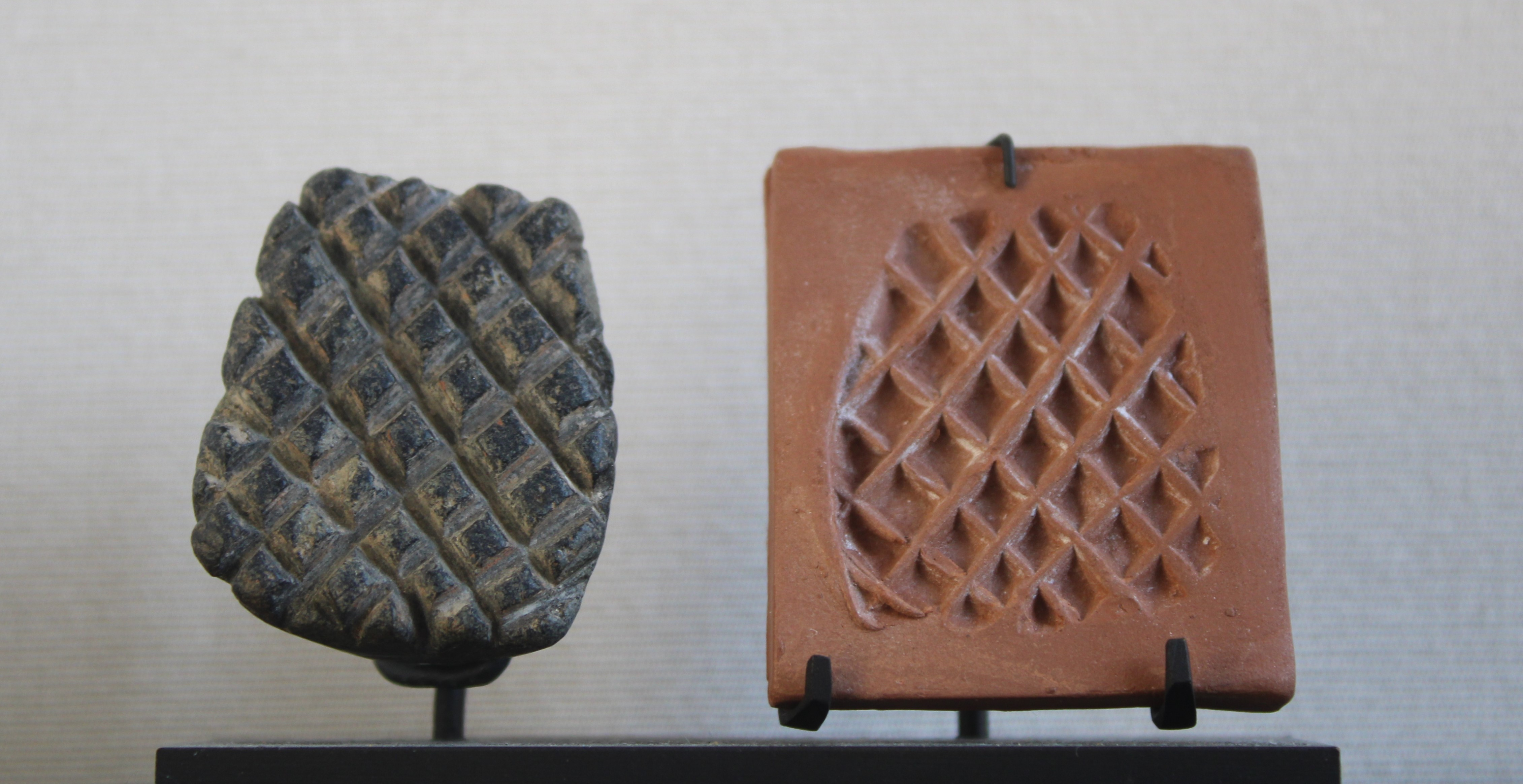
Segell dels nivells neolítics de Ras Shamra. Museu del Louvre
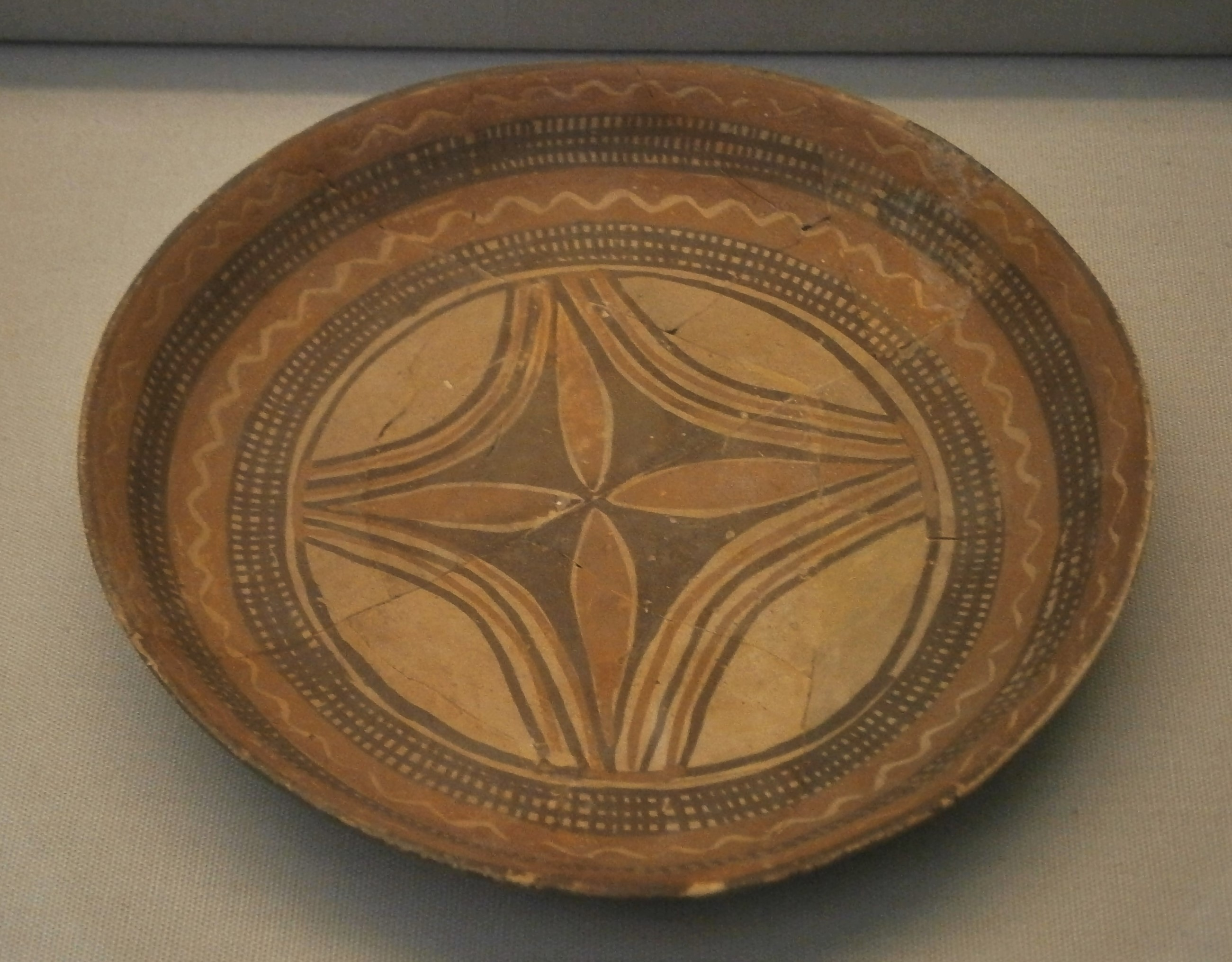
Plat amb decoració pintada, recent Halaf (c. 5600-5200 aC), Tell Arpachiyah. Museu Britànic

Aleshores comença el període d'expansió de la cultura Halaf, centrada en l'Alta Mesopotàmia. L'aparició de la ceràmica a la regió està ben documentada a Tell Sabi Abyad, a la conca de Balikh, cap al 7000 aC., període que correspon a un «Proto-Halaf». La pròpia cultura de Halaf va sorgir després dels canvis de finals del mil·lenni vii aC, es caracteritza per les seves construccions circulars (anomenades «tholoi»), construccions col·lectives amb diverses estances que, sens dubte, serveixen de llocs d'emmagatzematge, i la seva ceràmica pintada bicromada i policromada, però també veu altres novetats notables com l'auge dels segells, que testimonien una organització econòmica més avançada, i fusaioles de fus que podrien reflectir un auge de les activitats tèxtils. L'hàbitat del Djezira durant aquest període sembla ser bastant fluctuant, els llocs són majoritàriament petits i tenen una durada limitada d'ocupació. Fins a mitjans del mil·lenni vi aC, la cultura de Halaf es troba al nord de l'Iraq (Tell Arpachiyah, Yarim Tepe II) on succeeix la tradició de Samarra, a l'Eufrates mitjà (Shamsh-ed Din, Tell Amarna, Kosak Shimali) i aspectes del seu material. La cultura està present a l'oest del riu, i a les altes valls del sud-est d'Anatòlia per diversos llocs com Samsat, Tell Idlis, més al nord a Tepecik (Makaraz Tepe), Tülintepe, Korucutepe i més al nord, Domuztepe que és el més conegut d'aquest període i, sens dubte, va ser un centre important d'aquesta cultura; M. Özdoğan considera aquesta regió com la més dinàmica de l'horitzó Halaf. Però l'origen de la cultura Halaf continua debatut, la seva tradició ceràmica sembla que prové més del nord de Mesopotàmia.

#### Xipre

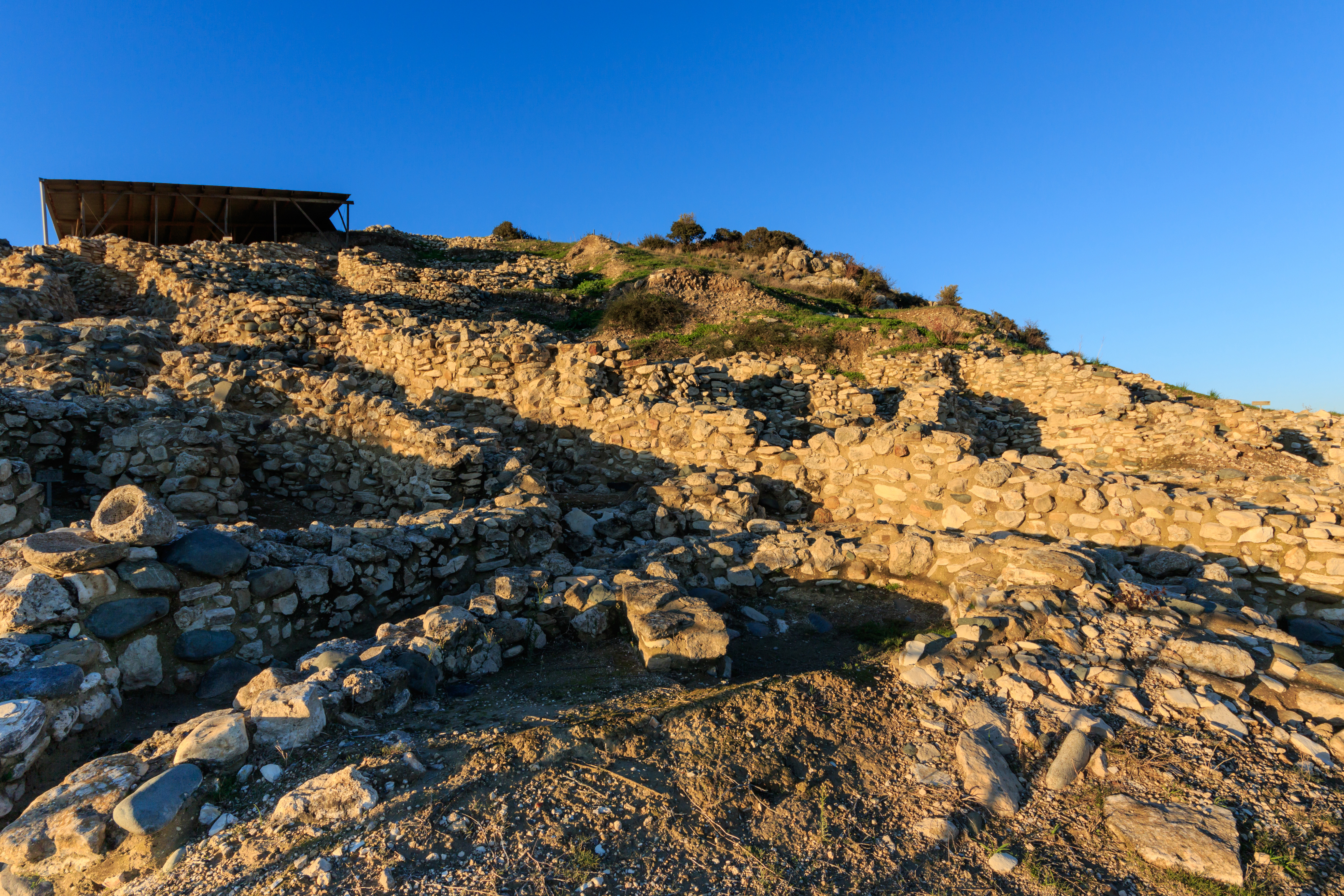
Jaciment arqueològic de Khirokitia

El segle vii aC xipriota encara és preceràmic. El lloc tipus és Khirokitia, situat a la costa sud de l'illa, el més gran de l'època. Els altres són petits pobles permanents (Tenta, Troulli, Kastros) i llocs estacionals (Ortos, Dhali, Kataliondas). Aquests hàbitats s'aixequen generalment en llocs que ofereixen protecció natural, un promontori per Khirokitia, tancat en el meandre d'un riu, un mur que completa la barrera natural; aquesta construcció demostra una organització més avançada en aquest lloc que a la resta de l'illa. Però la seguretat sembla que es té en compte gairebé a tot arreu. L'economia és agropastoral, complementada amb la caça del cérvol i la pesca. Aquesta fase s'atura bruscament cap al 5500 aC., i no hi ha més rastres d'ocupació a l'illa durant els segles següents. Les causes d'aquest col·lapse segueixen sense explicar-se. Després d'una pausa d'aproximadament un mil·lenni, es va formar la cultura de Sothira, i amb ella va aparèixer la ceràmica a l'illa, en les seves diferents parts. Aquesta fase es pot considerar com un neolític final. L'hàbitat està format per llogarets situats en promontoris litorals o interiors, l'economia és similar a la de l'època anterior, s'hi afegeix l'explotació d'arbres fruiters (figuera, olivera) i vinya.

#### Anatòlia
El sud-est anatolià es trobava en aquests moments a l'horitzó siro-mesopotàmic. Anatòlia central veu l'aparició de nombrosos jaciments, com Hacilar i Erbaba al districte dels llacs de Pisidia, Süberde i especialment Çatal Höyük a la plana de Konya, que pren la continuïtat de Boncuklu i Aşıklı Höyük. És el lloc més conegut de l'època, amb les seves cases ricament decorades (murals, bucranis, figuretes), que probablement no s'haurien d'identificar com a temples. L'economia agropastoral està ara fermament consolidada a la regió. La fabricació de la primera ceràmica monocroma es va estendre paral·lelament, present indubtablement des de finals del mil·lenni vii aC a Anatòlia central. Per tant, aquesta fase veu la consolidació i el creixement del «neolític anatolià», i també una expansió cap a l'oest i el nord-oest, ja que els jaciments neolítics s'identifiquen a la vora de la mar Egea i la mar de Màrmara (àrea de la cultura de Fikirtepe); seria sobretot producte de les migracions. D'altra banda, no coneixem jaciments neolítics al nord d'Anatòlia, ja sigui perquè no es va desenvolupar el sedentarisme, o perquè encara no s'han identificat. Des dels darrers segles del mil·lenni vi aC es va desenvolupar ceràmica pintada, de vegades de gran qualitat. L'expansió de la forma de vida neolítica a l'oest va continuar, fins a un període de ruptura cap al 6000-5800 aC. observat a la major part de l'altiplà d'Anatòlia, marcat sobretot per la difusió d'una nova ceràmica, fosca i polida amb decoracions incises o acanalades; l'origen d'aquest fenomen no està determinat.

#### L'ascens de la Mesopotàmia

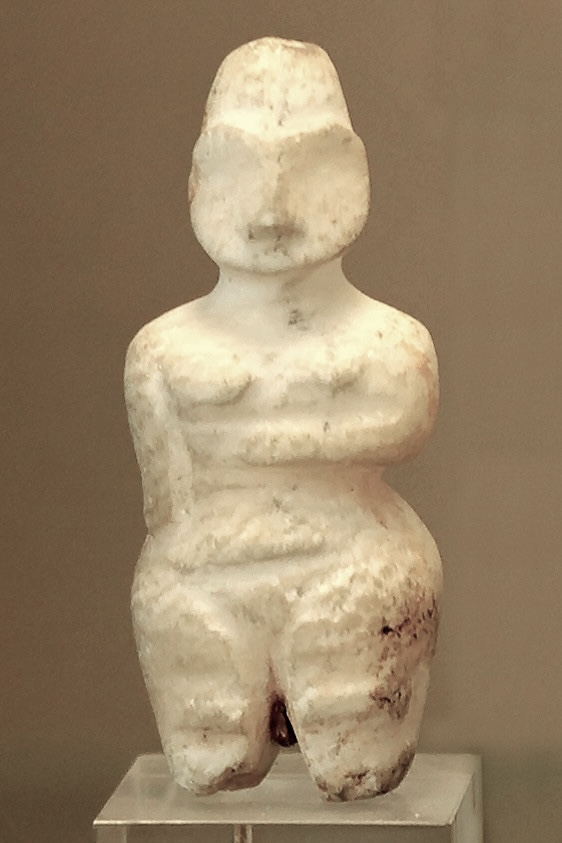
Figura femenina d'alabastre, Tell es-Sawwan, època de Samarra. Museu del Louvre

A la plana al·luvial de Mesopotàmia, és probable que molts jaciments dels períodes neolítics siguin inaccessibles perquè es troben a prop dels rius (que són els principals eixos d'assentament) però enterrats sota els sediments fluvials, o perquè van ser poblats en períodes històrics i que els arqueòlegs van treballar principalment per descobrir-los (és el cas de Nínive, on les prospeccions van revelar una ocupació a partir de la segona meitat del mil·lenni vii aC). Com a conseqüència, són més coneguts per aquest període alguns pobles abandonats des del Neolític, i que en general estan allunyats dels grans rius.
La primera cultura ceràmica del nord de Mesopotàmia és la de Hassuna, precedida d'una fase «Proto-Hassuna» o «Hassuna arcaica», o fins i tot «Umm Dabaghiya» (c. 7000-6500 aC, ceràmica decorada de motius senzills pintats en vermell) testimoniat a Yarim Tepe, Bouqras, Umm Dabaghiya i també a Tell es-Sawwan, al centre de Mesopotàmia; també es troba al Djezira sirià. Els jaciments del període Hassuna, que abasta aproximadament la segona meitat del mil·lenni vii aC (Hassuna, Yarim Tepe, Tulul eth-Thalathat), veuen una complexitat de plantes de les cases, l'aparició de graners col·lectius.
El va seguir el període Samarra (c. 6200-5700 aC), caracteritzat per la ceràmica pintada, especialment testimoniada a Mesopotàmia central, a Tell es-Sawwan i Txoga Mami. Les seves ceràmiques pintades són una evolució de les del període anterior, i es troben fins i tot al Djezira sirià. Veu l'aparició d'habitatges de planta tripartida, els primers canals de reg, mentre que l'ús de segells i desigualtats més acusades observades a la necròpolis de Tell es-Sawwan semblen implicar una complexitat social amb relació a la fase precedent. Aquesta tendència continua al mil·lenni vi aC, quan l'Alta Mesopotàmia s'inclou a la cultura de Halaf ja esmentada (Tell Arpachiyah, Yarim Tepe II).
El jaciment més antic conegut al sud de Mesopotàmia és Tell el-'Oueili, que va ser habitat des de finals del mil·lenni vii aC, d'arquitectura molt elaborada, que inclou un graner de 80 m² i cases de fins a 240 m², i practicant l'agricultura de regadiu, imprescindible en aquesta regió que no rep prou precipitació perquè les plantes que s'hi conreen creixin sense aportacions artificials. La qüestió de si aquesta regió només va estar poblada durant aquest període o si va experimentar una població sedentària anterior queda sense resposta, la seva geografia té una història especialment convulsa. La costa del golf Pèrsic era molt més baixa que l'actualitat durant l'inici del Neolític, per la qual cosa les zones seques ja no hi eren, després va experimentar un augment arran de la fusió del gel a l'inici de l'Holocè, arribant a una alçada superior a la de la costa actual, que va submergir ocupacions anteriors, abans de retornar a partir del mil·lenni iv aC sota l'efecte dels sediments transportats pels rius que al seu torn van soterrar ocupacions anteriors. Tal com estan les coses actualment, no s'ha descobert cap ceràmica anterior al «període post-Samarra» en jaciments de la Baixa Mesopotàmia, però en jaciments dels marges occidentals del desert han aparegut eines lítiques semblants a les del PPNB. En qualsevol cas, és aquesta regió on es van originar els grups culturals calcolítics més influents a l'Orient Mitjà (les cultures d'Obeid i Uruk), que lideren el procés d'urbanització i l'emergència de l'Estat, que marca la fi de la Prehistòria i l'inici de la Història.

#### Zagros i l'altiplà iranià

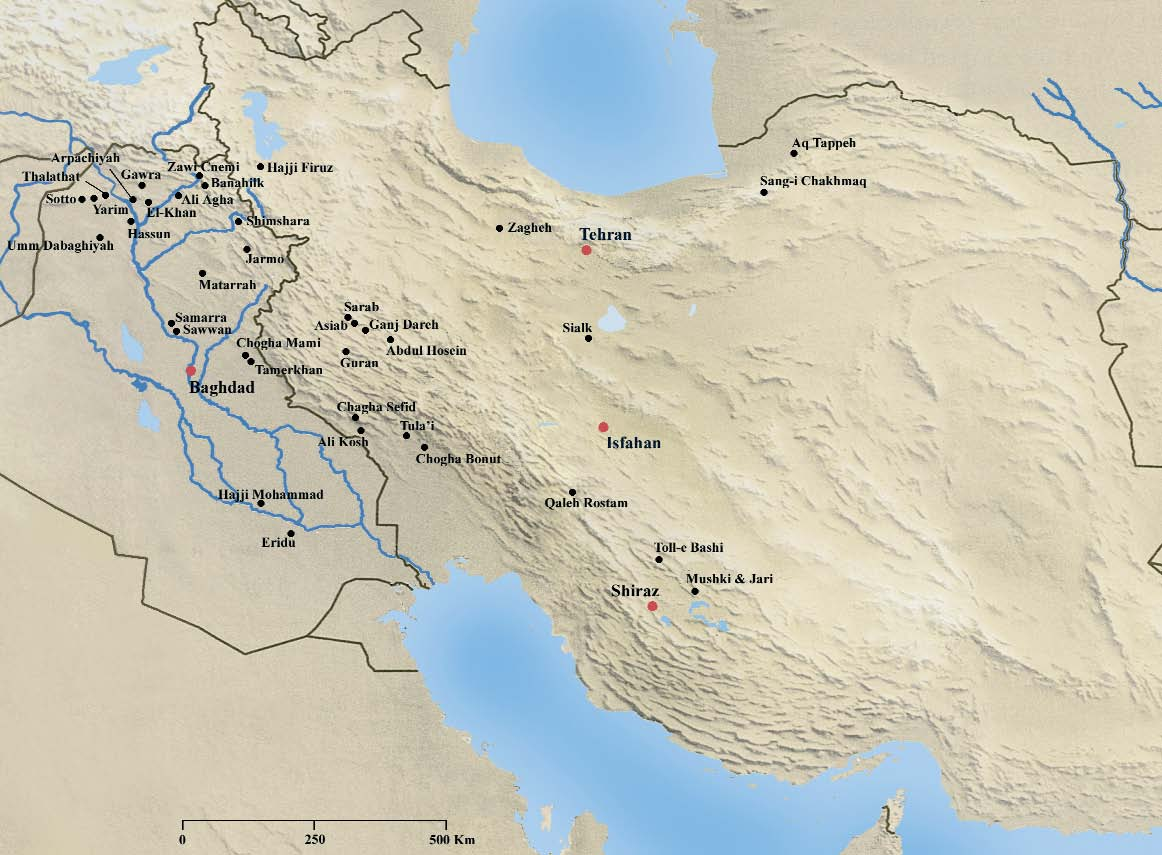
Localització dels principals jaciments neolítics dels Zagros i l'altiplà iranià

Després de la fase d'abandonament d'antics jaciments que marca l'inici del mil·lenni vii aC, s'està establint un nou tipus d'assentament als Zagros. Alguns jaciments testimonien la transició entre el neolític preceràmic i ceràmic: Ganj Dareh, Tepe Abdul Hosein, Tepe Guran a les valls superiors; Chogha Bonut i Chogha Golan a les regions inferiors. Altres són nous: Jarmo a la vall de Chemchemal (Iraq); Sarab i Siahbid a Mahidasht; i Chogha Mish a Susiana.
L'expansió de la forma de vida neolítica és encara més marcada al mil·lenni VI amb l'aparició de nombrosos jaciments a les diferents regions ja en part neolititzades, com Fars i Kerman (Tal-e Mushki, Tal-e Jari i Tepe Yahya) i també en noves regions com el llac Urmia (Hajji Firuz), el centre altiplà (Tepe Sialk Nord), la plana de Teheran (Cheshmeh Ali); els jaciments del sud de la Càspia, per la seva banda, presenten afinitats amb els de la cultura Jeitun al Turkmenistan, la primera cultura neolítica de l'Àsia central. No és sorprenent, donada l'extensió geogràfica, els tipus de ceràmica del Neolític final iranià són molt diversos alhora que presenten una base comuna («soft-ware horizon»).
L'economia neolítica és present a tot arreu, amb cereals i llegums, especialment la cria de cabres i ovelles, però la caça continua sent important en determinats indrets (gasela, hemió i ur a Susiana).

## Sedentarització, domesticació i innovacions tècniques

### Poblament i hàbitat: sedentarització i primers pobles
| «                                        | El sedentarisme, que pressuposa un hàbitat permanent, s'oposa en aquest punt a la mobilitat, que pressuposa un hàbitat temporal o estacional. Adquirit del Natufià, aquest caràcter diferencia el Pròxim Orient de les regions circumdants, i es reflecteix en la presència de pobles, centres territorials que també poden incloure hàbitats temporals (campaments). | » |
| — [Aurenche, Kozlowski 2015, p. 251-252] | |   |

Aquest fenomen es pot detectar amb una sèrie d'indicis: arquitectura permanent amb reconstruccions, sitges, mobles pesats, objectes de pedra polida; acumulació de restes materials; estudi de les èpoques de matança dels animals consumits, que han de cobrir tot l'any; presència de cementiris propers; també la presència d'animals comensals dels homes (ratolí domèstic, pardal) atrets per restes de menjar deixades pels homes. La qüestió és si convé parlar de sedentarisme quan una comunitat viu sense discontinuïtat en un lloc, o si n'hi ha prou amb que la majoria del grup resideixi al mateix lloc anualment mentre la resta segueix sent mòbil estacionalment. En efecte, durant aquests períodes els límits entre la mobilitat i el sedentarisme són porosos i podem identificar grups humans en què conviuen els dos. Aquest fenomen comporta progressivament canvis importants en les societats en qüestió: canvis en el ritme de les activitats, la reproducció, l'alimentació, la divisió del treball, les xarxes d'intercanvi, també les malalties i les creences.

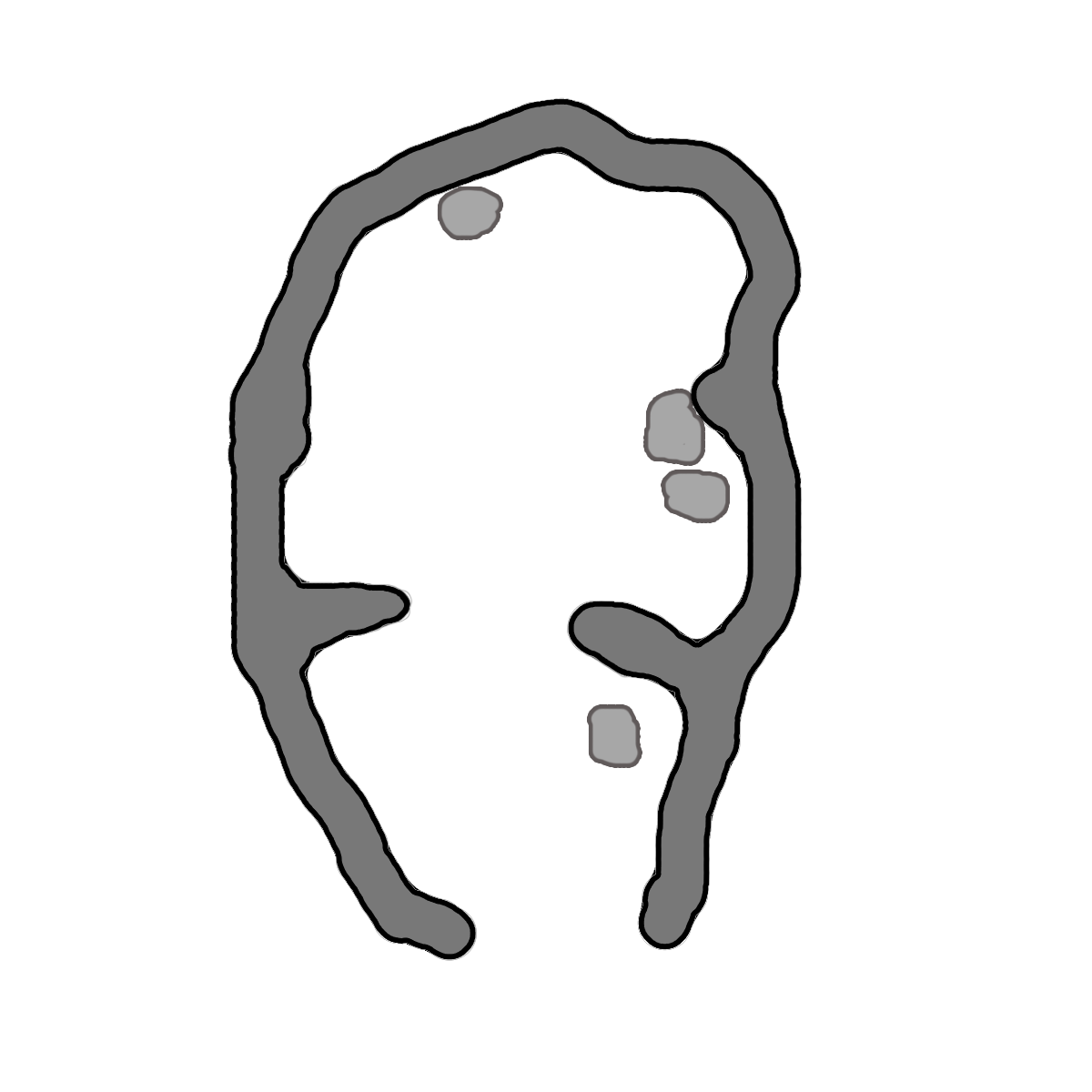
Planta d'una típica casa circular del PPNA, amb llars de foc interiors
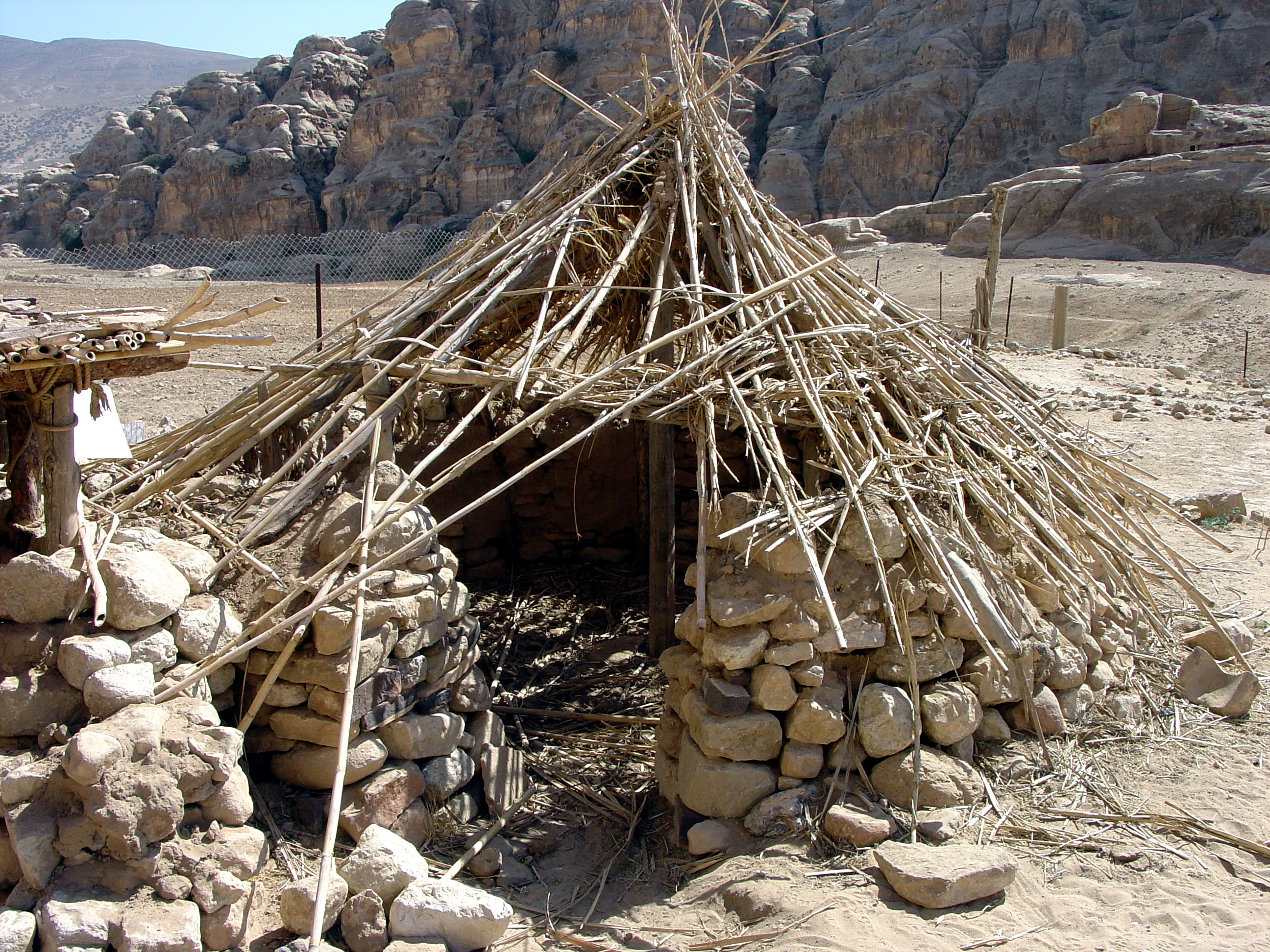
Reconstrucció d'una casa rodona mig soterrada des de l'inici del PPNB a Beidha, Jordània
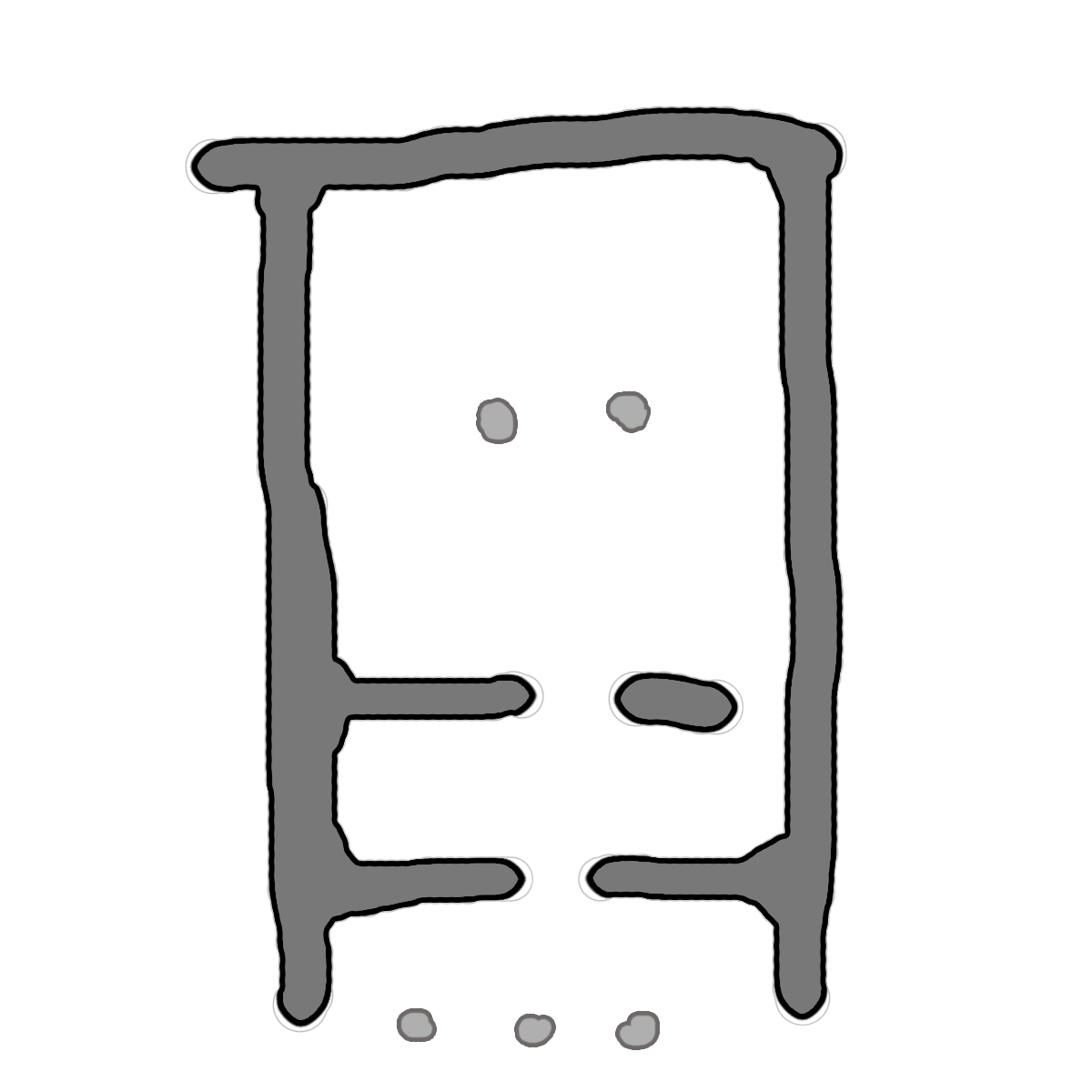
Planta de casa rectangular senzilla del PPNB del Llevant Sud (Jericó)

L'inici del fenomen es detecta al sud del Llevant, durant el Natufià antic, darrera fase de l'Epipaleolític, que s'estén des del 12500 fins al 11500 aC aproximadament. Veu l'aparició dels primers pobles que semblen ocupats permanentment, formats per petits edificis arrodonits (Mallaha, Hayonim, Uadi Hammeh 27). Però els grups humans continuen molt marcats per la mobilitat, ja que també ocupen campaments temporals, que serveixen de base per a la caça o recol·lecció.
Durant la segona part del període, el Natufià tardà, des del 11500 al 10000 aC, el sedentarisme va disminuir considerablement al sud del Llevant, mentre que es va consolidar més al nord a la regió de l'Eufrates mitjà (Mureybet, Abu Hureyra). Aquestes fluctuacions estan lligades almenys en part als canvis climàtics, l'augment del sedentarisme coincidint amb el suavització del Bølling-Allerød, mentre que el seu descens es produeix durant el refredament del Dryas recent. Però les relacions entre aquests fenòmens encara es discuteixen.
El sedentarisme va triomfar durant l'època següent, el Neolític preceràmic A (o PPNA, c. 10000-9000 aC), que va veure la consolidació de les societats de poble al Llevant (Jericó, Mureybet, Jerf el Ahmar, etc.) i la seva expansió cap a regions veïnes, sobretot al sud-est d'Anatòlia (Çayönü, Hallan Çemi, Körtik Tepe) i l'Alta Mesopotàmia (Nemrik, Qermez Dere, M'lefaat).
La fase següent, el Neolític preceràmic B (o PPNB, c. 9000-7000/6400 aC), va perpetuar el fenomen malgrat els contratemps i va veure l'aparició de grans jaciments ('Ain Ghazal i Basta a Jordània, Abu Hureyra i Halula a Síria). Apareixen llavors construccions de nou tipus, no domèstiques, que semblen edificis comunitaris, que devien tenir finalitats rituals; de vegades jaciments sencers semblen tenir una vocació ritual, el cas més famós és el jaciment de Göbekli Tepe, al sud-est d'Anatòlia.

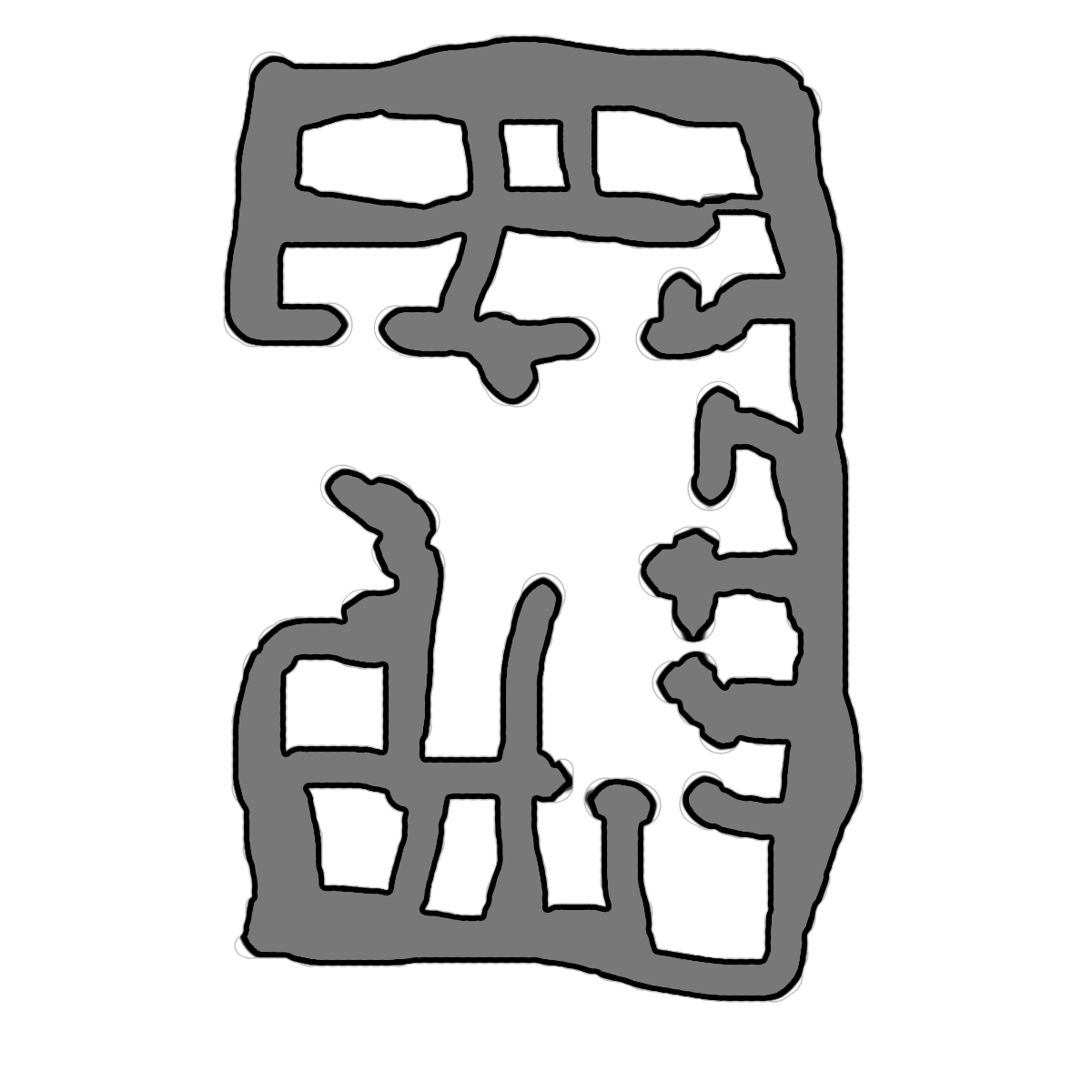
Planta d'una casa amb pati del PPNB del Llevant meridional (Basta)
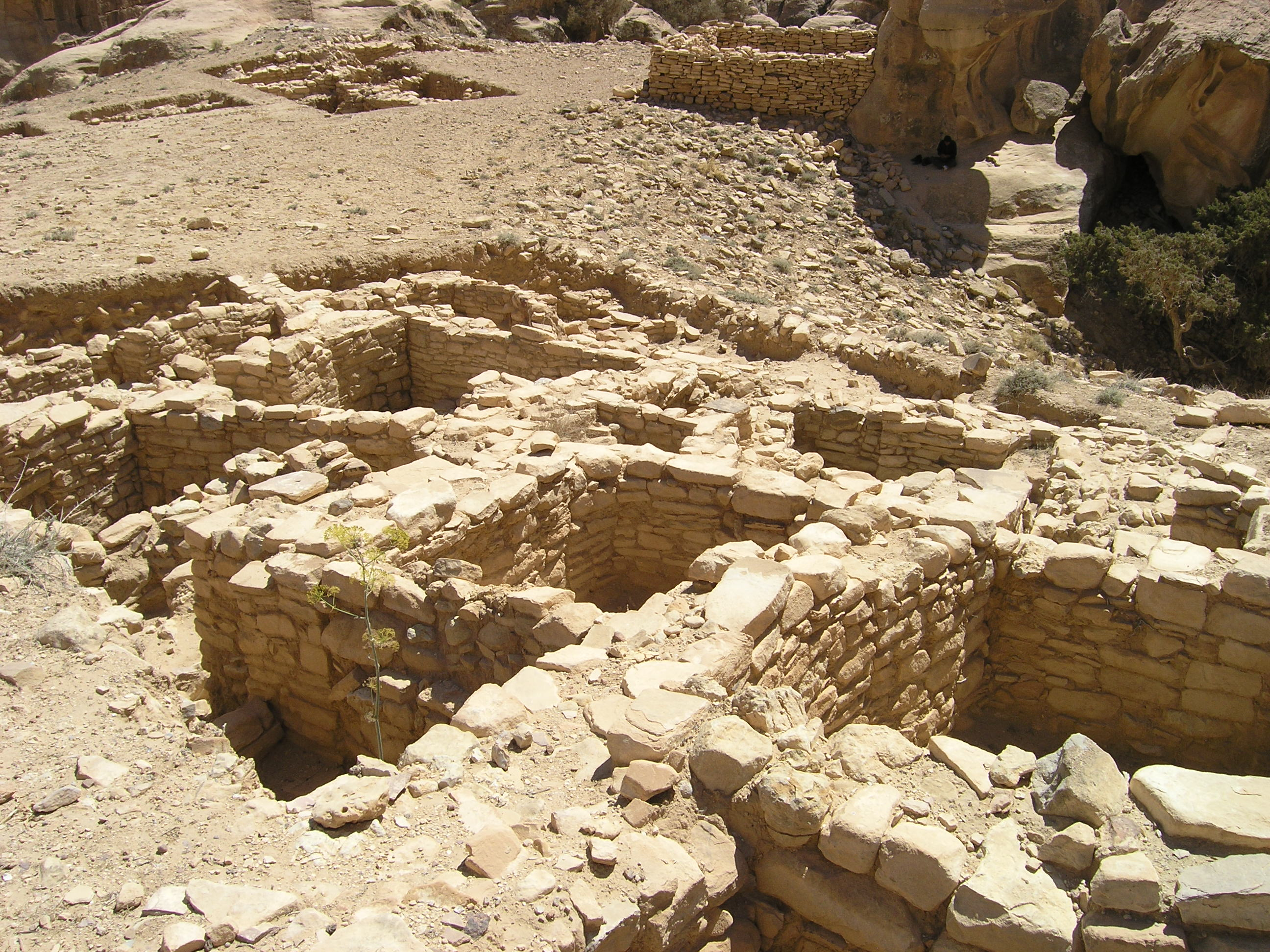
Ruïnes de construccions del PPNB final al jaciment de Ba'ja, Jordània

Els pobles neolítics presenten perfils diversos segons el lloc i l'època. Alguns cobreixen menys d'una hectàrea, altres arriben a quinze. Les superfícies tendeixen a augmentar amb el temps, i les jerarquies entre ciutats es poden establir per llocs, al voltant de grans pobles (però mai ciutats estrictament parlant). Ocupat essencialment per cases, l'espai del poble també pot incloure espais buits (patis) que serveixen com a llocs destinats a necessitats col·lectives, murs de protecció i dics, i edificis d'ús comunitari, ja siguin llocs de reunió, de culte o d'emmagatzematge.

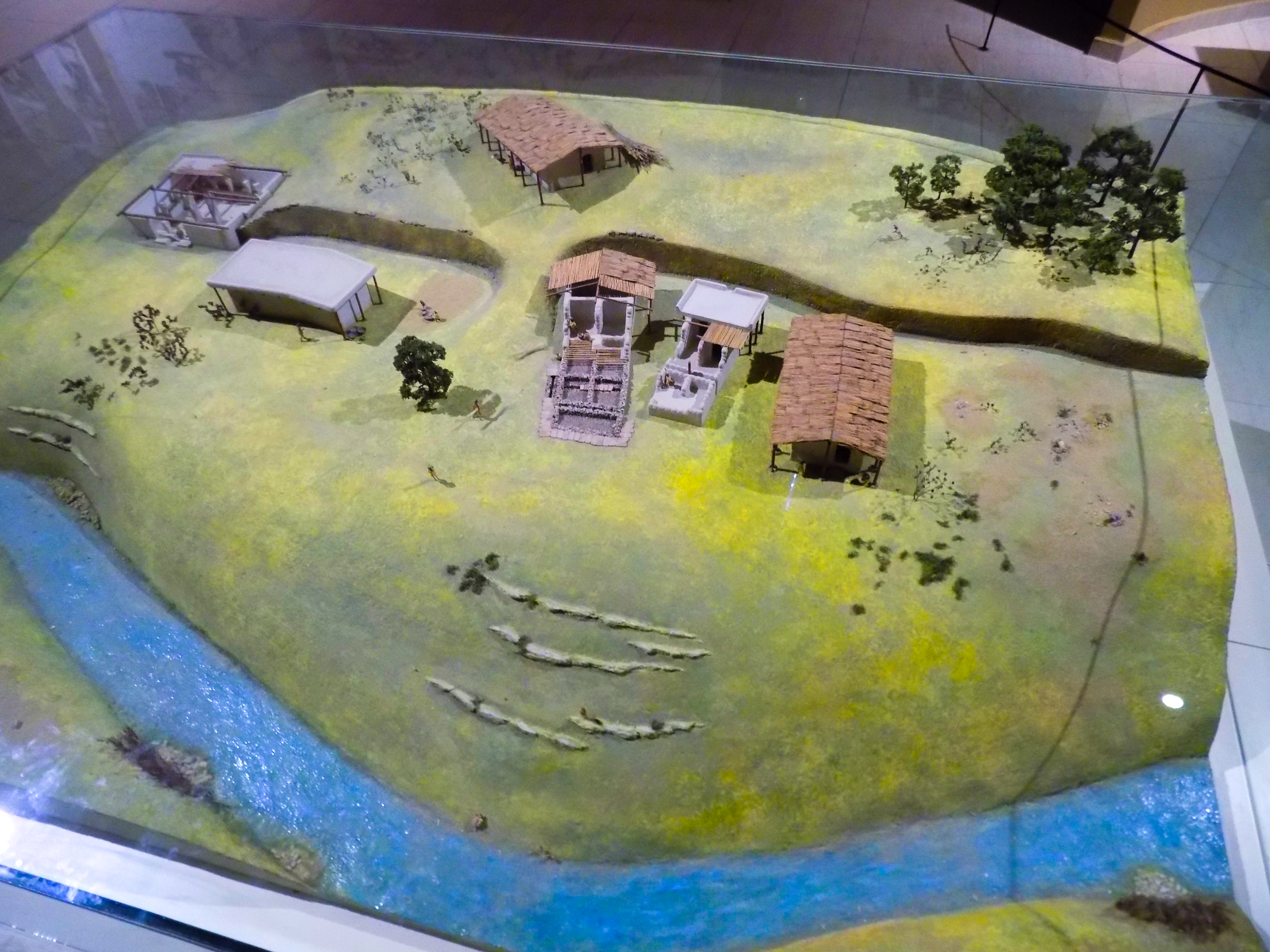
Maqueta del jaciment de Nevalı Çori. Museu Arqueològic de Şanlıurfa
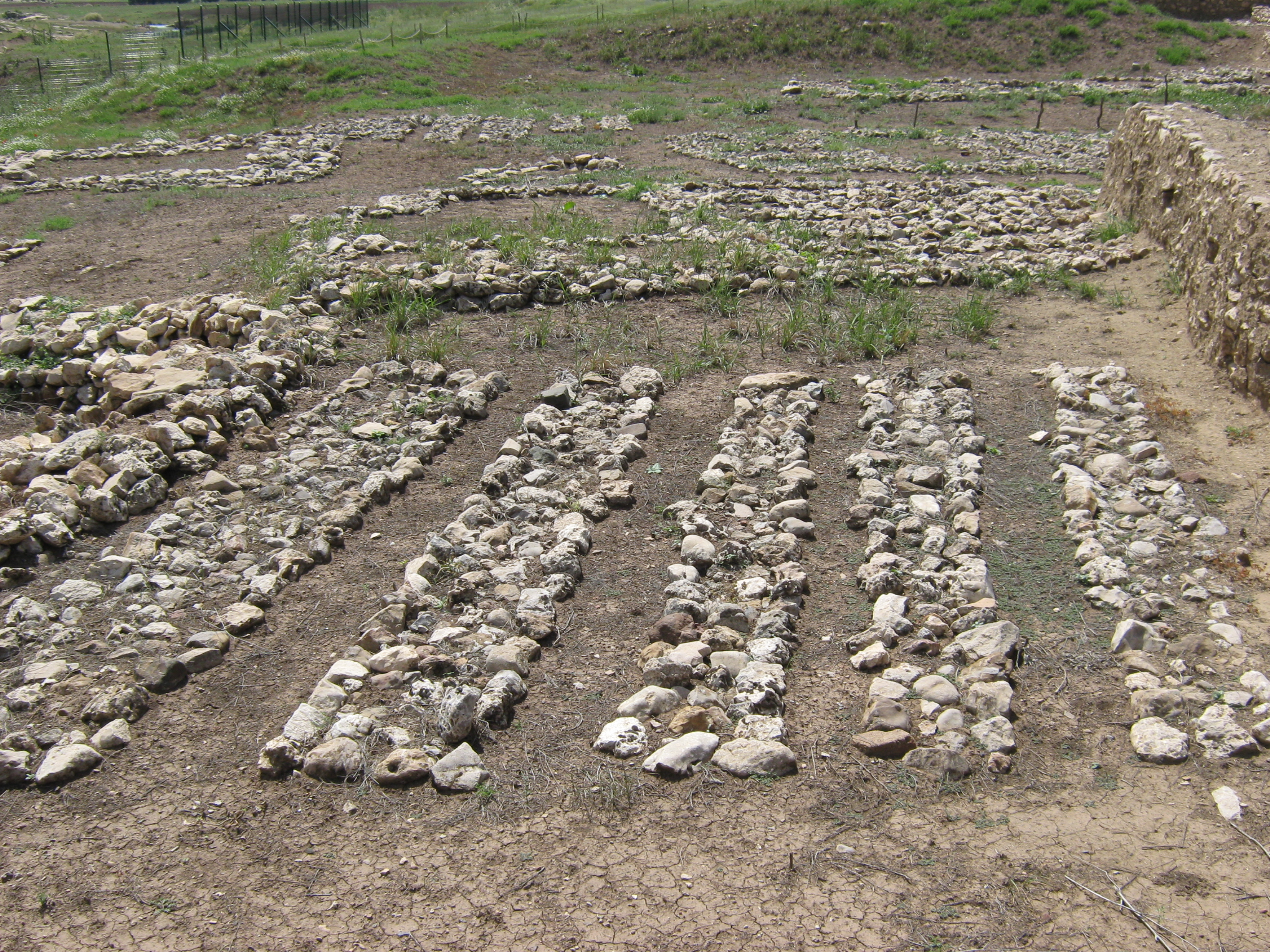
Soterrani de casa amb planta «graella» (Grill Plan), Çayönü
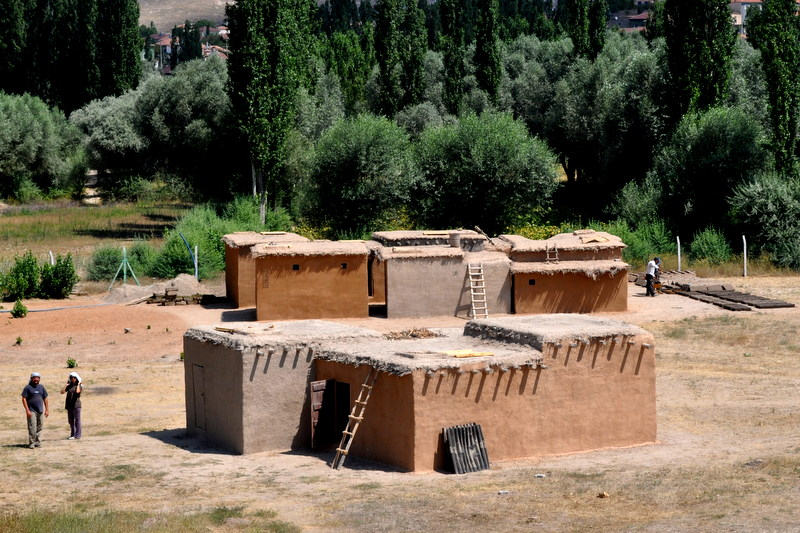
Reconstrucció de cases rectangulars del Neolític a Aşıklı Höyük al centre d'Anatòlia

Les cases apareixen durant les primeres fases del Neolític en forma de cases arrodonides i mig soterrades. A partir del 8500 aC. aC apareix el model de la casa rectangular, primer al nord de Llevant, després a les regions veïnes. Aquest desenvolupament va acompanyat del dels maons, i més àmpliament de les tècniques de maçoneria. Diversos tipus de plànols d'habitatges es van desenvolupar depenent de la regió al llarg del PPNB, de vegades resultant en configuracions complexes, i residències més grans, també d'una planta. Aquesta llarga evolució arquitectònica reflecteix la transformació de la casa en un autèntic espai «domèstic», equipat amb estances a les quals de vegades semblen assignades funcions específiques. Esdevé l'expressió d'un determinat grup familiar i del seu lloc privilegiat de vida, la seva «llar».

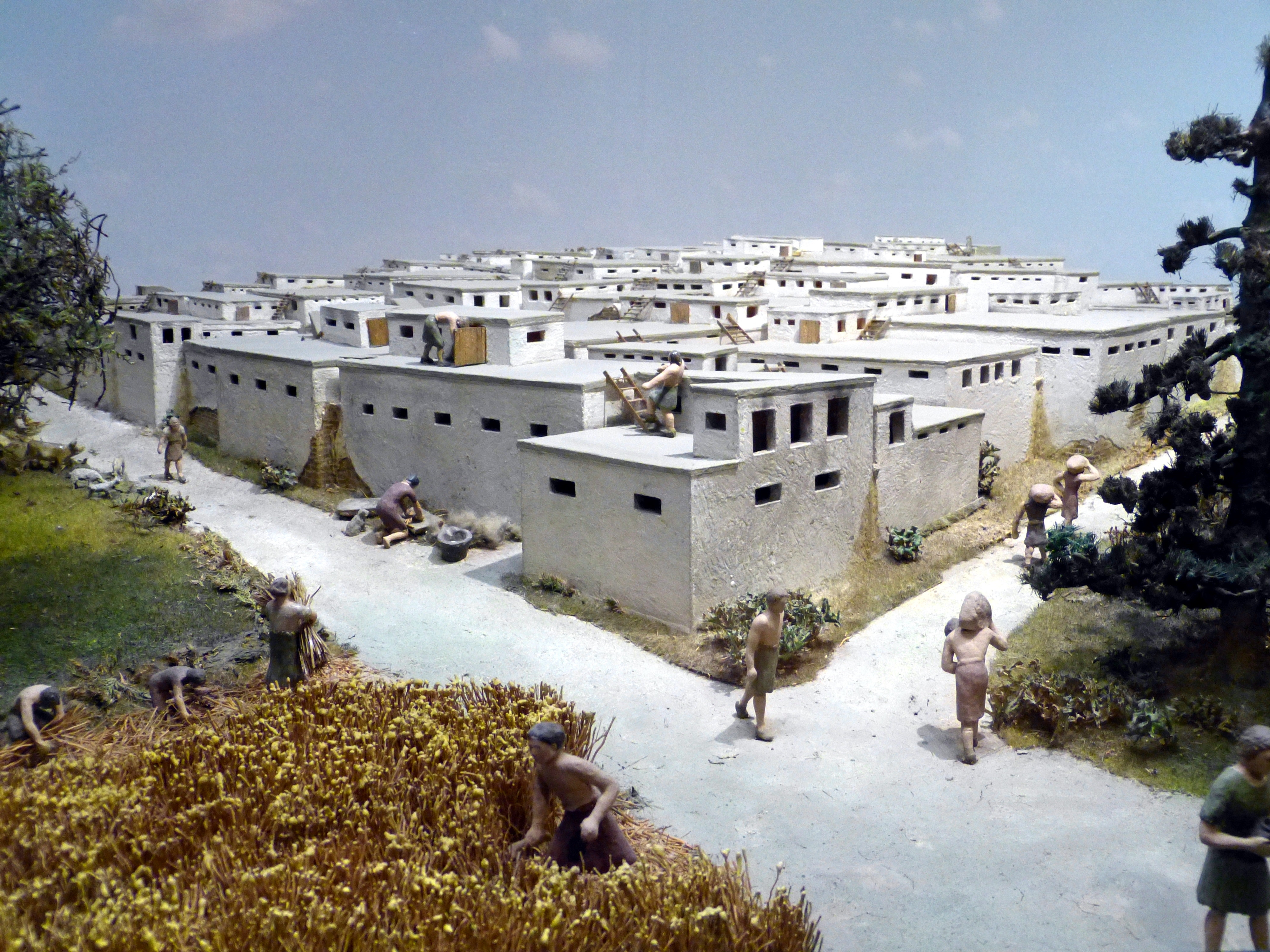
Maqueta del jaciment de Çatal Höyük. Museu de Prehistòria de Turíngia
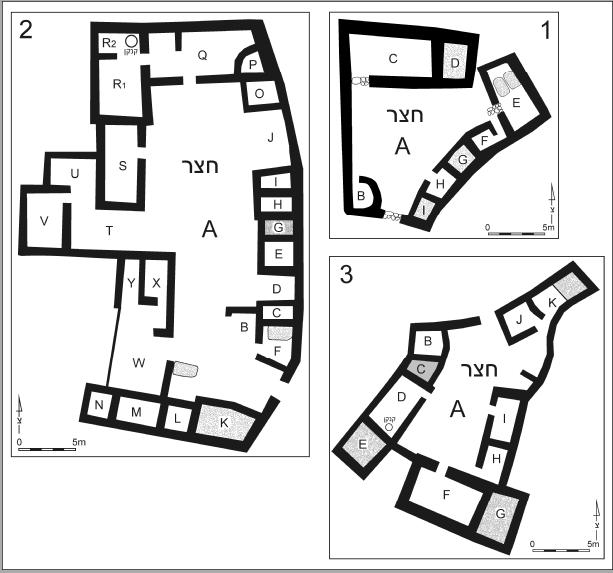
Plànols de residències amb un pati de Sha'ar Hagolan

El Neolític ceràmic encara té jaciments d'importants dimensions: Çatal Höyük (Anatòlia central) ocupava unes 13,5 hectàrees, amb una població molt densa formada per cases on l'accés era per teulada, i la seva població es podria estimar molt aproximadament al voltant dels 3500 o fins i tot 8000 habitants; Sha'ar Hagolan (Llevant meridional) és un lloc d'aproximadament 20 hectàrees que comprèn una xarxa de carrers que separen grans edificis residencials; Domuztepe a l'horitzó tardà de Halaf (c. 5500 aC) supera les 20 hectàrees i inclou potser entre 1500 i 2000 persones. Però un jaciment com Tell Arpachiyah (nord de Mesopotàmia) que s'estén al voltant del mateix període sobre amb prou feines 1,5 hectàrees presenta característiques arquitectòniques (edifici col·lectiu) que el converteixen en una aglomeració d'importància regional.

### Les domesticacions: naixement de l'agricultura i ramaderia
Si prenem la definició proposada per G. Willcox, el cultiu de plantes consisteix a «ajudar a la reproducció i, per tant, a la multiplicació de les plantes» i la seva domesticació es defineix com «la selecció de trets dels cultivars, per exemple la pèrdua del mecanisme de dispersió». Per a D. Helmer, la domesticació d'animals es pot definir com «el control d'una població animal per aïllament del ramat amb pèrdua de panmíxia, supressió de la selecció natural i aplicació de selecció artificial basada en trets particulars, ja siguin conductuals o culturals. Els animals esdevenen propietat del grup humà i en depenen completament».
Les primeres plantes conreades al Pròxim Orient, anomenades «fundadores», estan formades per un grup d'almenys nou plantes: pisana (Triticum dicoccum), espelta petita (Triticum monococcum), ordi (Hordeum vulgare), llentilla (Lens culinaris), pèsol (Pisum sativum), cigró (Cicer arietinum), fava (Vicia faba), i lli (Linum usitatissimun). Els primers animals domesticats, després del gos (Canis lupus familiaris), van ser els quatre ungulats domèstics principals: l'ovella (Ovis aries), la cabra (Capra), el porc (Sus scrofa domestica), i la vaca (Bos taurus). El gat domèstic (Felis catus) també està testimoniat durant el Neolític.

Localització dels centres identificats per la domesticació de cereals al Pròxim Orient: agricultura predomesticada (negreta cursiva) i domesticacions morfològiques (negreta).

Aquestes domesticacions es van produir aproximadament durant el període del 9500 al 8500 aC. aC i es materialitzen posteriorment; els signes inequívocs de plantes i animals morfològicament domèstics són clars per a la segona meitat del mil·lenni ix aC. Per feixos de pistes (augment de la proporció de futures plantes domèstiques consumides en llocs, presència d'animals comensals com els ratolins i pardals, presència més freqüent de palla, edat de matança d'animals, etc.), és possible identificar els inicis de la domesticació dels segles anteriors. S'identifiquen en un conjunt de jaciments, sobretot al nord del Llevant i al sud-est d'Anatòlia, però també al sud del Llevant i als Zagros, també a Xipre; no hi ha, per tant, un únic focus. Els principals fets destacats són que les plantes i els animals domesticats eren abans de la seva domesticació explotats en forma de recol·lecció i caça, i també en formes de control «predomesticats», els mètodes i tècniques necessàries per a la domesticació ja es coneixien a finals del Paleolític. El sedentarisme (o semi-sedentarisme) establert des de l'Epipaleolític precedeix el fenomen i, per tant, ja no es pot veure com la seva conseqüència. Els canvis climàtics que es produeixen durant la fase de transició que veu el final de l'última glaciació i l'inici de l'Holocè coincideixen amb el procés de domesticació i probablement influeixen en el procés. L'agricultura i la producció ramadera es produeixen en zones on es troben plantes i animals domesticats a la natura, que també inclouen un gran nombre de recursos alimentaris naturals. A partir d'aquests elements, s'han proposat diverses explicacions per esbrinar per què es van produir aquestes novetats, però cap de les quals ha arribat a un consens.
L'agricultura neolítica probablement es desenvolupava en parcel·les petites, més semblants a jardins on conviuen diversos conreus que a extensos camps dedicats a un cultiu principal. Aquestes parcel·les són treballades només pel poder humà, amb eines com l'aixada, més aviat de manera intensiva que no pas extensiva. Es tracta bàsicament d'una agricultura de secà, que depèn del subministrament natural d'aigua (precipitació), però l'agricultura de regadiu s'està desenvolupant progressivament i permet la conquesta de noves regions, en particular la plana de Mesopotàmia on les precipitacions són insuficients per a la pràctica de l'agricultura de secà. Des del principi, la ramaderia va estar estretament relacionada amb l'agricultura (parlem d'economia «agropastoral»). També cal tenir en compte, tant pel que fa als estils de vida com a les activitats, el desenvolupament del nomadisme «pastoral», conseqüència de la domesticació dels animals, que es troba especialment en espais semiàrids, amb grups mòbils acompanyats de grans ramats, formats principalment per ovelles i cabres. A més, la caça sobreviu, i de vegades continua sent important. En el PPNB final, al desert de Jordània es va desenvolupar una forma de caça massiva de la gasela a través de trampes a gran escala («Desert kite»), associades a campaments i instal·lacions rituals, que testimonien novament una forma original de desenvolupament de les comunitats d'aquests períodes, que no segueixen el model clàssic de neolitització.

### Les indústries: tècniques, producció, distribució
Les indústries i l'artesania van experimentar profunds canvis durant el Neolític del Pròxim Orient (c. 10.000-5.400 aC), continuant amb les últimes fases del Paleolític superior i l'Epipaleolític (c. 23.000-10.000 aC). El treball del sílex es va mantenir molt comú durant tot el període, igual que el de l'os; es van desenvolupar mobiliari de pedra pesada, utilitzats principalment per a moldre aliments, així com el de les fibres tèxtils. Els principals canvis provenen de les indústries del foc, amb l'aparició de la producció de calç i guix, i sobretot de ceràmica, cap al 7000-6500 aC, el desenvolupament del qual serveix tradicionalment per marcar un trencament cronològic entre un neolític preceràmic i un neolític ceràmic.
Les produccions materials del Neolític utilitzen un conjunt divers de matèries primeres. A causa de les condicions de conservació dels jaciments de l'Orient Mitjà, els materials peribles (cuirs, fusta, canyes, fibres vegetals i animals) generalment han desaparegut i no es pot conèixer el seu treball. Només han sobreviscut objectes de pedra, guix, argila, ossos i, en menor mesura, minerals metàl·lics. Aquestes indústries es caracteritzen per la seva cadena operativa, un conjunt d'operacions que van des de l'extracció de la matèria primera fins a la producció i utilització del producte acabat, que la recerca intenta reconstruir.
Les transformacions del Neolític van afectar molt aquestes diferents indústries, que van aconseguir produir productes cada cop més diversos, i aquests canvis van ser en bona part respostes a les adaptacions que va requerir la implantació de l'economia agropastoral. Si la producció es realitza principalment en un context domèstic per persones no especialitzades, amb el temps apareixen cadenes operatives més elaborades, que són clarament el resultat de l'experimentació i l'experiència a un nivell que es pot qualificar d'«especialitzat». Apareixen, doncs, els artesans, l'activitat principal dels quals, si no única, és la producció de productes artesanals. El seu saber fer i els seus èxits són buscats, i es troben en un extens àmbit, potser perquè desenvolupen la seva activitat de manera itinerant i/o transmeten els seus coneixements a un altre lloc. A més, es comencen a trobar certs tipus de producció en grans espais, però en petites quantitats, i clarament estan destinades més als usos de l'elit. Aquestes circulacions de coneixements i béns van tenir, sens dubte, un paper important a nivell cultural, en participar en la connexió entre les regions del Pròxim Orient neolític.

## Arts visuals

### Figuretes i estatuetes
El conjunt d'objectes artístics o no utilitaris més estès del Pròxim Orient neolític són les representacions d'animals o humans petits, que s'anomenen «figuretes» si estan modelades en fang, guix o calç, i «estatuetes» si estan tallades en pedra. De totes maneres solen representar les mateixes coses.
Les representacions d'animals i humans es van estendre al Pròxim Orient durant el període natufià, en forma de mànecs d'eines i armes o objectes aïllats, fets d'os, que representen animals (remugants, potser gaseles), i estatuetes de pedra d'humans, en general, caps, de vegades cossos relativament realistes o molt estilitzats.

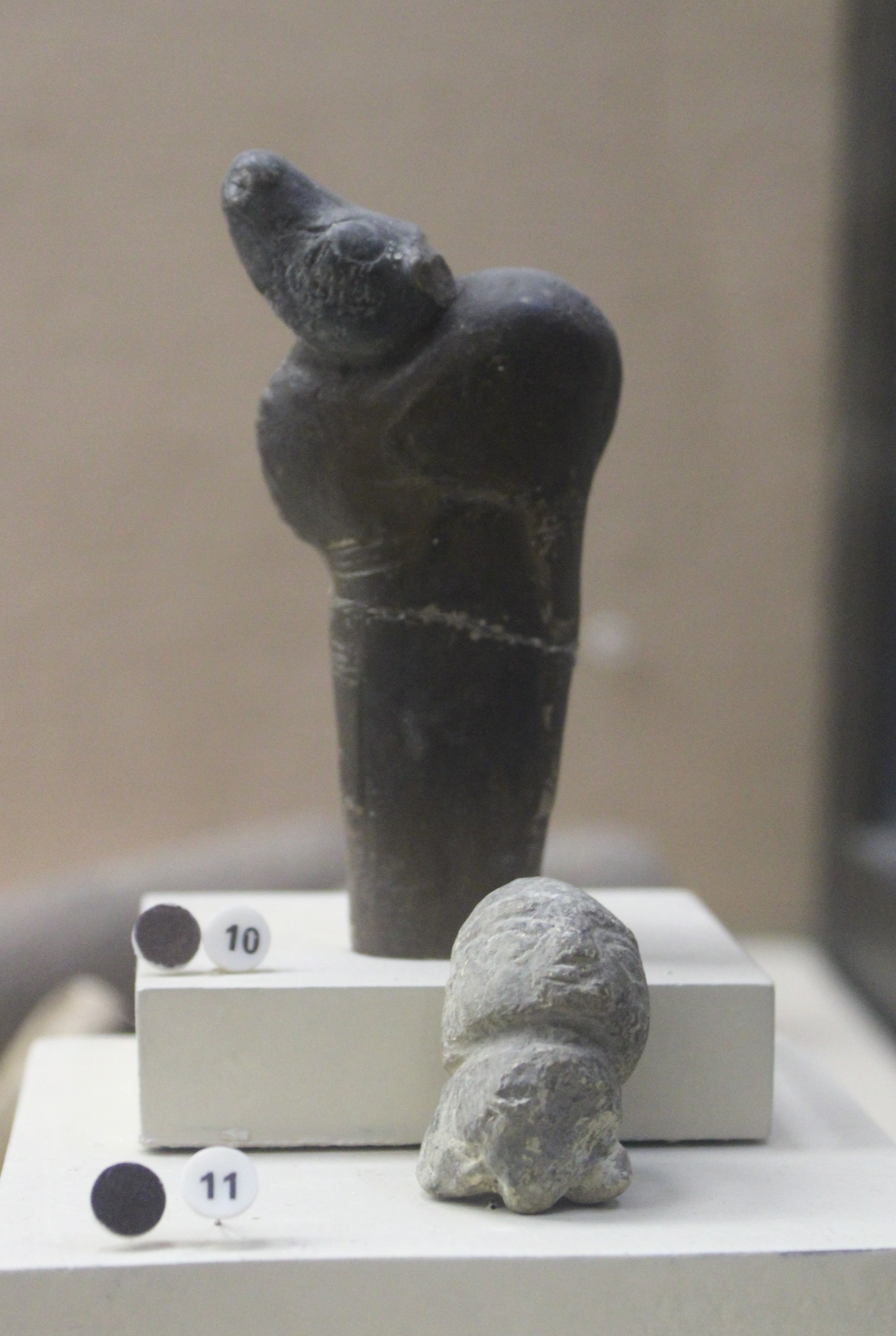
Motlles d'escultures d'El-Wad, Natufià: mànec de falç d'os polit en forma de cérvol jove (?); cap humà esculpit i gravat en calcita. Museu d'Arqueologia Nacional
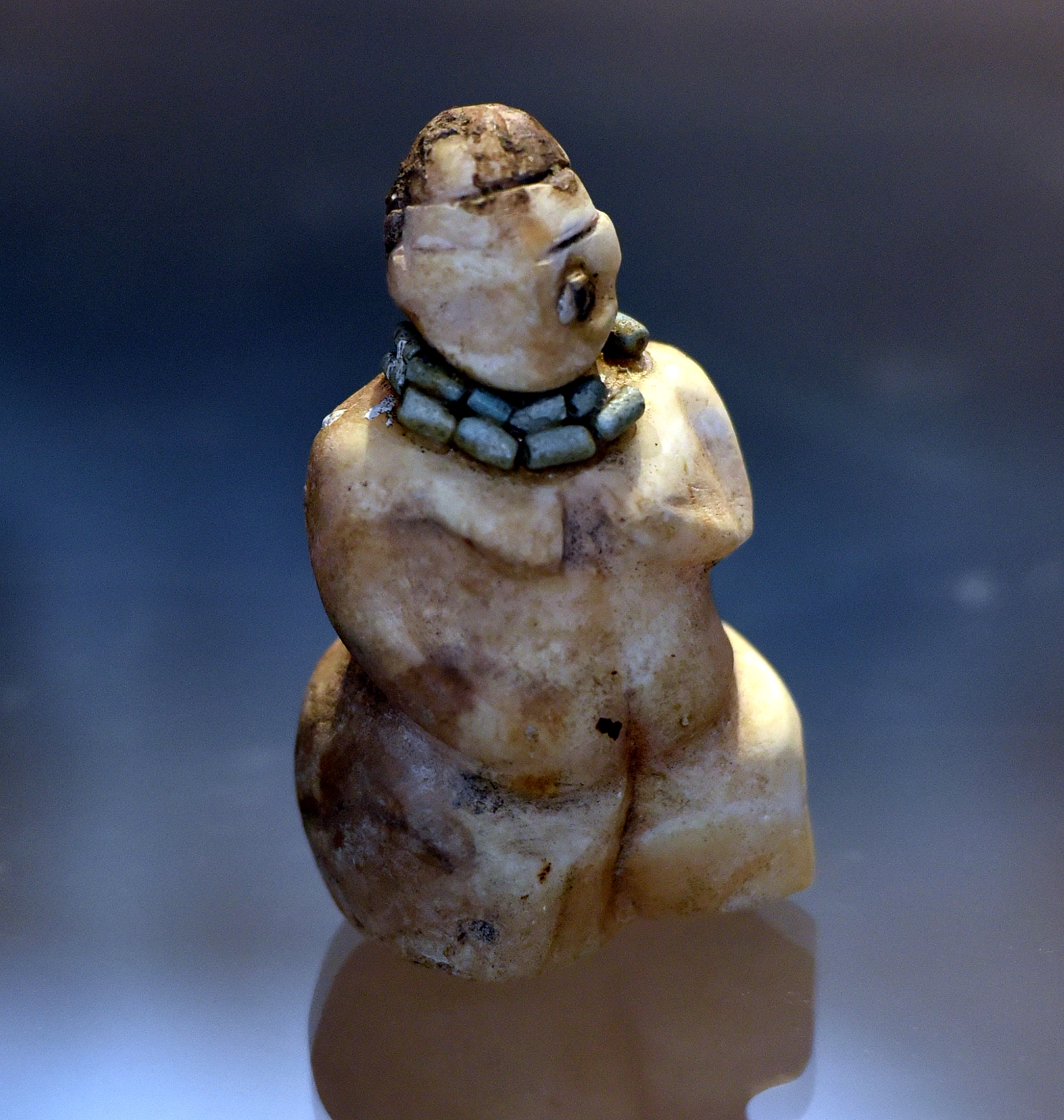
Estatueta de la deessa mare de Tell es-Sawwan, època de Samarra. Museu Nacional de l'Iraq
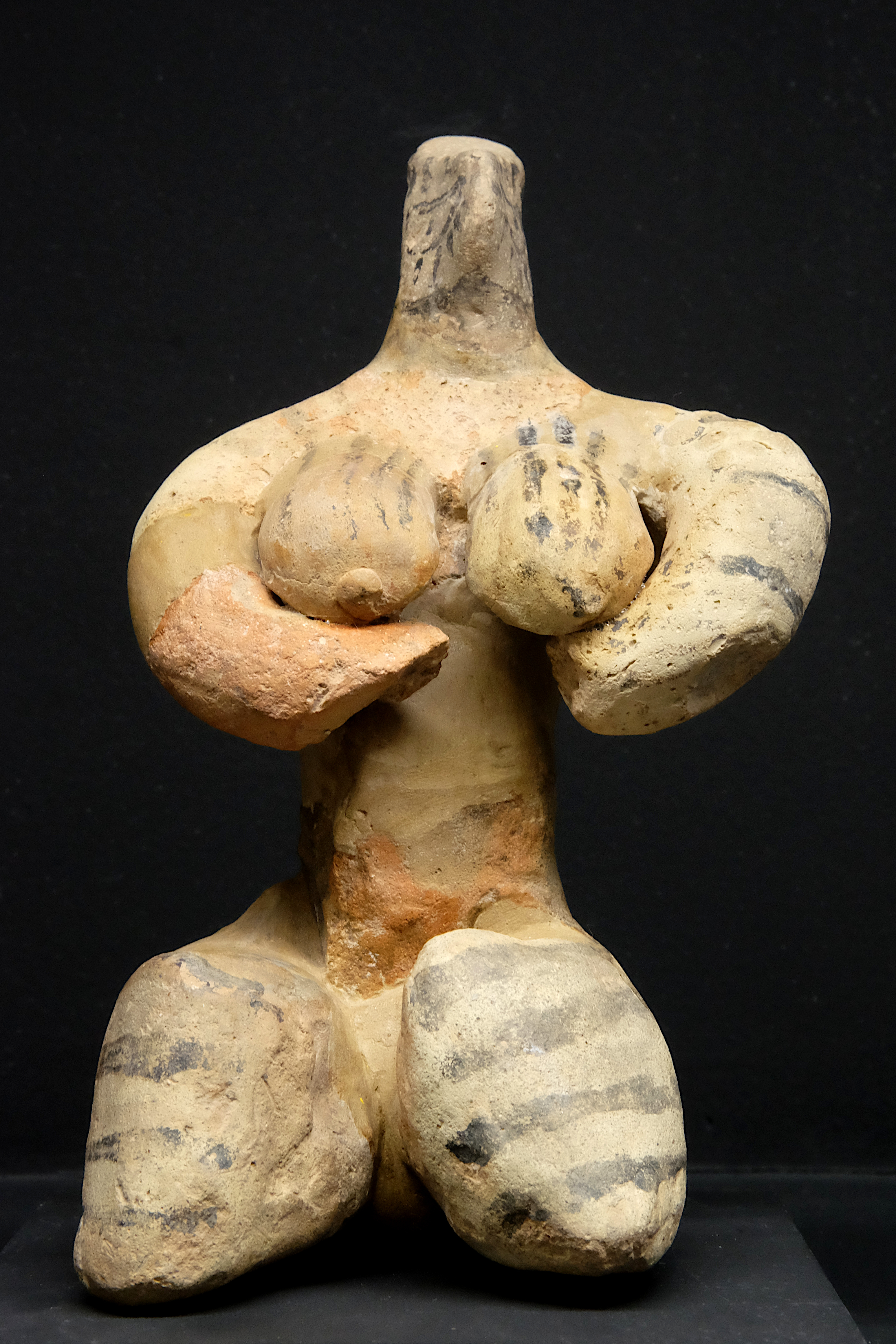
Figureta d'una partera asseguda del període Halaf. Museus reials d'art i d'història

Durant el PPNA, les representacions femenines es van convertir en el tipus més habitual, en forma d'estatuetes tallades en pedra calcària o figuretes modelades amb fang, algunes cuites intencionadament; de vegades esquemàtiques (fins a les figuretes en forma de «T» dels Zagros), de vegades més realistes, sovint en volum, però més planeres al sud del Llevant, representen en tot cas inequívocament el gènere del seu subjecte. J. Cauvin hi veu figures divines, testimoni de la seva «revolució dels símbols». De vegades les representacions es limiten a un cap. Les representacions masculines estan testimoniades al PPNB, però segueixen sent molt més rares que les de les dones. Les figuretes i estatuetes d'animals es van mantenir habituals durant el Neolític preceràmic, amb predilecció pels bòvids al Llevant, mentre que als Zagros, una zona on les representacions d'animals eren més nombroses que les humanes, sovint hi trobem cabres i senglars; l'Alta Mesopotàmia es caracteritza per les seves estatuetes de caps d'animals, sobretot d'ocells a Nemrik.

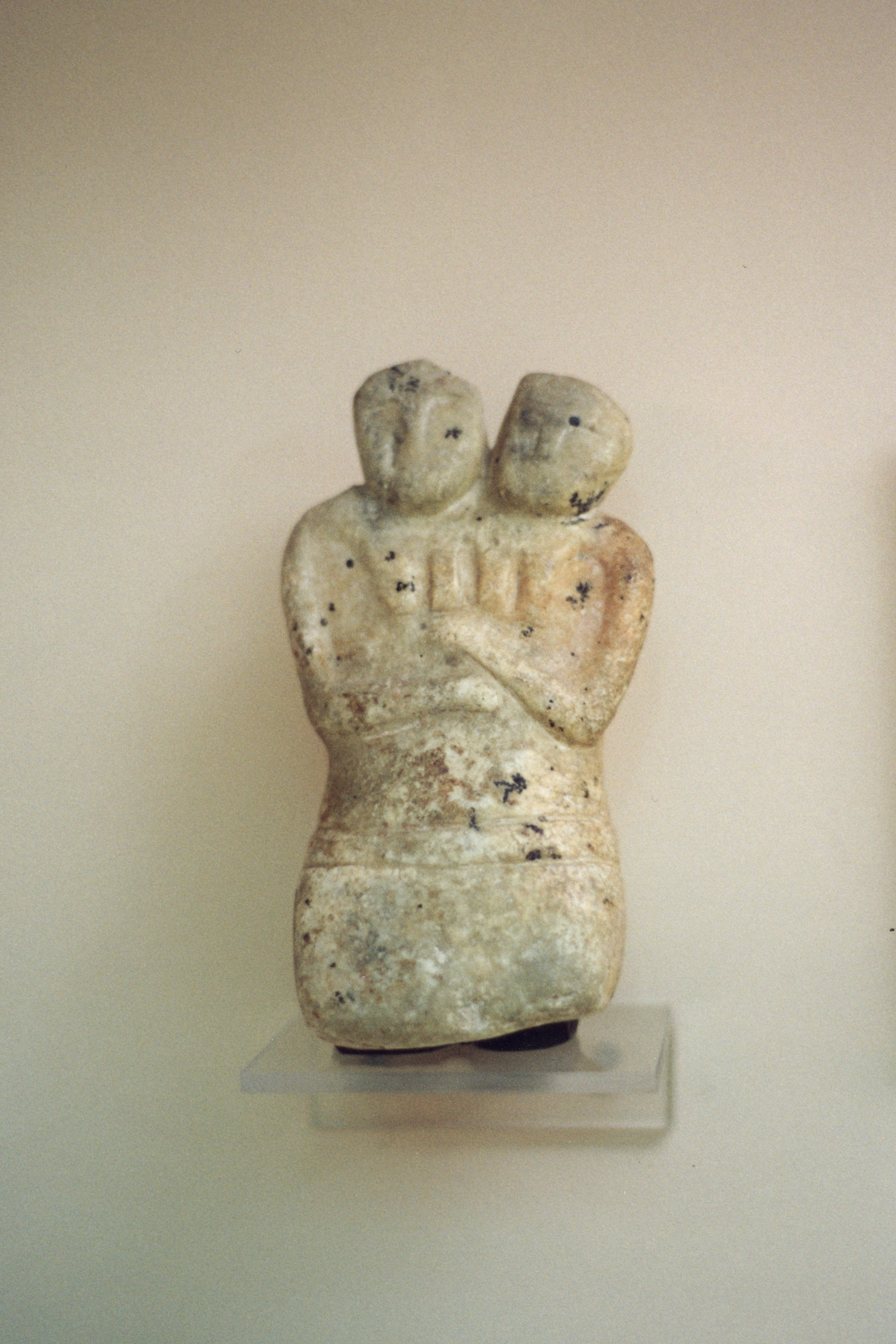
Estatueta de marbre, deesses bessones. Çatal Höyük.
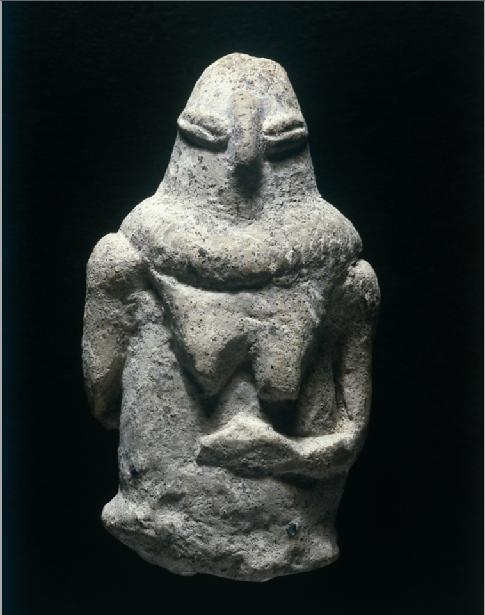
Figureta humana de Sha'ar Hagolan. Museu de la Cultura de Jarmuk
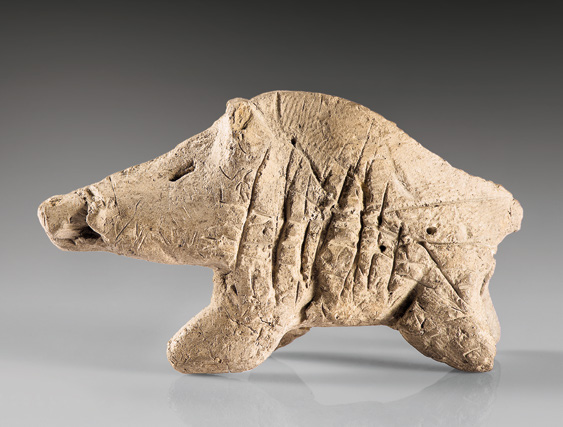
Figureta de terracota d'un senglar de Sarab (Zagros central). Museu Nacional de l'Iran

A partir de finals del PPNB i durant el Neolític ceràmic, les figuretes van adquirir un aspecte més elaborat, amb l'afegit d'elements, en particular els ulls. Les figuretes de Jarmukià estan assegudes o dempeus, amb un perfil aplanat; les del Llevant septentrional i Mesopotàmia són més aviat aplanades i rectes; als Zagros, persisteixen les formes de «T» molt estilitzades. Les figures del volum assegut també es troben a les dues últimes regions. A l'Anatòlia d'aquest període apareixen figuretes femenines amb formes voluptuoses, amb un vincle evident amb la fertilitat a Çatal Höyük, on una estatueta representa una dona parint.

### Estàtues, pilars i baixos relleus
Les estàtues, escultures de mida més gran que les figuretes i les estatuetes, representen el subjecte en una mida mitjana o propera a la realitat.

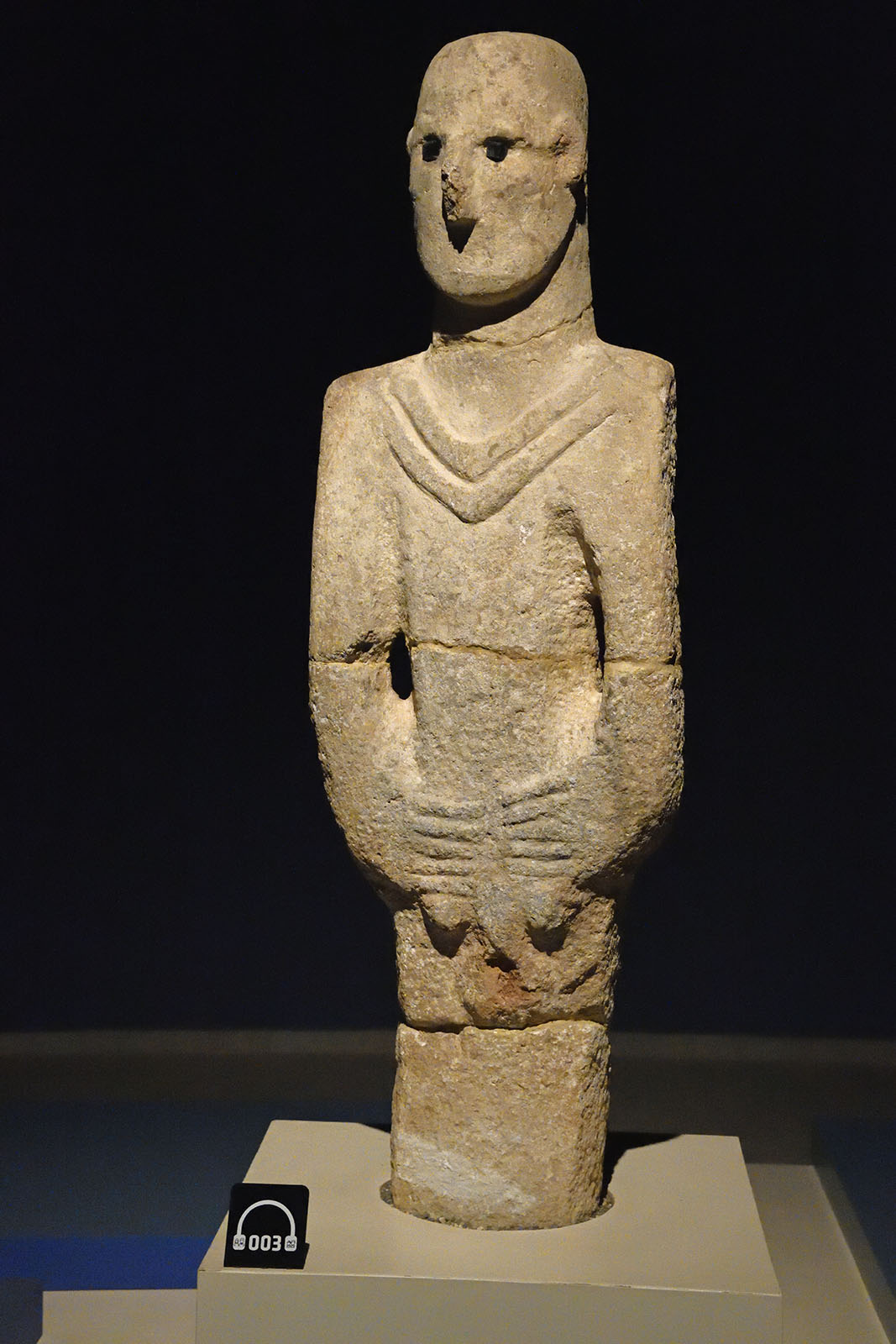
Estàtua de l'«Home d'Urfa».
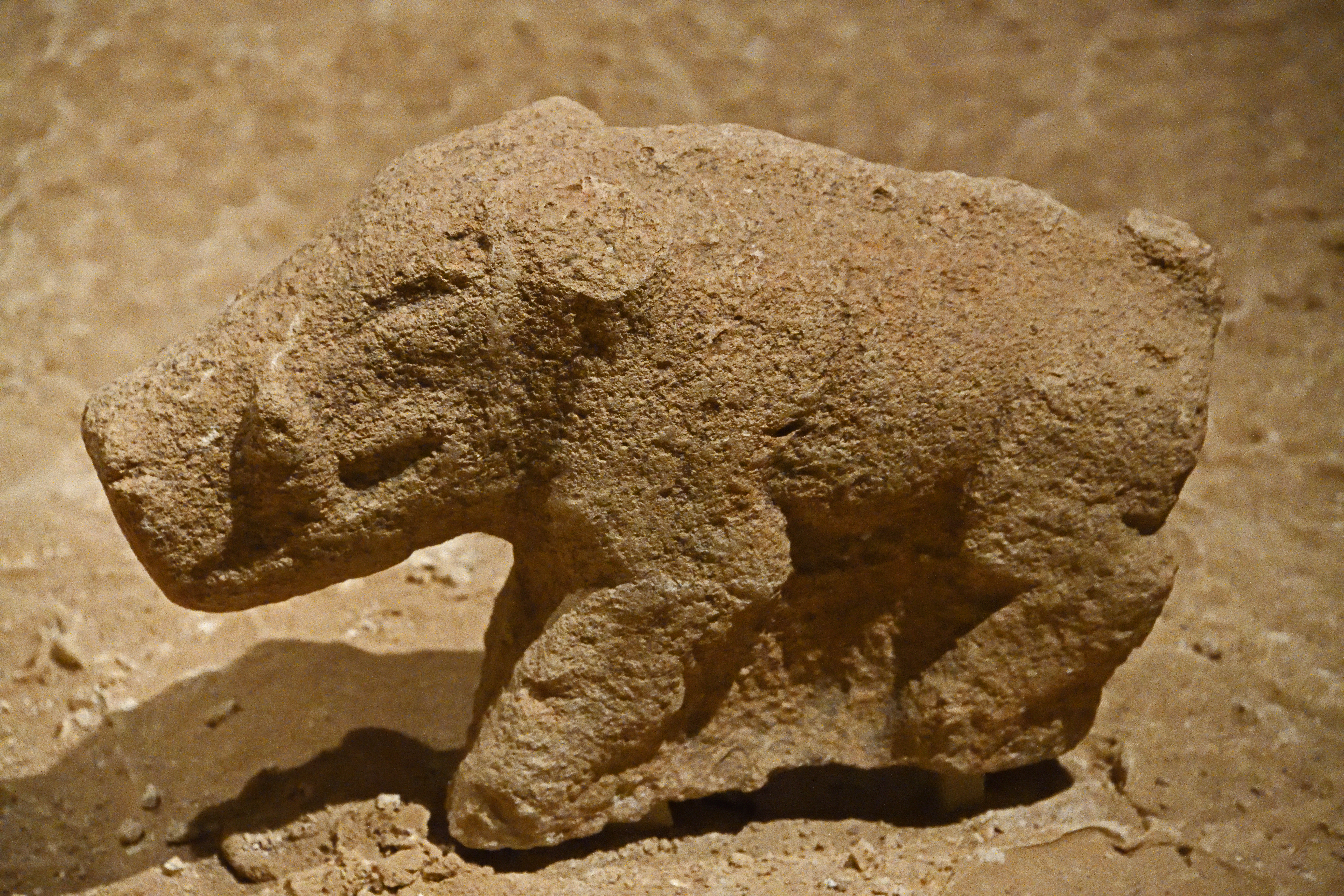
Estàtua d'un senglar. Göbekli Tepe.
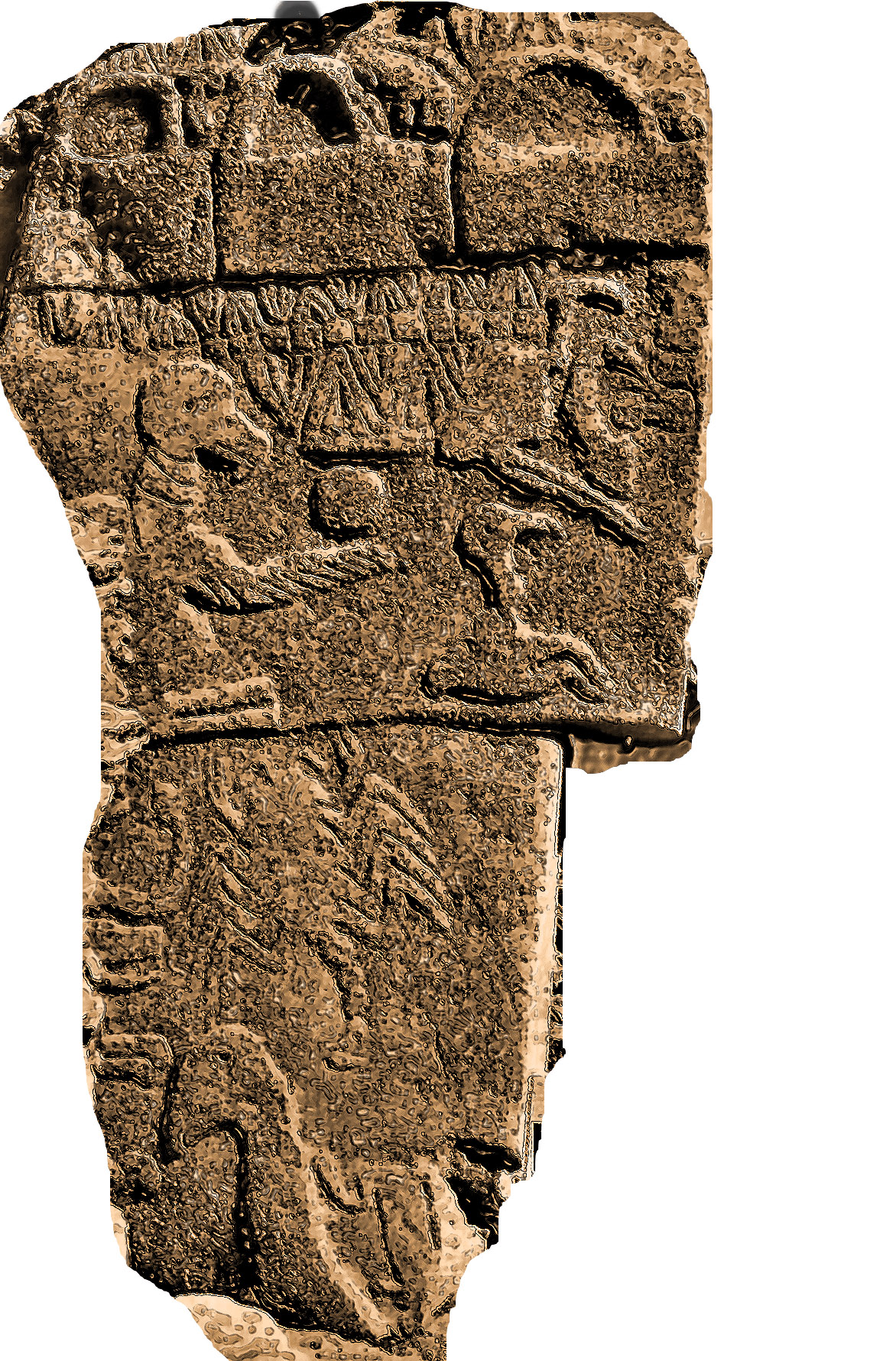
Pilar 43 del recinte D. Göbekli Tepe
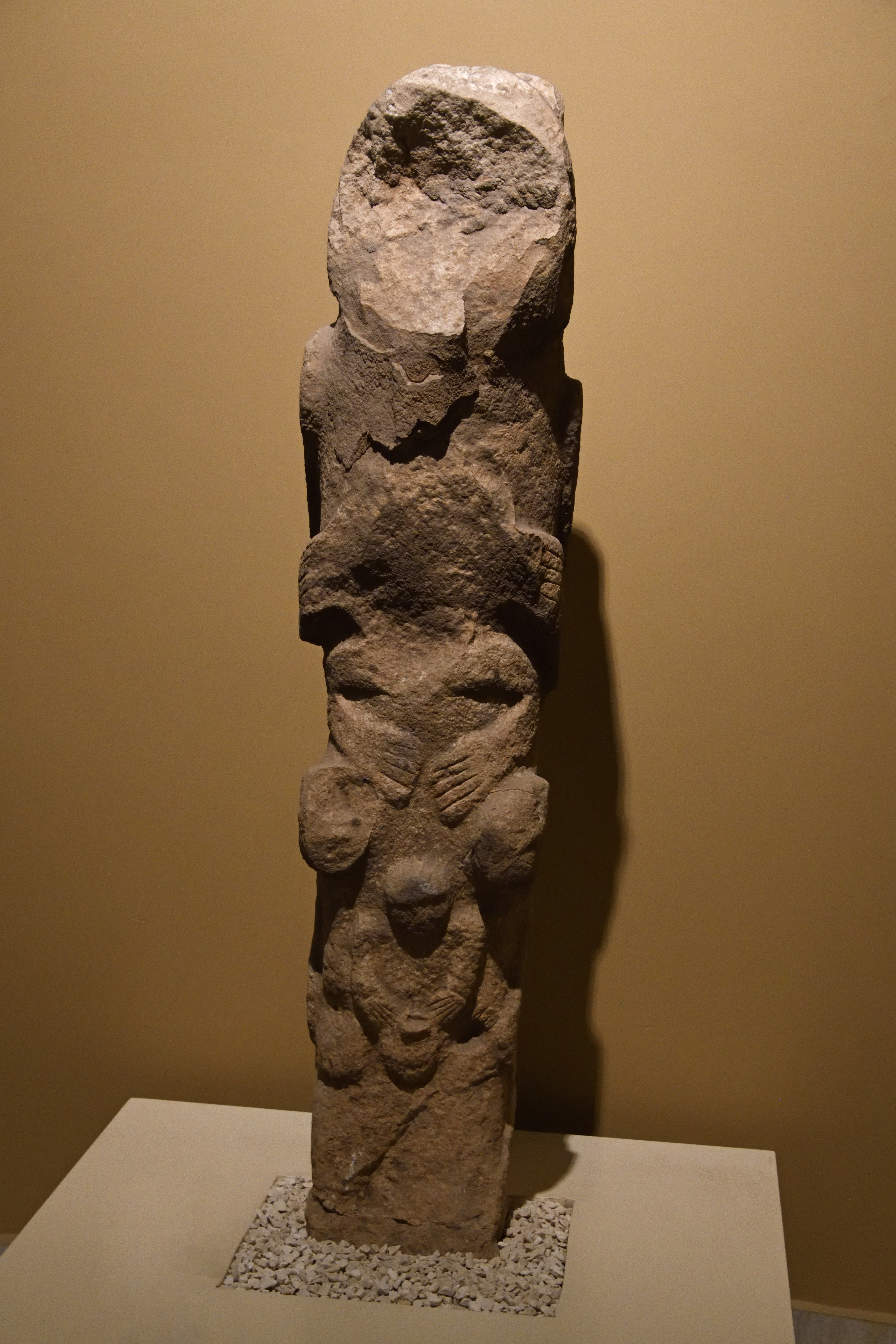
«Tòtem» del nivell II. Göbekli Tepe.

Les estàtues de pedra apareixen al Neolític preceràmic del sud-est d'Anatòlia. Göbekli Tepe es caracteritza per aquests pilars monumentals en forma de «T», que òbviament són representacions humanes molt simplificades, ja que els pilars centrals dels recintes presenten braços i espatlles en baixos relleus. Els que estan al voltant de les vores tenen representacions en baix o alt relleu d'animals, de vegades humans. Aquest lloc també va produir un «tòtem» que associava humans i animals, i estàtues més petites d'animals i humans. Un art relacionat es troba a Nevalı Çori. De la mateixa època data una estàtua d'1,80 metres d'Urfa, que representa un home. Més recentment (2021) a Sayburç s'han descobert baixos relleus, que semblen contemporanis, i que podrien testimoniar un art narratiu.

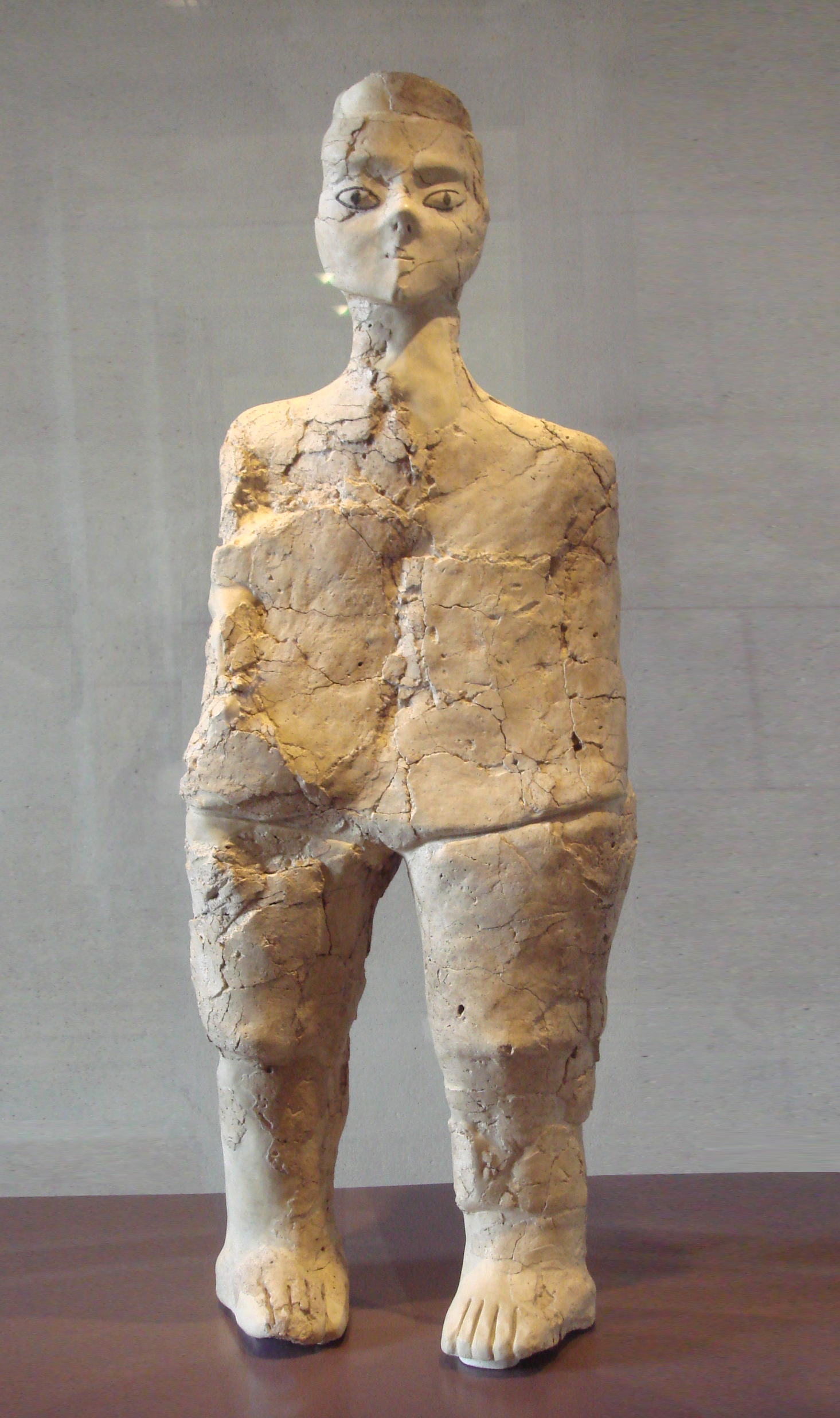
Estàtua de guix en forma humana, 'Ain Ghazal. Museu del Louvre
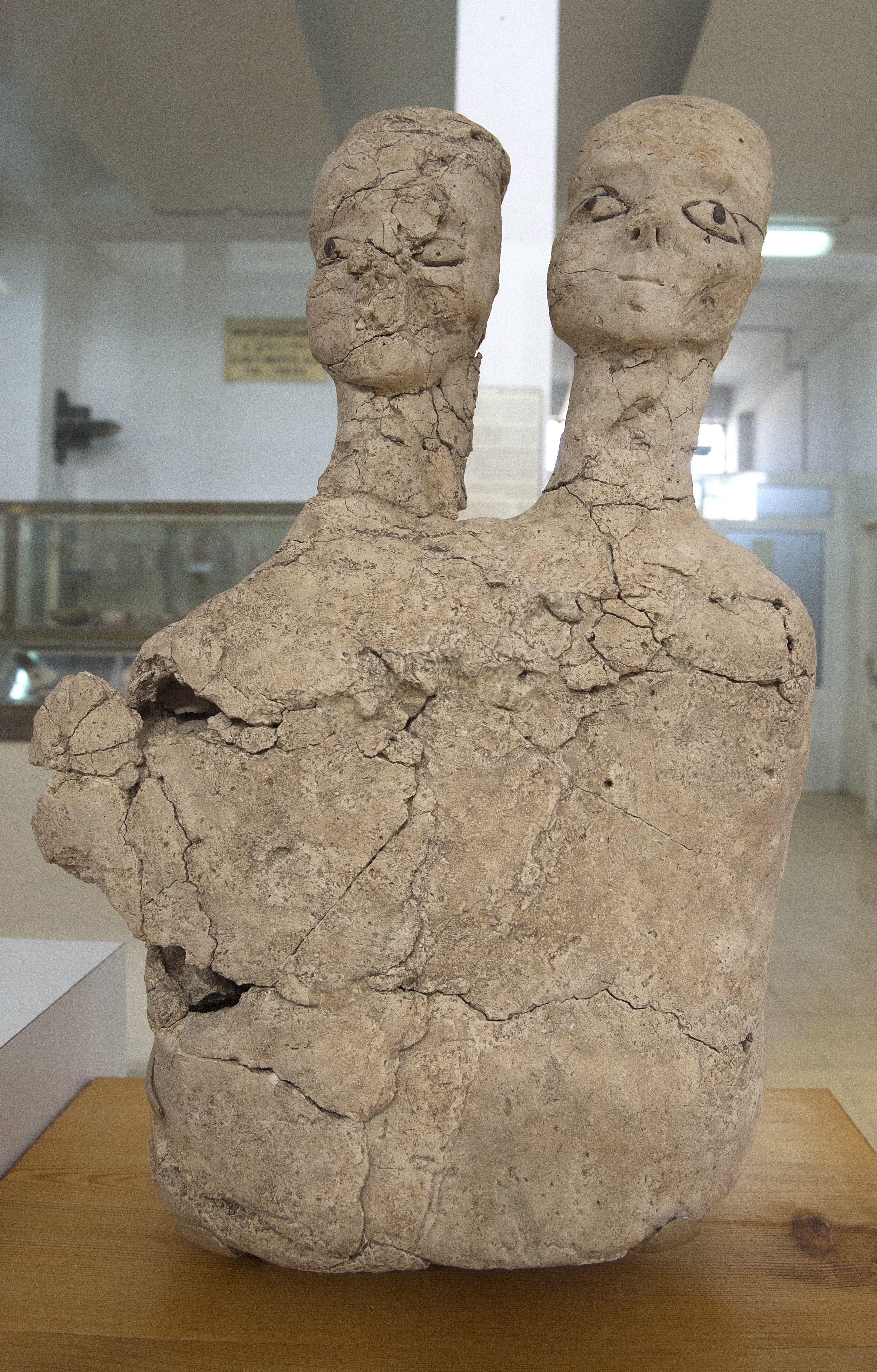
Estàtues de guix de dos humans, 'Ain Ghazal. Museu Arqueològic de Jordània
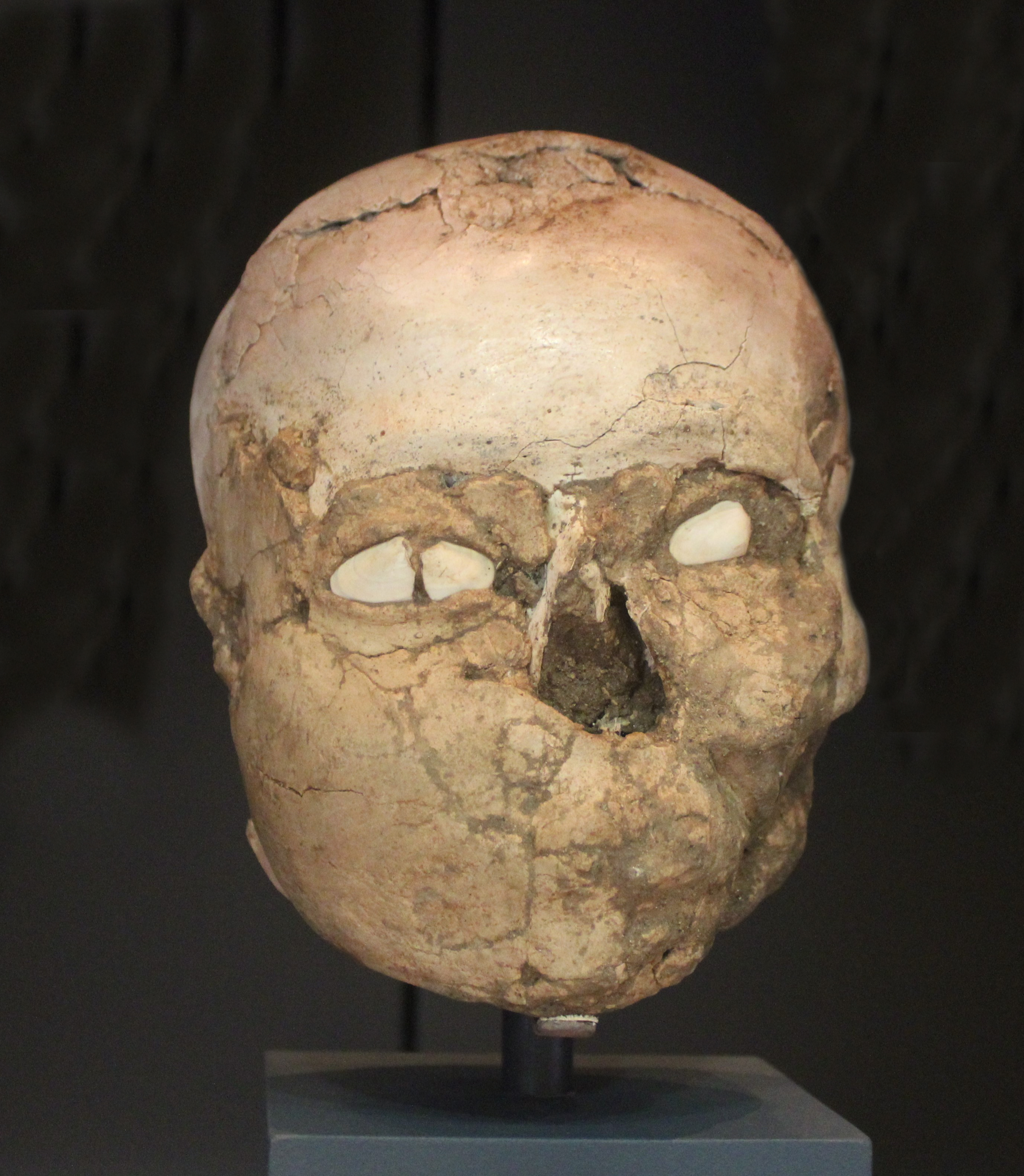
Crani sobremodelat de Jericó. Museu Britànic
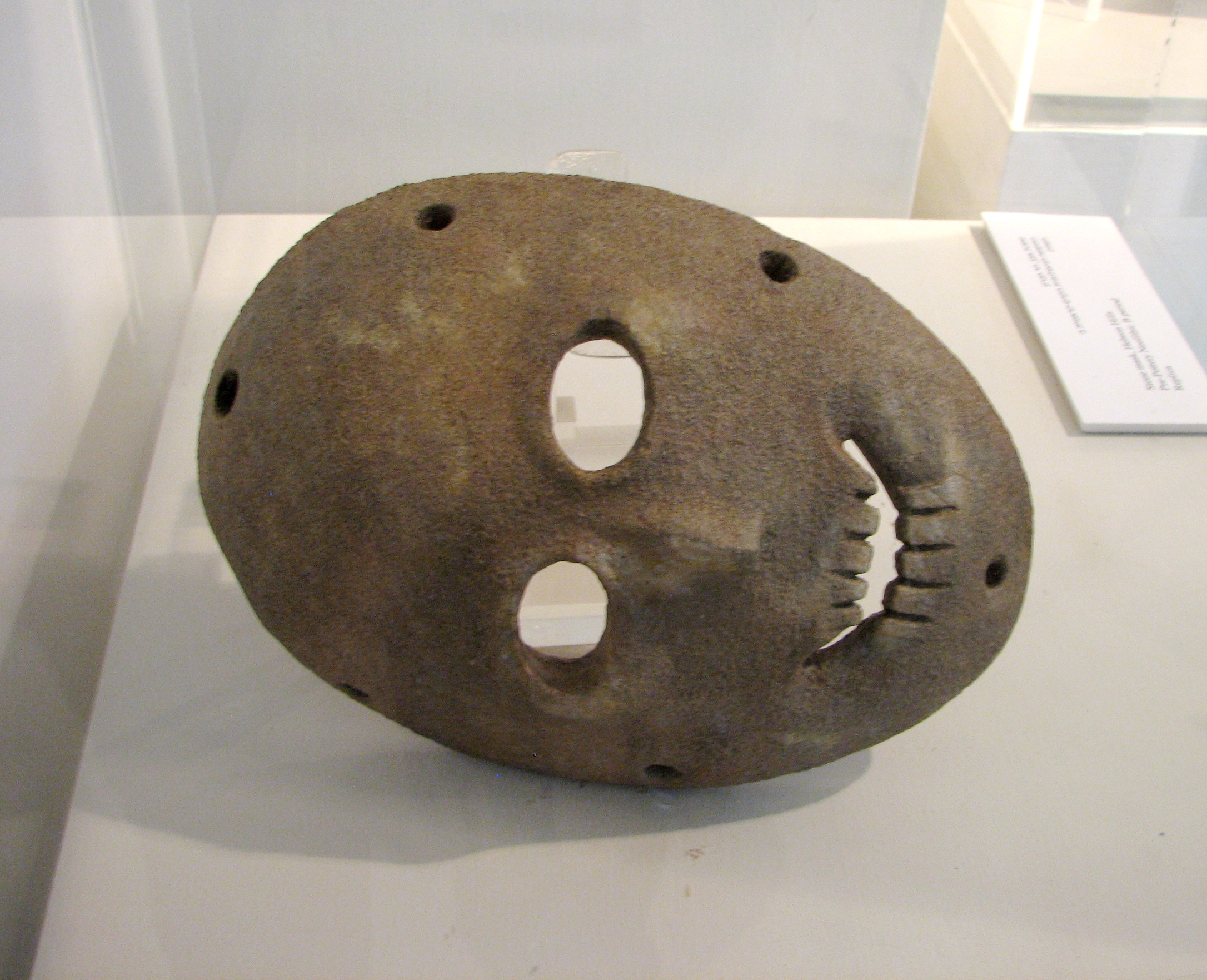
Màscara de pedra descoberta als turons d'Hebron. Museu de Prehistòria Moshe Stekelis, Haifa.

Les estàtues del PPNB prové d''Ain Ghazal (Jordània), bustos d'uns 50 cm i estàtues de cos sencer d'aproximadament 1 metre, desenterrades en dues fosses on havien estat enterrades deliberadament. Estan fets de calç o guix sobre un marc de canya, s'utilitza betum per ressaltar els seus ulls i pupil·les, una capa vermella acoloreix les cares d'alguns. Fragments (cames) d'estàtues similars es van desenterrar a Jericó. El modelatge en guix o calç es troba al mateix temps al Llevant meridional en determinats cranis extrets dels cossos, on funcionen com una segona carn, mentre que els ulls es poden representar amb incrustacions de conquilles, i de vegades s'aplica pintura. Es discuteix la seva funció ritual (vegeu més avall). També hi ha màscares de pedra de la mateixa època, que també poden haver tingut una funció ritual.

### Pintures murals
Les decoracions pintades a les parets i els sòls dels edificis apareixen cap al final del PPNA, amb decoracions geomètriques, a Mureybet (c. 9300-9000 aC) en una residència (en ziga-zagues i bandes) i a Dja'de (c. 9300-8800 aC) en un edifici comunitari (rectangles i diamants), pintat de negre (obtingut amb carbó vegetal) i vermell (obtingut amb hematita, ocre vermell) sobre fons blanc (pols de pedra calcària). A meitats del PPNB, apareixen representacions humanes a Tell Halula al pis d'un edifici, una vintena de figures femenines vermelles (ballarines?) disposades al voltant d'una figura quadrada.

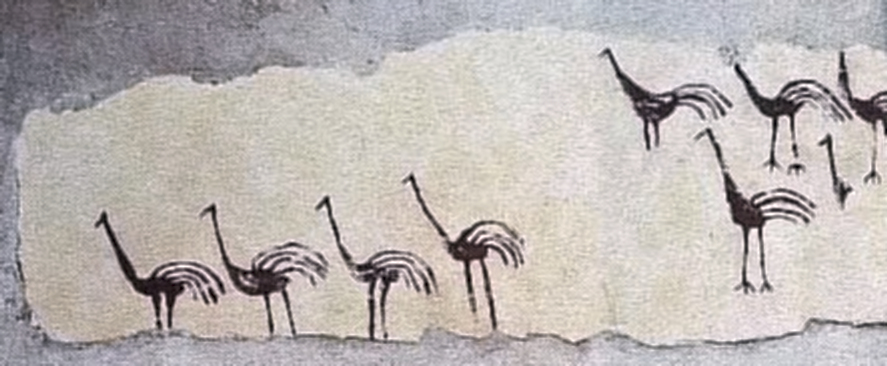
Fragment de pintura mural de Bouqras. Museu Deir ez-Zor
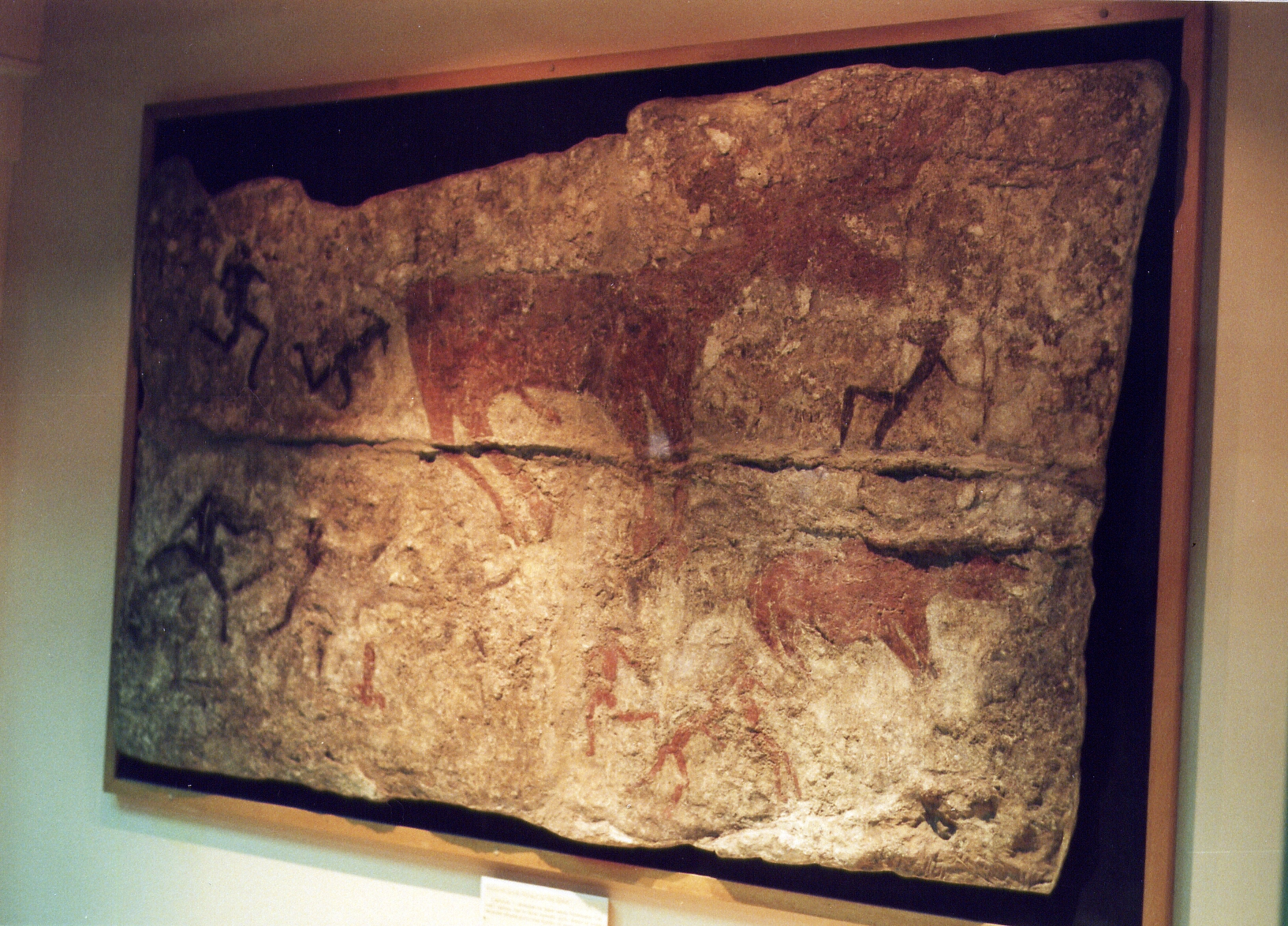
Fragment de pintura mural de Çatal Höyük. Museu de les Civilitzacions d'Anatòlia, Ankara

També trobem representacions d'animals a Bouqras (c. 6800 aC) on un fresc representa estruços vermells, i onagres una mica més tard a Umm Dabaghiya. Els conjunts més complexos de pintures murals neolítiques del Pròxim Orient provenen de les residències de Çatal Höyük (c. 7000-6500 aC), associant humans i animals (bous, cérvols) en escenes de caça o tipus de dances rituals.

## Religió i rituals
Els canvis socials i econòmics que es produeixen al Neolític estan sovint lligats a un conjunt de desenvolupaments cognitius i mentals, en última instància, un trastorn en la visió del món, que es veuen com la causa i/o la conseqüència d'altres desenvolupaments. Les excavacions de jaciments neolítics han posat a la llum espais de pràctiques rituals, el curs i el significat de les quals són impossibles d'explicar, encara que, en general, es prengui l'ajuda de fonts etnològiques per donar més força a les explicacions proposades. Es poden abordar les pràctiques funeràries i rituals, mentre que el que fa referència al domini de les creences és gairebé inaccessible. Sovint es mobilitzen manifestacions artístiques, ja que sovint es consideren com a testimoni d'una mitologia i habitualment estan vinculades a rituals.
A més, la terminologia i les classificacions sobre aquest tema no són fàcils de manejar. Per designar aquest aspecte de les societats neolítiques, els arqueòlegs invoquen la noció de religió, o la de simbolisme, i més sovint de ritual, i de vegades fins i tot de màgia. Aquests conceptes no es superposen, ja que un acte ritual no és necessàriament quelcom religiós, i el simbòlic es pot trobar gairebé a tot arreu. Aquestes nocions també fan referència als seus contraris, és a dir, allò que és profà, pragmàtic o utilitari, però molt sovint és molt difícil distingir-los, si és que és rellevant perquè la línia divisòria sovint és impossible de traçar.

### El tracte dels morts
Les maneres d'enterrar els morts eren diverses i variades durant el Neolític del Pròxim Orient. Es refereix a les pràctiques rituals i creences relacionades amb la mort que clarament van tenir un paper important en l'univers religiós i social de l'època. Tanmateix, cal destacar que el nombre d'enterraments desenterrats en jaciments arqueològics és generalment molt limitat en comparació amb els períodes d'ocupació. Sembla que hi ha una selecció de cossos enterrats, els motius dels quals són indeterminats (edat, sexe, estatus social?). En tot cas això vol dir que se'ns escapa el tracte funerari de la majoria de la població.
La localització de les tombes és una primera manera de distingir les maneres de tractar els difunts. Els enterraments es poden fer prop de llocs de residència, o dins dels pobles. La pràctica de l'enterrament sota les cases habitades es va desenvolupar durant el Neolític preceràmic, que va acompanyar el desenvolupament del paper de l'espai domèstic. Amb els primers pobles van aparèixer els primers cementiris, estrictament parlant, a la vora dels jaciments. Altres llocs de sepultura no estan associats amb habitatges, com ara Kfar HaHoresh, que sens dubte està destinat a ritus funeraris. La cremació està certificada per al PPNB/PPNC final a Beisamun, on es va excavar una fossa que contenia ossos carbonitzats d'un sol individu, directament després de la seva mort (mentre que els ossos carbonitzats cremats intencionadament trobats en altres llocs del període es van fer molt després de la mort del persones com a part del tractament secundari).
La forma més habitual d'enterrament és individual, tot i que són habituals les formes col·lectives. Les posicions són variades, amb predomini de la posició flexionada, així com les orientacions. Els difunts poques vegades són enterrats amb aixovar funerari, i quan n'hi ha es tracta principalment d'ornaments personals, res especialment demostratiu. No obstant això, hi ha casos d'enterraments associats a material important que sembla distingir un individu en particular, sobretot a Ba'ja (Jordània) on es va desenterrar la tomba d'un nen acompanyat d'un ornament format per centenars de perles.
Els elements de distinció entre els difunts (o almenys els que són enterrats) apareixen principalment a través de la pràctica d'enterraments secundaris; el cos d'un individu és exhumat i posteriorment tornat a enterrar en un altre lloc, sota un edifici. En molts casos és només el seu crani el que es separa del cos, després s'enterra o s'exposa, de vegades després d'haver estat objecte de sobremodelació o d'altres modificacions, en una residència o edifici concret, al costat d'altres cranis (les «cases dels difunts» testimoniades per exemple a Çayönü i Dja'de). Això testimonia un tracte particular d'aquests individus, que podria estar vinculat a un culte ancestral i/o a ritus de fundació (vegeu més avall).

### Els espais rituals
Identificar rituals de caràcter religiós passa per identificar els llocs on s'han pogut dur a terme, per tant, santuaris. Aquest terme designa «edificis particulars que la seva configuració (planta, mètode de construcció) o el seu contingut (objectes no utilitaris com estàtues, dipòsits massius de calaveres) distingeixen dels habitatges 'simples'» (O. Aurenche i S. Kozlowski). Els edificis o els llocs candidats a rebre aquesta qualificació van sortir a la llum, força tard en la història dels descobriments del Neolític del Pròxim Orient, fins al punt que alguns van poder dubtar durant molt de temps de la seva existència. Es poden proposar altres qualificacions, com la d'«edificis rituals», on es poden dur a terme un ampli ventall de ritus de diversa tipologia investits d'un vessant sagrat i col·lectiu, com ara matrimonis, intercanvis matrimonials, enterraments, ritus de pas, i «cases dels homes» o «cases del clan», edificis utilitzats per a rituals comunitaris (sobretot iniciació), coneguts a través del treball etnològic. Quan la funció ritual sembla estar a l'escala de tot el jaciment, com a Göbekli Tepe i Kfar HaHoresh, més aviat ens plantegem estar en presència d'un lloc ritual d'importància supraregional al servei de diverses comunitats veïnes, una mena d'«amficcionia».

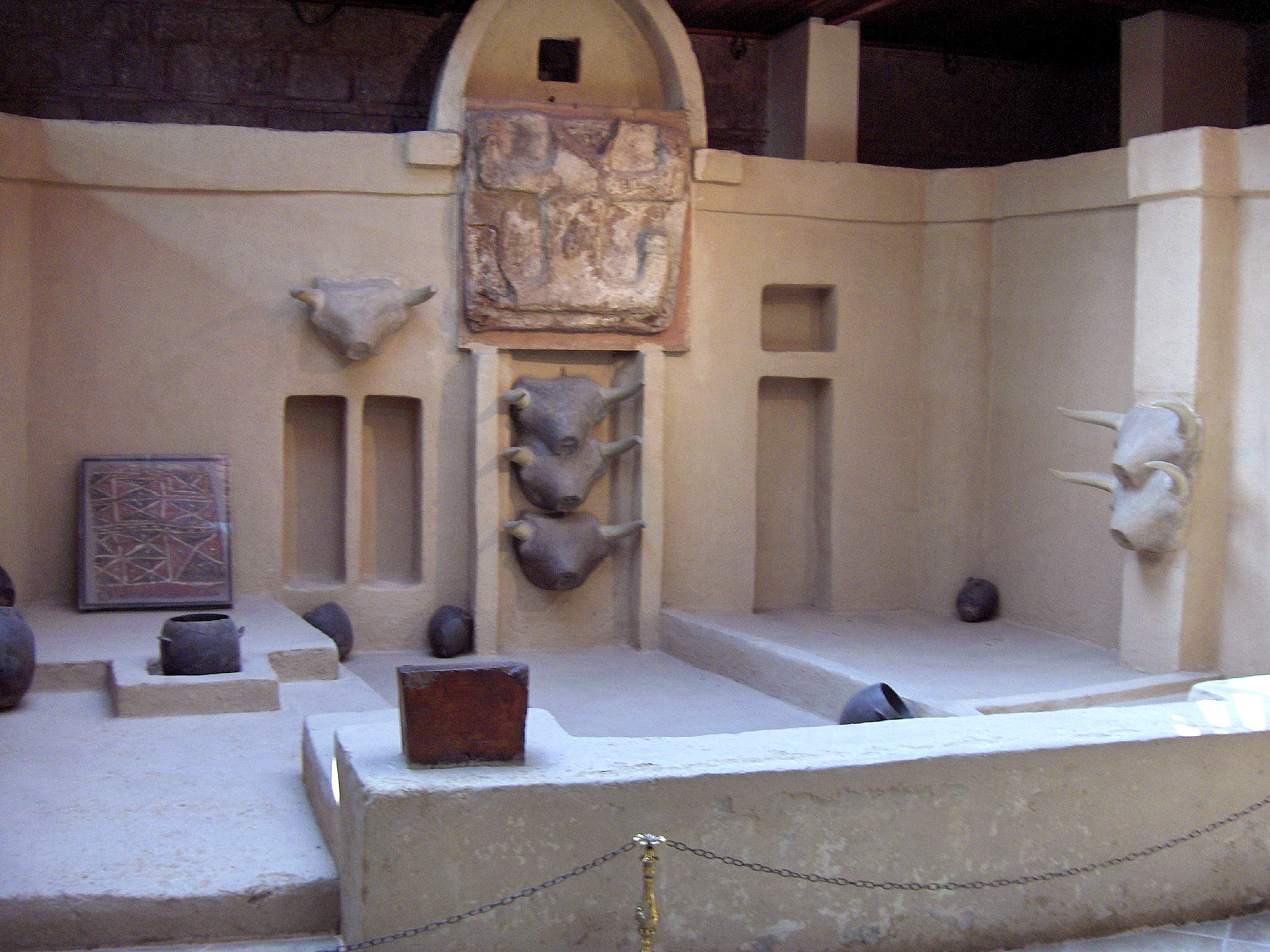
Reconstrucció del «santuari» del nivell vi de Çatal Höyük. Museu de les Civilitzacions d'Anatòlia, Ankara
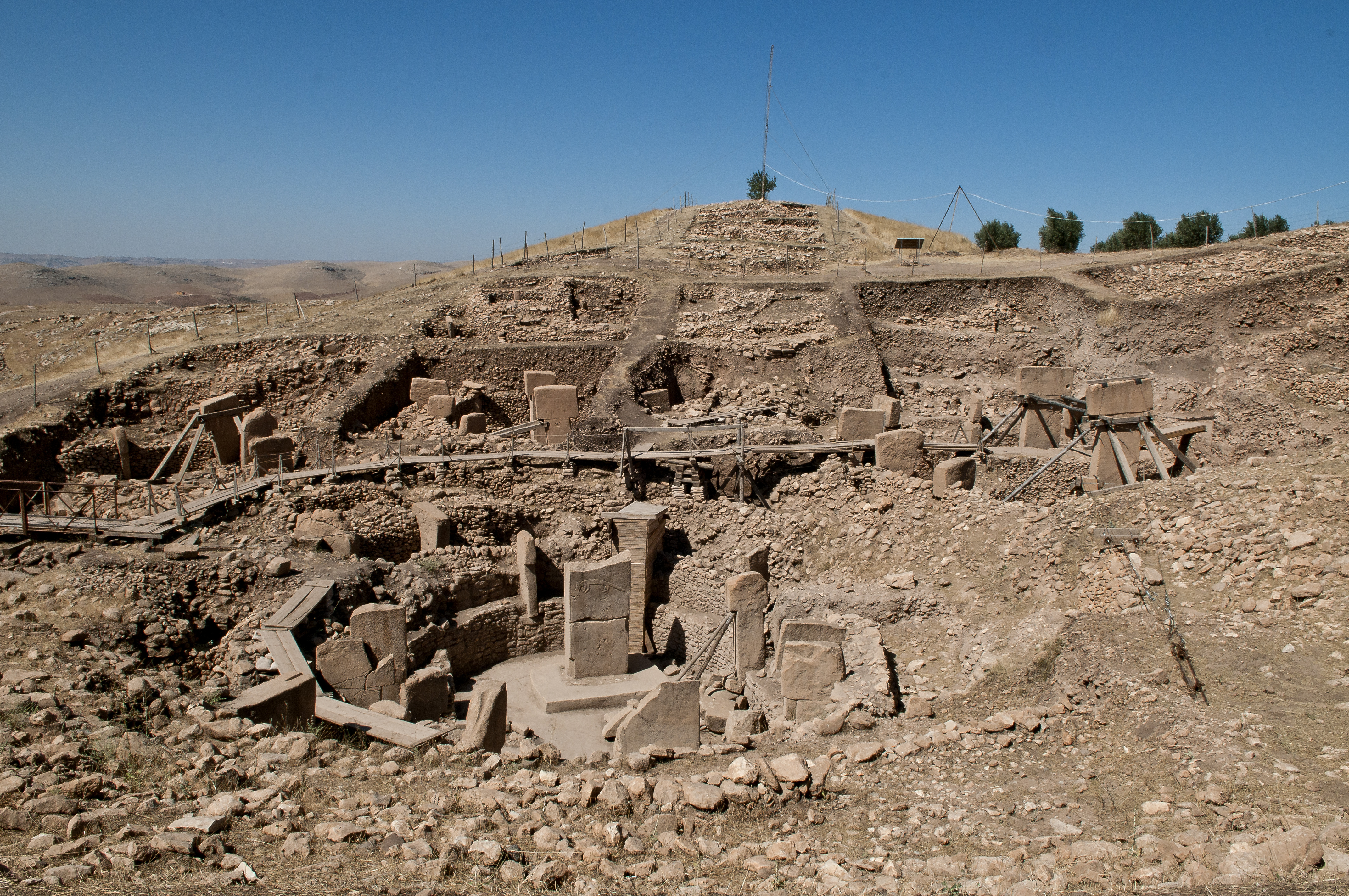
Göbekli Tepe

La documentació més espectacular prové del sud-est d'Anatòlia del PPNA i PPNB. Göbekli Tepe, funda´t cap al 9500 aC. aC, és un jaciment que comprèn en el seu primer nivell un conjunt d'estructures circulars, espècies de tancaments, on s'aixequen pilars megalítics en forma de «T», sovint esculpits, dos al seu centre, i molt més al voltant del seu perímetre. En una segona fase al PPNB es construeixen estructures rectangulars, també amb pilars en forma de «T», però en menor nombre (sovint quatre). Al lloc s'han descobert estàtues de pedra, instruments de mòlta i restes d'animals. Göbekli Tepe és identificat pels seus excavadors com un santuari comunitari on es celebraven les festes (vegeu més avall). Veïns, però una mica més tard, Nevalı Çori té un edifici rectangular amb els mateixos tipus de pilars, que va donar lloc a diverses estàtues. A Çayönü poden haver estat santuaris diversos edificis rectangulars d'una sola habitació que se succeeixen al mateix lloc; un d'elles, l'«Edifici de la Calavera», incloïa, com el seu nom indica, desenes de calaveres, sens dubte disposades en prestatges, a més d'enterraments; una plaça revestida d'esteles (la plazza) adossava a l'edifici durant l'última fase.
Existeixen similituds entre aquests edificis i els del veí Eufrates Mitjà, amb els quals, sens dubte, estan vinculats culturalment. Els «edificis comunitaris» de Jerf el Ahmar, Mureybet o Tell 'Abr 3, alguns contenint bucranis, bancs i baixos relleus esculpits, podrien haver tingut una funció, almenys en part, de culte.
Al sud del Llevant, l'estructura O75 al jaciment d'Uadi Feynan 16 (Jordània) és un altre tipus de construcció col·lectiva, mig soterrada, amb bancs, on es van trobar ossos d'animals, estatuetes de pedra i gerros trencats, que podrien indicar una funció ritual, i a com a mínim un lloc utilitzat per a les reunions de la comunitat. Per al PPNB, les traces de llocs d'activitats rituals són més nombroses. La cova de Nahal Hemar, al desert de Judea, va donar material evidentment ritual: màscares de pedra, perles de fusta, pedra i petxines, figuretes de fusta, cranis sobremodelats i diversos recipients. Kfar HaHoresh (a la vall de Jizreel) és una necròpolis on sovint les tombes estan arrebossades i s'inclouen en recintes rectangulars, que podria haver servit a diverses comunitats que s'hi reunien durant les cerimònies, incloent també una zona de culte amb llars i monòlits. També es va localitzar un recinte demarcat per monòlits al jaciment submergit d'Atlit Yam. S'ha proposat identificar altres santuaris, en edificis anomenats «especials» perquè no s'assemblaven massa als altres, a Beidha i 'Ain Ghazal, però manquen les evidències; potser és millor pensar-los com a llocs on es fan tota mena de rituals comunitaris, inclosos alguns que es descriurien des d'una perspectiva moderna com a cultes.
Per al Neolític final, diversos edificis de Çatal Höyük havien estat descrits com a «santuaris» pel seu descobridor, J. Mellaart, a causa de la seva notable decoració que inclou bucranis, relleus de guix modelats i pintures que representen escenes. Tanmateix, la següent investigació realitzada per I. Hodder va demostrar que es tractava d'espais que no tenien una funció diferent a la d'altres habitatges. Més aviat, van destacar el fet que diverses construccions tenien una llarga vida útil, sotmeses a diverses fases de reconstrucció sobre les mateixes bases, i serien llocs d'expressió d'una llar i la seva memòria («History houses», Cases d'història). Construccions similars es troben a Anatòlia (a Bademağaci, Höyücek). L'existència de destrucció organitzada d'algunes d'aquestes residències podria implicar l'existència de ritus de fundació i tancament, i potser el fet que la casa estava investida d'un aspecte sagrat que la feia d'alguna manera «viva», la qual cosa explica que ens prenguem la molèstia de donar-les una mort ritual.
Com a resultat, alguns han qüestionat la frontera entre residències i llocs de culte, especialment aquells que consideren que les societats neolítiques són «societats casolanes» en què la identitat de la llar s'inverteix amb una gran importància simbòlica. E. Banning estimava així que Göbekli Tepe era, en contra de l'opinió dels seus excavadors, un jaciment residencial, i que era més aviat necessari pensar el lloc del ritual en un context domèstic i quotidià, destacant la importància simbòlica de les residències (la vida dels quals estaria marcada especialment per les construccions i destruccions rituals), i considerant la possibilitat d'atribuir finalitats religioses a determinats objectes que generalment s'identifiquen com a utilitaris (vaixelles, equips de trituració). Tot i que aquesta posició no ha generat suport a aquest lloc en particular, ens anima a repensar la superposició entre activitats rituals i domèstiques.

### Les pràctiques rituals

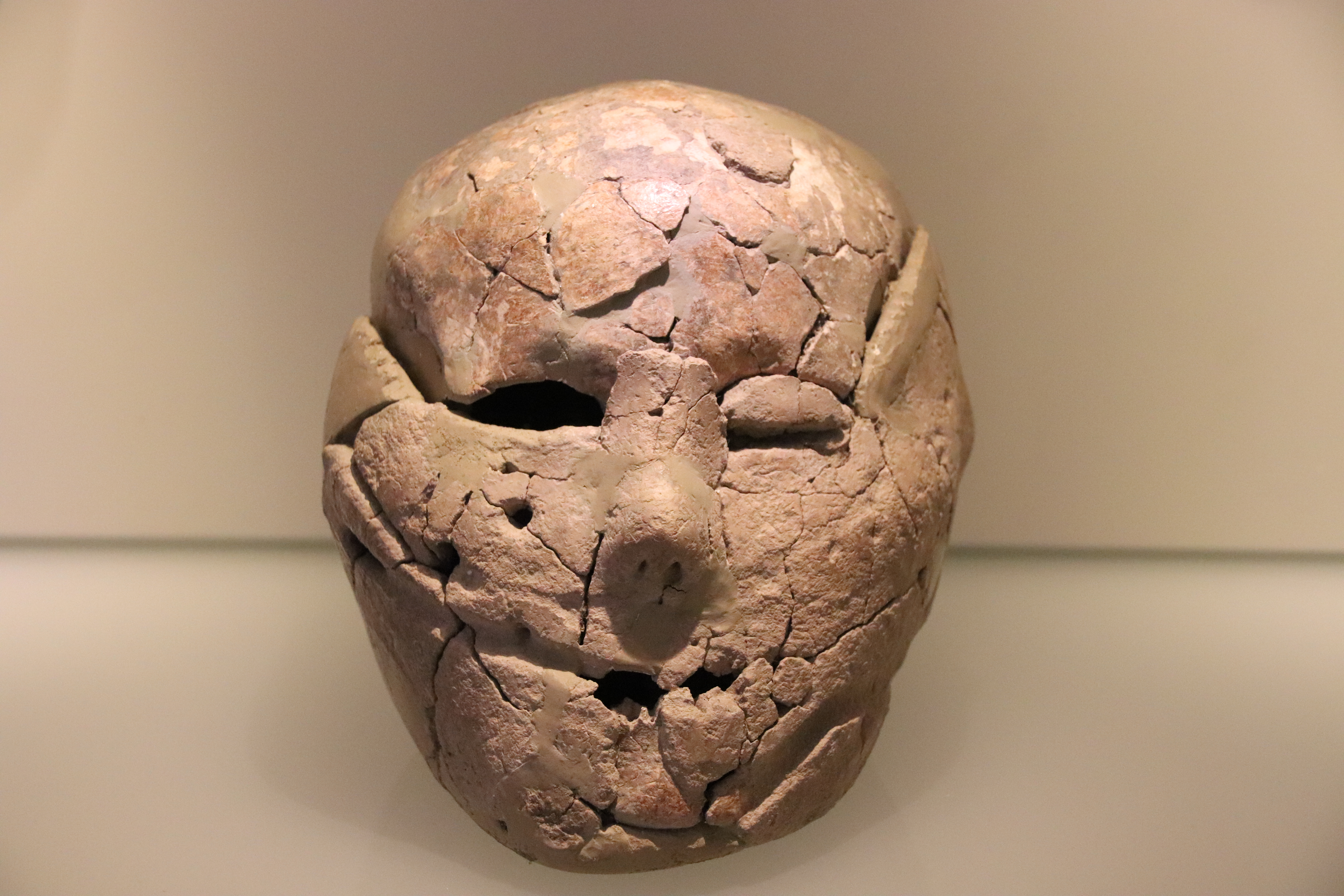
Crani sobremodelat de Jericó (Tell es-Sultan). Museu d'Israel

Els conjunts que indiquen la realització de rituals, públics o no, es troben, per tant, en llocs de diversos tipus: Göbekli Tepe i altres santuaris de llocs del sud-est d'Anatòlia que van donar gerros, estàtues i cranis humans; la construcció circular amb un dipòsit de calaveres de cabra salvatge i ales de rapinyaires a Zawi Chemi Shanidar; la cova de Nahal Hemar i el seu dipòsit d'objectes d'ús ritual; els «edificis especials» d''Ain Ghazal i l'amagatall d'estàtues antropomòrfiques del mateix lloc; etc. A més, els enterraments d'objectes rituals (a més dels cranis) testimoniats a 'Ain Ghazal i Nahal Hemar. però també a Yarim Tepe i altres jaciments neolítics, devien tenir un significat ritual en si mateixos. L'auge de rastres de pràctiques rituals reflecteix clarament el seu principal paper social: permeten unir comunitats de poble, afirmar identitats socials, però també consolidar el poder d'alguns, en un moment en què els grups humans són cada cop més importants en dimensions i més duradors.
Una de les principals fonts per a la identificació de cultes en el Neolític preceràmic són els cranis humans trobats fora dels enterraments primaris, i de manera més àmplia la circulació de les restes del difunt i la seva manipulació amb finalitats clarament rituals (enterraments secundaris). S'observen grans variacions entre aquestes pràctiques, que es remunten almenys fins al Natufià, i es troben al Llevant, al sud-est d'Anatòlia i també al nord de Mesopotàmia. Inclouen homes i dones, adults i nens. Aquests cranis estan separats dels cossos, demacrats, i alguns (una minoria) poden ser sotmesos a diferents tractaments, en particular estar sobremodelats (al sud del Llevant). No és possible determinar en la majoria dels casos si el difunt va morir de manera natural, o si van ser sacrificis humans. Diversos cossos sense cap han estat desenterrats sota les residències, la qual cosa indica clarament que aquests són els individus i, per tant, es traslladen els cranis; en tot cas la pràctica de l'enterrament secundari sota edificis és molt estesa, i sense cap mena de dubte lligada a aquests particulars tractaments dels cranis. Aquests cranis es poden enterrar en altres llocs, sota residències o exposar-se en edificis (a Çayönü, Dj'ade, Tell Aswad). Aquestes restes humanes també es poden associar amb les d'animals. La interpretació d'aquestes pràctiques, sovint descrites com a «culte del crani», generalment apunta cap a un culte als avantpassats, per tant, rituals de memòria relacionats amb una comunitat de poble o un grup familiar, amb els quals es podrien associar aquestes calaveres. Però altres explicacions són possibles, com els trofeus de guerra.
En tot cas, la presència d'una mena de ritus domèstics, amb una clara finalitat familiar, és probable en els casos en què els objectes rituals es troben en un context residencial. Com s'ha vist més amunt, això està documentat principalment a l'Anatòlia Central del Neolític final, amb el jaciment model de Çatal Höyük, i admetent l'existència d'una organització social de tipus «societat casolana», en la qual la identitat i la memòria de la llar es manté durant diverses generacions, mitjançant rituals. És en aquest context que alguns enterraments sota les cases potser s'han d'interpretar com a rituals de fundació, i potser en determinats casos sacrificis humans.
Un altre cas d'estudi important és el de les festes religioses, per tant els rituals públics ocasionals, potser periòdics. Aquestes festes neolítiques no són «els resultats d'una decisió presa per un grup d'amics i a la qual tothom participa aportant la seva contribució», sinó «actes formals», on es convidava tota la comunitat, amb una autoritat i patrocinador, que n'assegurava el subministrament (A. Testart). Poden ser ritus funeraris o fundacionals o fins i tot iniciàtics, sovint semblen referir-se a l'àmbit de la mort, per integrar-se en un culte ancestral, però poques vegades referits a la categoria de ritus de fertilitat que, sens dubte, no estan molt estesos durant el Neolític. Aquestes cerimònies públiques neolítiques combinen ritus, creences, pràctiques funeràries, la creació d'una memòria col·lectiva, i també impliquen estructures d'autoritat, que tendeixen a integrar-les en mecanismes de competència, integració i negociació social.
Com van ser aquestes festes? Concretament, podem identificar diverses pistes sobre el desenvolupament de les festes majors (les menys importants deixen menys rastre), comparant les troballes arqueològiques amb les descripcions etnogràfiques de les festes. Són, sobretot, moments de consum d'aliments i begudes, que s'identifiquen per la presència de gerros i altres recipients, restes d'animals i plantes. Göbekli Tepe va veure clarament com es feien aquest tipus de festes, reunint comunitats de la seva regió i fins i tot més enllà; s'hi van trobar nombroses restes d'animals i una gran quantitat d'instruments de mòlta, que indiquen que s'hi preparaven festes per a les quals es molien tones de cereals i es sacrificaven desenes de gaseles i altres animals caçats.
Aquest consum també implicava sacrificis, documentats en llocs: la «fosa del bou» (Bos Pit) de Kfar HaHoresh (PPNB) incloïa vuit bestiar sacrificat durant un ritu (probablement funerari); la «Fosa de la Mort» (Death Pit) de Domuztepe (Halaf final) inclou al voltant de deu mil ossos molt fragmentats, principalment d'animals però també d'humans (una quarantena d'individus), aquests últims havent pogut ser objecte de canibalisme segons els excavadors del jaciment, en a més de fragments de ceràmica i objectes diversos, indicant un context ritual.
Les màscares de pedra descobertes a diversos llocs del sud i el nord de Llevant, com Nahal Hemar i Göbekli Tepe, podrien indicar l'execució d'espectacles públics. No hi ha cap indicació que en realitat fossin portades per persones, i semblen una mica pesades per això, encara que es podria suposar que algunes estaven fetes de materials peribles més lleugers. A partir de representacions figuratives (baixos relleus, pintures sobre ceràmica), Y. Garfinkel per la seva part va concloure que les danses col·lectives van tenir un paper important a les comunitats neolítiques.

### Les creences
L'anàlisi de les imatges neolítiques porta alguns a aventurar-se més enllà de les categories de ritus comunitaris, memorials o ancestrals per intentar detectar allò que es relaciona amb el domini de les creences, o de la «simbologia».

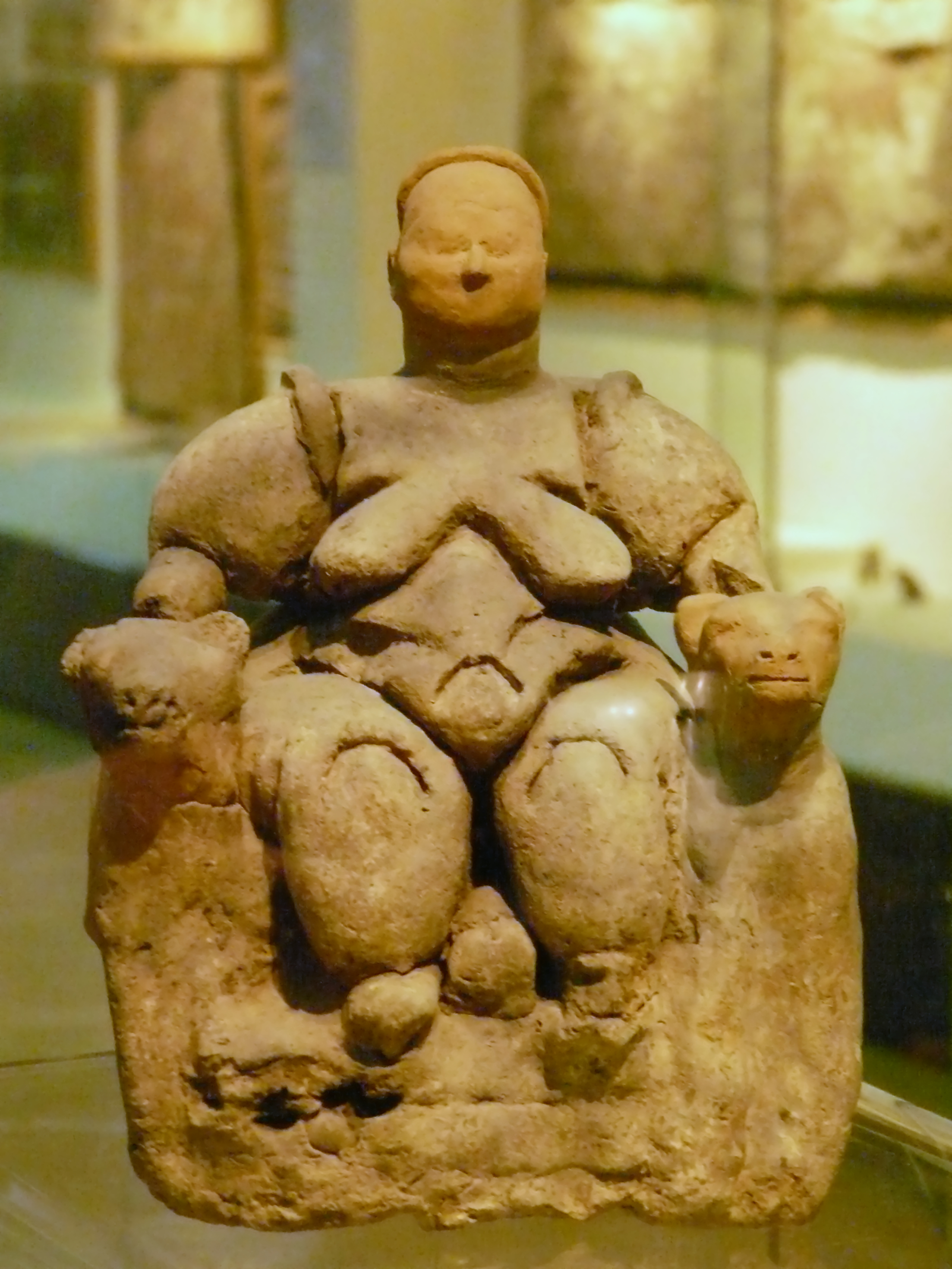
La «deessa mare» de les bèsties salvatges. Çatal Höyük

J. Mellaart va intentar així interpretar les figures femenines de Çatal Höyük com a «deesses mare», vinculades als cultes de la fertilitat. J. Cauvin ho va ampliar en la seva identificació del naixement de les divinitats al Neolític del Pròxim Orient: «la Deessa», figura femenina (testificada principalment per figuretes de terracota) vinculada a la fertilitat i que també té un aspecte sobirà, és considerada com la clau de volta del sistema, però hi afegeix el «Taure», una divinitat masculina, encara no antropomorfitzada (representada per bucranis i pintures). Això també es basa en les creences del Pròxim Orient històric, en què hi ha divinitats femenines i masculines. La introducció d'aquestes figures divines va lligada a l'aparició d'una nova manera de pensar el món, amb una «llàgrima (...) entre un ordre de la força divina personificada i dominant i el de la humanitat quotidiana l'esforç interior de la qual pot ser simbolitzat pels braços aixecats de les oracions» que apareixen en les representacions neolítiques i antigues. Això s'integra a la «revolució símbol» a l'origen de la neolitització segons aquest autor. El vincle entre les representacions femenines i la fecunditat, proposat habitualment, no és, però, tan evident en la majoria dels casos, i les explicacions que cal donar a l'univers mitològic del Neolític emergent (o més aviat als universos mitològics, ja que semblen variar en funció del la regió) són, sens dubte, molt més complexes que això.
I. Hodder i L. Meskell, que afegeixen a l'estudi de Çatal Höyük les dades resultants del descobriment de Göbekli Tepe, rebutgen la idea d'un predomini de la deessa mare, i identifiquen un «falocentrisme», amb en particular el destacant els penis en les representacions de personatges animals i humans (quasi exclusivament masculins), així com una temàtica recurrent vinculada a la mort, especialment violenta, ja que aquest mateix lloc representa més aviat animals depredadors, i també amb la recurrència de cranis i manipulació d'humans o cadàvers d'animals. Aquí de nou aquestes creences estan lligades a les transformacions socials i econòmiques del Neolític: «també era important la capacitat de matar un animal salvatge perillós o un gran toro salvatge, utilitzar i vèncer el propi masclisme i controlar la distribució de la carn i dels records va ser molt important en la creació de la revolució agrícola com la domesticació de plantes i animals».
També s'ha suposat l'existència de formes de xamanisme i, per tant, de creences animistes. Les representacions d'animals habituals en el Neolític preceràmic del sud-est d'Anatòlia i l'Eufrates mitjà s'associen de vegades amb humans, i també hi ha possibles representacions d'humans disfressats d'animals, que podrien relacionar-se amb la idea que els humans poden fer viatges místics en forma animal.

## Evolucions socials
La constitució de les societats vilatanes neolítiques implica la reorganització de les estructures socials, ja sigui a nivell de la família, de la llar i de les comunitats que les fan conviure, i també ha d'organitzar les relacions amb altres grups. Aquests desenvolupaments són difícils de detectar a partir de fonts arqueològiques, però en general la imatge de grups que agrupen diverses famílies nuclears, assegurant per diversos mitjans pràctics o simbòlics la seva cohesió i convivència, en la qual encara no es troben els elements de distinció, riquesa o entre sexes molt pronunciada i la violència no és generalitzada.

### Condicions de vida i la salut
Més aviat, es considera que la introducció de l'estil de vida neolític va comportar un declivi de la salut humana i de l'estatura, que es corrobora a partir d'estudis sobre diferents regions del món. Això es deuria a un augment de les diferents formes d'estrès, una alimentació menys variada i de menor qualitat, l'augment de malalties contagioses induïdes pel creixement de les zones urbanes i el contacte amb animals domèstics, rosegadors i larves, i també el risc de crisis alimentàries en cas de males collites. Això coincideix en part amb les conclusions (més antigues) de les que segueixen M. Sahlins i consideren que l'economia dels caçadors-recol·lectors correspon a una «edat de l'abundància» i que l'economia dels agricultors-ramaders neolititzats no és necessàriament més avantatjosa pel que fa a l'alimentació.
Els estudis bioarqueològics se centren principalment en esquelets del sud del Llevant, la regió que ha aportat, amb diferència, més documentació. També hi ha mostres importants per a les fases preceràmiques a Abu Hureyra, Körtik Tepe, i Nemrik, i s'ha de tenir en compte que clarament no està enterrada tota la població, fins i tot on hi ha el major nombre d'enterraments, la qual cosa planteja preguntes sobre la representativitat de la mostra. Aquests estudis tendeixen a oferir una visió contrastada de l'evolució: s'estan implantant noves condicions de salut, però el panorama no és sistemàticament negatiu. Certament a partir del Natufià final i durant el PPNA les poblacions semblen veure com la seva salut es deteriora, una reducció de l'estatura, especialment entre les dones, atribuïda a les deficiències nutricionals durant la infància. La reducció de la mida de les dents, desgastada per l'augment del consum de cereals i també perquè serveixen de «tercera mà» en el treball artesanal (sobretot el teixit de fibra), s'observa habitualment amb la neolitització. També hi ha més càries i deficiències de l'esmalt (hipoplàsia). A més, les anàlisis dels moviments que provoquen el desgast dels ossos semblen indicar que el treball és més exigent físicament que en el passat, cosa que estaria lligada al desenvolupament de la càrrega d'objectes pesats (a l'esquena; això afecta adults i també adolescents) i mòltes repetitives, moviments en posició de gatzoneta prolongada (més per a dones), que generen estrès muscular. Això coincidiria amb l'establiment de l'agricultura, potser també un creixement demogràfic que comportaria una reducció dels recursos per càpita. Les malalties inflamatòries també semblen ser menys freqüents entre els caçadors-recol·lectors mòbils. D'altra banda, a partir del PPNB mitjà la situació sembla que millora, sens dubte sota l'efecte de l'estabilització del sistema agropastoral: amb l'agricultura controlada i la transició a la ramaderia completada (amb el subministrament de llet sobretot), les persones estan més ben nodrides i més resistents. Hi ha un creixement de l'estatura mitjana i una hipoplàsia menys marcada, però el desgast de les dents continua sent important, la càries i la pèrdua de les dents és més freqüent. A llarg termini, no hi hauria diferències significatives entre el Natufià i el Neolític pel que fa a traumes i patologies com l'artritis. L'estil de vida neolític va introduir diferències entre sexes: els homes dels grups de caçadors-recol·lectors natufians semblaven morir més joves que les dones, a causa dels riscos associats a la caça, ja que aquesta activitat els estaria reservada; en canvi, els homes del Neolític viurien més temps perquè aquest risc havia desaparegut, mentre que el de les dones disminuiria sota l'efecte d'una major fertilitat que augmentaria els riscos vinculats a l'embaràs i al part. En termes generals, no observem una baixada de l'esperança de vida, al contrari: una anàlisi la situa en 24,6 anys al Natufià i 25,5 anys al Neolític; l'edat mitjana de mort és de 31,2 anys i 32,1 anys respectivament. En canvi, els índexs d'estrès semblen més marcats al PPNB/PPNC final, clarament un període de dificultats de subsistència i també de malalties infeccioses.
En general es considera que la domesticació dels animals i la proximitat que això induïa entre humans i animals va provocar l'aparició de zoonosis, malalties transmeses dels animals als humans i viceversa. No obstant això, l'evidència potencial d'aquest fenomen és molt limitada. Alguns esquelets de jaciments al nord del Llevant del PPNB (Dja'de, Tell Aswad) dataven dels més antics cap al 8500 aC. i van proporcionar els registres més antics coneguts de tuberculosi en humans. Tanmateix, es tracta d'una malaltia d'origen boví, i aquest període és aquell durant el qual se suposa que s'inicia o està en curs la domesticació d'aquest animal. La coincidència és doncs cridanera, però no es pot descartar la possibilitat d'una presència prèvia d'aquesta malaltia en humans.
Les poblacions del Neolític final del Llevant són testimoni de l'adaptació continuada a la forma de vida neolítica: l'esperança de vida mitjana ronda els 30 anys, les morts són més nombroses entre els 30 i els 50 anys, i les dones són més nombroses fins a superar els 40 anys.

### El creixement de la població
El creixement demogràfic es produeix durant el procés de neolitització, amb conseqüències en l'evolució social i econòmica quan es superen els llindars demogràfics. Només hi ha desacord sobre quan ubicar un punt de partida: des del Natufià, durant el PPNA, o durant el PPNB. En tot cas, s'estima generalment, a partir d'observacions etnogràfiques, que un estil de vida sedentari pot comportar un augment de la fertilitat; en comparació amb el que passa en un estil de vida nòmada, el risc d'avortaments involuntaris seria menor en un estil de vida sedentari, i el la durada de la lactància materna és més curta, cosa que reduiria posteriorment l'interval entre concepcions. Sobretot, és evident que l'adopció de l'agricultura i la ramaderia, en permetre la supervivència d'una població més gran, amb una superfície terrestre constant (augment de la capacitat de càrrega del terreny), ha comportat un augment demogràfic més acusat en les poblacions neolitzades que en els caçadors-recol·lectors.
Sobre el model de «transició demogràfica neolítica», que esdevingué «transició demogràfica agrícola», J. P. Bocquet-Appel proposa que l'augment de la població es va produir arran de l'adopció d'un estil de vida sedentari i agrícola, gràcies a la ingesta calòrica addicional que implica, que, combinada amb una reducció de la despesa energètica femenina amb la fi de l'estil de vida mòbil, comportaria un augment de la fertilitat amb mortalitat constant, almenys inicialment. Seguint un curs semblant al de la transició demogràfica moderna, en una segona fase augmenta la mortalitat, en particular la infantil, a causa d'una concentració d'habitatges que condueix a un entorn menys saludable propici a la difusió de malalties, també de deslletament més precoç, abans de l'estabilització quan la densitat de població és menor. En aquest escenari, el creixement demogràfic provoca el canvi de sistema inicial, però també és la conseqüència ja que es deu a l'aparició de l'agricultura.
De fet, sense qüestionar la idea de creixement demogràfic, els indicis d'una densitat de població més elevada es mantenen limitats al sud del Llevant, i afecten principalment al PPNA, quan la concentració de llocs és realment relativament important. No són presents al nord de Llevant, on l'hàbitat està més espaiat, ja sigui en el moment en què s'inicia el procés de domesticació en aquesta regió, com després de l'adopció de l'economia agropastoral. No sembla que s'hagi arribat al límit de la capacitat de càrrega de les terres del poble, excepte en alguns casos.

### Grups i solidaritat social
L'organització bàsica de les societats neolítiques del Pròxim Orient està formada per pobles de diverses famílies nuclears, potser vinculades per relacions de parentiu, en tot cas dotades d'institucions que garanteixin la seva funció interna i que també han de gestionar les relacions amb la resta de grups. Els mètodes organitzatius poden haver variat molt segons el lloc i l'època, però sembla que es basen poc en la coacció i l'alienació i, a més, la composició dels grups sembla ser molt fluïda al llarg del període.
Se sol considerar que la mida de les residències reflecteix la de les famílies que les ocupen, o més aviat, si es prenen com a unitat social i econòmica, les «llars» (la domus llatina). Però la interpretació de les dades no és fàcil. Per als natufians podríem suposar la persistència de grups reduïts basats en famílies nuclears, en particular en un context més mòbil, però per a llocs més sedentaris és possible preveure un agrupament en famílies nombroses. Les residències del PPNA semblen més destinades a famílies nuclears, i també podem suposar que els poblats o parts d'ells agrupen famílies amb vincles familiars. Una evolució cap a construccions més grans, amb espais funcionalment diferenciats, s'observa en llocs del PPNB recent i durant el Neolític ceràmic al sud del Llevant (sobretot els conjunts de construccions emmurallades de Sha'ar Hagolan), que sembla indicar la presència de famílies nombroses. Però en altres llocs, l'hàbitat sembla més aviat reflectir l'ocupació de famílies nuclears, com a Anatòlia central. Aquí les residències són sovint ocupades contínuament per la mateixa família, i en aquest cas podríem parlar d'una «societat casolana» (tipus definit per Claude Lévi-Strauss), on la casa és un punt focal de l'organització familiar i del seu patrimoni, fet que explica que sovint esdevingui el lloc d'expressió simbòlica d'una família (pintures, mobiliari ritual).
L'establiment d'un estil de vida sedentari, després el de l'economia agropastoral, va comportar l'aparició de pobles més grans, comunitats que aglutinaven diverses llars que hi conviuen i que configuren una forma d'organització col·lectiva, encara que amb finalitats econòmiques, reduint el riscos inherents a l'agricultura. L'arqueologia documenta en primer lloc l'aparició de construccions comunitàries, almenys des del PPNA, com la «torre» de Jericó, els edificis comunitaris de Jerf el Ahmar, també Göbekli Tepe, per tant l'aparició de construccions amb finalitats «públiques» que es distingeixen dels espais «privats». Això requereix l'establiment d'interaccions més àmplies dins i entre comunitats, ja que alguns dels edificis comunitaris semblen ser llocs de trobada, i els santuaris sovint semblen tenir una importància que va més enllà del marc d'una comunitat única, i pot haver estat obra d'una «amficcionia», una agrupació de diverses comunitats amb un propòsit ritual. Són, doncs, tots elements que indiquen l'establiment de mitjans per assegurar la cohesió dels grups, mentre que aquests estan potencialment travessats per més tensions amb l'establiment d'interaccions més nombroses i extenses, que els amenacen ambdós des de dins amb la potencial afirmació de més marcades jerarquies socials, i des de fora amb potencials rivalitats entre comunitats.
Si considerem que les comunitats neolítiques són més aviat igualitàries i poc violentes, fins i tot per a períodes més recents, això està lligat segons diversos investigadors a l'eficàcia dels mecanismes rituals i més àmpliament socials que permeten preservar l'homogeneïtat dels grups i restaurar en el seu lloc els futurs líders abans que prenguin massa poder. Així, I. Kuijt va proposar interpretar el fet que les desigualtats amb prou feines són visibles a les tombes com el resultat de la difusió d'una ideologia igualitària, i els rituals col·lectius (les festes, el «culte dels cranis») es referirien a un desig d'esborrar distincions socials, o almenys la seva visibilitat, i per emfatitzar la cohesió de les comunitats, amb, per exemple, el culte als avantpassats públic (a nivell de poble) i no privat (familiar). El fet que els grups siguin mòbils i tinguin l'hàbit de dividir-se també pot haver constituït un d'aquests mecanismes que contribueixen a limitar l'establiment d'autoritats centrals i a garantir la sostenibilitat d'un ordre social igualitari. Les «amficcionies» per la seva banda podrien haver servit per alleujar les tensions intercomunitàries, com van fer a l'Antiguitat clàssica. En aquesta regulació de les relacions entre comunitats també sembla haver participat l'establiment de xarxes de circulació de mercaderies, que impliquen diferents formes d'intercanvi.
Els desenvolupaments del Neolític ceràmic tendeixen a indicar que les organitzacions comunitàries i les interaccions socials van arribar a una nova etapa, amb l'aparició d'edificis d'emmagatzematge col·lectiu, pràctiques de segellat que indiquen un major control de la circulació de productes, majors intercanvis entre comunitats i l'afirmació d'una més clara d'«estils regionals» en la cultura material, encara que això no hauria de ser vist com un reflex de l'existència de grups ètnics o clans.

### Les desigualtats de riquesa i de poder
Encara que en general se'ls consideri més aviat igualitaris i reticents als intents d'afirmar poders jeràrquics, les societats neolítiques del Pròxim Orient ho són clarament cada cop menys a molt llarg termini.
Les reconstruccions dominants, basades en idees de tipus «neoevolucionista», són que les desigualtats i els sistemes polítics evolucionen per ser cada cop més «complexos» durant les últimes fases de la prehistòria, és a dir, que integren cada cop més grups i persones, i estan més marcats per les desigualtats, i de manera més àmplia la diferenciació social, tant vertical (jerarquies) com horitzontal (divisió de tasques, especialització). La primera etapa és la de la banda, després ve la del clan, després el cacic i finalment l'Estat. Però aquest procés no és continu i lineal, fases de contracció i reducció de complexitat que s'observen diverses vegades durant el Pròxim Orient Neolític. Aquests avenços estan clarament lligats a la neolitització, l'aparició del sedentarisme, l'agricultura i la ramaderia, però no hi ha acord sobre si són més aviat les causes o la conseqüència, o una mica de les dues. Esquemàticament, els models explicatius es basen o bé en anàlisis estructurals, estimant que els canvis polítics i socials es produeixen per la necessitat de trobar respostes a estímuls externs, creant pertorbacions i canvis a l'escala de tot el sistema existent, en implantar un sistema més centralitzat i una . organització jeràrquica, o un enfocament centrat en els actors/agents del canvi, que posa èmfasi en la presència d'individus impulsats per l'esperit de competència, la recerca de personal de prestigi i interès, que a la llarga assoleixin una posició social elevada, per després establir i perpetuar institucions legitimant i establint al llarg del temps la seva funció i les desigualtats socials.
Com podem identificar i caracteritzar les desigualtats mitjançant dades arqueològiques? En aquestes anàlisis entren en joc consideracions de caràcter subjectiu, ja que el mateix tipus de societat, el «cacicat», de la qual el cas de llibre de text en etnologia és la societat dels «Homes Grans» de Papua, serà vist igualitari per alguns, i desigual per altres. Com passa sovint, aquestes interpretacions es fan amb l'ajuda d'estudis etnogràfics sobre societats considerades equivalents a les del Neolític. No obstant això, un primer problema és que els indicis arqueològics de les desigualtats en les societats neolítiques són, sens dubte, elusius. Segons A. Testart, que adopta una lectura més desigual d'aquestes societats que la majoria, si ens recolzem en aquests equivalents etnològics, no serien societats en què s'acumuli de manera duradora la riquesa, perquè són principalment alimentàries i, per tant, peribles. Aleshores, el prestigi es manifestaria més en la capacitat de proporcionar que de posseir de manera sostenible. Si existeixen objectes de prestigi, no són necessàriament molt impressionants, i les residències de l'elit generalment no es diferencien per la seva mida de les de la resta de la societat. En definitiva, no hi hauria luxe ni misèria estrictament parlant en aquest tipus de societat. Altres han subratllat el fet que les qüestions de mode de producció no són suficients per explicar les desigualtats socials; certament la forma de vida neolítica permet diferències de riquesa en funció del control de la (bona) terra agrària i la ramaderia, però totes les societats agrícoles o pastorals no són desiguals. Les pràctiques hereditàries podrien tenir una influència decisiva en l'ampliació de les desigualtats si permeten la transmissió i, per tant, l'acumulació del patrimoni entre generacions.
Com s'ha vist anteriorment, els enterraments i, de manera més àmplia, la cultura material no revelen realment distincions socials, encara que proporcionin algunes pistes. Així a principis del Natufià, que es veuria en material funerari amb els distintius collarets dentals (petxines) que es troben en aproximadament un 8% dels individus, i també en possibles edificis comunitaris (a Ain Mallaha) i la presència de grans morters excavats a les roques, que podria haver estat destinat a rituals festius. Per al Neolític preceràmic, D. Pryce i O. Bar-Yosef creuen que el «culte a les calaveres» està reservat principalment a un nombre limitat d'individus, procedents d'elits, testimoni per tant d'una jerarquia social, i rebutgen la idea d'una homogeneïtzació social mitjançant pràctiques funeràries, ja que la presència d'unes poques tombes amb objectes concrets (sobretot l'obsidiana) sembla que torna a distingir individus amb un estatus social més eminent. Hi ha tombes més riques, per exemple a Ba'ja, però continuen sent casos aïllats.
Més que buscar indicis d'una jerarquia social més avançada en els enterraments o la presència de residències més grans destinades a les elits com es fa per a èpoques posteriors, caldria examinar-ho en la capacitat de les societats per organitzar projectes col·lectius (construcció de santuaris, moviments de colonització a Xipre), i és darrere d'això on és temptador veure l'acció dels líders. Així, en aquests models, les festes es veuen com a factors de desigualtat més que no pas de cohesió; són esdeveniments col·lectius recolzats en general per les elits, que també poden anar acompanyats de les obres de construcció de llocs destinats a acollir-los (en aquest cas la distribució d'aliments també és una forma de remuneració). En donar suport als participants amb les despeses d'alimentació, demostren de manera ostentosa el seu prestigi i generositat i, qui sap, la seva capacitat de lideratge. Segons B. Hayden, la competència entre caps per veure qui podia organitzar les festes més sumptuoses hauria afavorit un augment dels recursos alimentaris, i tindria un paper crucial en l'aparició de l'agricultura i la ramaderia; i els excedents de què disposaven aquestes persones eminents també haurien servit per consolidar la seva posició bescanviant-los per altres béns o serveis (situació de reciprocitat, doncs), o creant deutes socials i, per tant, «obligats» a través de donacions incomparables (que no requereixen una compensació equivalent). En un model més orientat a la necessitat d'establir una organització comunitària, B. Byrd creu que la intensificació del treball dins de les primeres comunitats agrícoles beneficia a les llars més ambicioses i influents que organitzen el treball, monopolitzen més excedents, aprofitant també l'establiment de col·lectius. normes relatives a la propietat per obtenir més terrenys (la qual cosa, sens dubte, requereix que tinguin més membres que els altres, per poder-los explotar), creixement de la propietat que també es veuria en l'aparició de portes a les cases durant les últimes fases del PPNB.
En qualsevol cas, encara que admetem la presència d'una elit supervisant projectes col·lectius, l'ús del terme «cacicat» no és generalment acceptat per a aquests períodes, i el lideratge exercit per aquests individus estaria vinculat a les circumstàncies, per tant més aviat «temporals i situacional». I si és possible raonar en termes de jerarquies quan interpretem els índexs d'organitzacions rituals o administratives, no hem de descartar la possibilitat de convivència amb formes d'organització més igualitàries (com l'heterarquia)
El neolític ceràmic sembla veure una continuació de la complexitat. Tanmateix, l'estudi de la cultura d'Halaf indicaria que l'estratificació social seria poc marcada: feble jerarquia de l'habitatge (la societat és més aviat semisedentària), predomini de les construccions domèstiques, encara poca diferenciació social a les tombes, organització artesanal en un entorn domèstic. Per tant, aquesta societat es descriu més aviat com igualitària, encara que alguns també reconeixen la presència de líders i divisions socials més assertives. Els indicis d'un desenvolupament de societats més complexes disposades a fer el pas cap al cacicat serien més visibles en l'àmbit mesopotàmic, en la cultura de Samarra, després la seva continuació en la cultura d'El Obeid al Calcolític.

### Gènere i neolitització

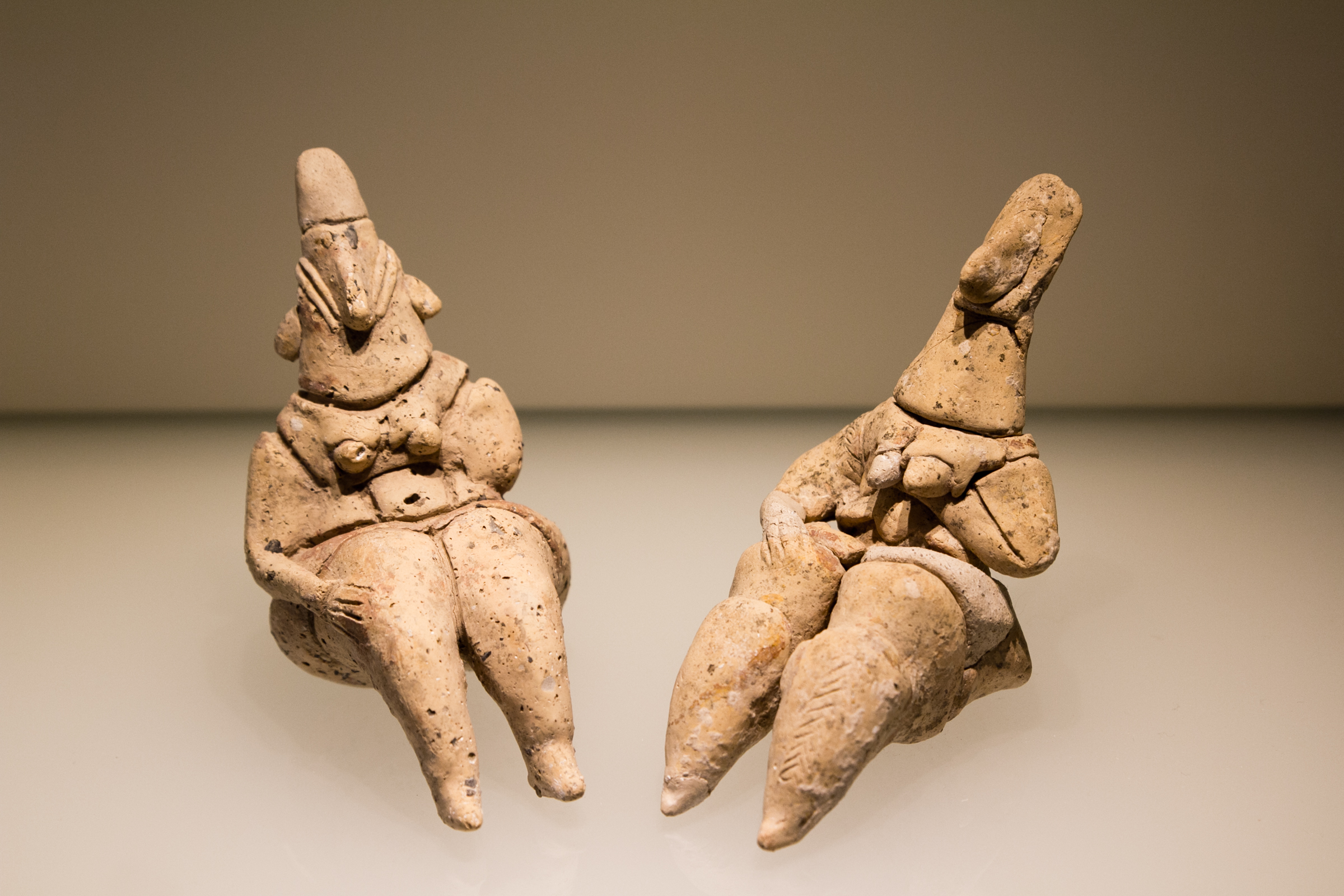
Estatuetes femenines de Sha'ar Hagolan. Museu d'Israel

La qüestió de la cohesió de les societats neolítiques també es preocupa de les relacions entre dones i homes.
En el passat s'han proposat dues visions oposades de les relacions entre ambdós durant l'època neolítica:
- una visió optimista les veu com una època de convivència harmònica, durant la qual les dones són valorades pel seu paper maternal i de cria;
- una visió pessimista les percep com un període durant el qual la situació de la dona es deteriora per l'aparició d'un estil de vida sedentari i l'economia agrícola que creen una més forta compartimentació entre l'esfera pública i l'esfera privada, relegant la dona a l'àmbit domèstic i a les tasques més dures, creant fortes desigualtats socials entre homes i dones .

Tanmateix, els estudis acostumen a evitar la generalització dels models evolutius, perquè mostren situacions contrastades segons la ubicació. Com és habitual, els estudis estan més avançats al sud i al nord de Llevant que a altres llocs.
Pel que fa a la divisió del treball, els estudis etnològics sobre les societats agrícoles tendeixen a demostrar que les dones són les responsables de la major part del treball del camp, ja sigui la sembra, la collita o la neteja. Per tant, s'ha proposat que les dones són l'origen de la domesticació de les plantes. Els homes poden donar suport a les dones en aquesta feina, però preferirien dedicar-se a treballs que requereixen més força i a la caça, encara que se sap que no és estrany que les dones (i també els nens) participin en la caça, sobretot si es fa col·lectivament. Les dones també són responsables de les activitats de transformació dels productes agrícoles. Així ho confirma un estudi realitzat sobre les restes humanes d'Abu Hureyra liderat per T. Molleson, que demostra que les dones tendeixen a presentar més que els homes els marcadors físics de les activitats de mòlta en posició a la gatzoneta (més estrès als genolls a nivell, canells, dits dels peus i part baixa de l'esquena). Altres estudis realitzats en jaciments del sud del Llevant per a períodes posteriors, però, no indiquen diferències notables entre homes i dones pel que fa als indicadors d'activitat. J. Peterson veu això com un reflex de les variacions locals en la diferenciació entre els sexes.
També es va intentar detectar canvis en la diferenciació espacial entre dones i homes. Per a K. Wright, al final del PPNB es va produir un procés de concentració d'instruments de cuina (forns/llar i estris de mòlta i cuina) dins de l'espai domèstic, mentre que en períodes anteriors es situaven a l'exterior, davant de les portes. Segons ella, això reflectiria un fenomen de privatització de les activitats domèstiques. A més, implica una intensificació d'aquestes tasques que s'observa per l'augment de la presència d'aquestes eines. Atès que aquestes activitats afecten principalment a les dones, aquest desenvolupament els perjudicaria. Tanmateix, no hi ha res que indiqui que les dones es dedicaven exclusivament a les activitats domèstiques a les societats neolítiques del Pròxim Orient.
Pel que fa a la salut, els estudis transversals realitzats al sud del Llevant ja esmentats indiquen que els natufians van viure més temps que els seus descendents neolítics; potser aquesta és la conseqüència de l'augment de la fecunditat que se suposa (per comparació etnogràfica) ha estat provocat per la sedentarització i els inicis de l'agricultura. Per als homes l'evolució és la contrària, la qual cosa s'explica pel fet que les activitats dels pagesos sedentaris són menys perilloses que les dels caçadors mòbils. D'altra banda, pel que fa als traumatismes no apareix cap diferència.
Per la resta, l'anàlisi de les activitats rituals i les pràctiques funeràries no sembla implicar cap diferència de tracte entre homes i dones, o almenys no són visibles a la documentació disponible. D'altra banda, en l'univers religiós, contràriament a les interpretacions clàssiques de la «gran deessa», els estudis recents tendeixen més aviat a emfatitzar l'èmfasi en la masculinitat i la virilitat, especialment a Anatòlia (un «falocentrisme» per a I. Hodder i L. Meskell). Les figuretes de dones amb formes voluptuoses, més que testimoniar el culte a la deessa alimentadora, es poden interpretar com el reflex d'una mirada masculina sobre el cos i la sexualitat femenina.
Segons J. Peterson, en última instància, no hi ha cap indici clar de l'existència de jerarquies entre dones i homes a les societats neolítiques del Llevant meridional. En comptes de buscar desenvolupaments generalitzables a l'escala de totes les societats en procés de neolitització, és millor destacar l'existència de particularitats locals en els diferents llocs i períodes estudiats.

### Societats pacífiques?
La violència i els conflictes armats són mecanismes importants per a l'evolució de les societats humanes, i per exemple del Neolític europeu sabem que en aquests moments podrien haver estat presents. Però pel que fa al Pròxim Orient, les proves són més aviat escasses i poden donar lloc a interpretacions contrastades, la qual cosa significa que el tema ha cridat poca atenció i el període es considera generalment pacífic.
Segons O. Bar-Yosef i S. LeBlanc, no s'ha de menysprear el paper de la violència com a factor en l'evolució de les societats de l'antic Pròxim Orient. Es basen en el fet que els emplaçaments es troben sovint en llocs que es poden triar pel seu interès defensiu, que hi ha una tendència a augmentar les densitats que implicaria una recerca de seguretat i que les muralles defensives estan testimoniades en diversos casos (Magzalia, Hacilar). A més, les armes són comunes; les puntes de fletxa són un artefacte molt comú, de vegades es troben en grans quantitats (una magatzem de 100 puntes de fletxa a Beidha), com ho són les bales de fona (almenys 1000 a Umm Dabaghiya), que sembla excloure l'ús per a la caça. Els abandonaments de llocs es produeixen regularment, que podrien ser en part atribuïbles a la violència. Finalment, els esquelets mostren en diversos casos rastres de traumatisme físic que es poden relacionar amb la violència, i si falta documentació sobre aquest punt seria més aviat perquè les anàlisis mai s'han centrat realment en el tema.
Aleshores seria la interpretació de les dades per part dels arqueòlegs la que hauria «pacificat» el Neolític del Pròxim Orient, ja que és cert que aquestes pistes poden donar lloc a conclusions contràries. Així doncs, es podia qüestionar la idea comuna que l'organització de diversos jaciments d'Anatòlia (Aşıklı Höyük, Çatal Höyük, Hacilar) tenia un caràcter defensiu. De fet, les fortificacions poden tenir una funció diferent o a més de la defensiva: protecció contra les inundacions (això és també el que proposa O. Bar-Yosef per a la muralla de Jericó al PPNA), control de pas, barrera simbòlica.
De manera més àmplia, la interpretació de les dades sobre violència es basa en consideracions més complexes. Així, alguns creuen que la realització del procés de domesticació i la difusió de la forma de vida neolítica només es pot haver produït en un context d'intercanvi de coneixements generalment pacífic, i no en societats que practiquen venjances i conflictes a escala significativa entre grups. Tanmateix, podria ser que l'expansió de les comunitats neolítiques a l'Àsia Menor en detriment dels grups de caçadors-recol·lectors tingués lloc en un context més conflictiu. A més, la violència en un context prehistòric s'explica sovint per un principi malthusià; seria la conseqüència d'una forma de superpoblació i de lluites per l'apropiació dels recursos. Tanmateix, aquestes condicions no s'han demostrat per a l'Orient Mitjà. En última instància, la qüestió es redueix a l'estudi del comportament humà, des d'un vessant etològic, per tant saber si és inherentment més inclinat a la pau o a la guerra.

## La difusió de la forma de vida neolítica
El Neolític del Pròxim Orient, des dels seus diferents centres (en l'estat actual del coneixement, especialment el nord i el sud del Llevant i el sud-est d'Anatòlia), es va estendre ràpidament cap a les regions veïnes, i al PPNB s'adopta el mode de vida neolític des d'Anatòlia fins al centre de Zagros. Aleshores, el fenomen s'estén pas a pas en diverses direccions: cap a l'est a través de l'altiplà iranià després d'allà cap a Àsia central i el subcontinent indi, cap al nord cap al Caucas, a l'oest a Anatòlia occidental, i després a Europa, al sud cap a Aràbia i Egipte. Aquesta difusió és traçable perquè hi trobem la majoria dels elements del «paquet neolític» del Pròxim Orient, en primer lloc el cultiu de blat i ordi, i la cria de cabres i bovins, les varietats dels quals trobem en estat salvatge i només traces de domesticació als poblats del Pròxim Orient.

### Models, modalitats i causes
Les interpretacions sobre l'anàlisi de les modalitats i els motius d'aquest fenomen de difusió són diverses. Es referien principalment a Europa, amb diferència la regió més estudiada fora de l'Orient Mitjà. La difusió d'un tret material i més àmpliament d'un saber fer o d'una forma de vida s'han associat des de fa temps a moviments de poblacions ja neolititzades, el que s'anomena «difusió dèmica» (establert en particular per L. L. Cavalli-Sforza), o enfocament «migracionista»: aquests col·lectius inverteixen espais ja en part ocupats per poblacions de caçadors-recol·lectors amb qui es barregen, la qual cosa implica generalment moviments migratoris numèricament significatius (això pot adoptar la forma de colonització i/o conquesta), per tant les poblacions immigrades del Neolític són més nombroses que les presents a les regions on van arribar, encara que és estrany que es proposi una substitució total de les poblacions indígenes. L'opinió contrària advoca a favor d'una difusió «cultural», per contacte, per intercanvis i préstecs i nul·la o escassa migració, amb un enfocament també «indigenista», que aposta per una sola circulació d'idees. De vegades, un enfocament «integracionista» és un intermediari que dona lloc a la neolitització de les interaccions entre grups d'agricultors-pastors i caçadors-recol·lectors migrants, i també hi ha propostes per a una «difusió dèmica» atenuada que impliquen moviments limitats de població. De fet, la situació varia segons els casos, i es considera difícil defensar un model explicatiu que es pugui generalitzar a totes les regions, o fins i tot a totes les localitats d'una mateixa regió.
Els primers estudis genètics a gran escala realitzats a les poblacions de l'Orient Mitjà a mitjans de la dècada del 2010 tendeixen a vincular l'expansió cap a l'exterior de la forma de vida neolítica amb els moviments migratoris. Si distingim poblacions genèticament diferenciades durant l'Epipaleolític i el Neolític al sud del Llevant, a l'Anatòlia central i als Zagros, originàries de grups de caçadors-recol·lectors autòctons d'aquestes regions, s'haurien estès cadascuna en diverses direccions; es barregen entre elles, fins al punt que en el calcolític i l'edat del bronze diversos individus tenen orígens rastrejables en dues d'aquestes regions, i cadascun es va estendre cap a les regions més properes fora del Pròxim Orient, les del Llevant meridional cap a l'Àfrica oriental, les de l'Anatòlia central cap a Europa, i les dels Zagros cap a Àsia central, després cap a Àsia meridional.
Pel que fa a les causes d'aquestes expansions, si postulem una difusió que es produeix principalment per migracions, s'han esmentat més aviat els fenòmens climàtics, i sobretot la pressió demogràfica que posa en moviment grups neolititzats, considerats com a més dinàmics demogràficament i potencialment superpoblats per llocs, cap a regions limítrofes no neolítiques on hi havia espai. J. Cauvin hi veu un impuls cultural, una forma de messianisme dels difusors; també subratlla el prestigi i l'atractiu que gaudirien als ulls de les poblacions de caçadors-recol·lectors que els veien arribar amb animals i plantes domesticades, ceràmica i altres tecnologies més «avançades» de la forma de vida agrícola del Neolític, encara que no tingui una clara superioritat respecte a la recol·lecció pel que fa a la seva capacitat de sostenir un grup humà.

### Les difusions a l'Orient Mitjà
Les llars identificades amb els diferents elements característics de la forma de vida neolítica es troben en gran part situats al Triangle d'Or entre el Llevant nord i el sud-est d'Anatòlia, amb el Llevant meridional i potser també el Zagros occidental. Des d'aquestes regions aquests elements es van estendre ràpidament a l'est de Jazira, Anatòlia central i Xipre. També es planteja la qüestió de les influències culturals entre zones candidates a ser focus; sovint es considera que el PPNB veu així una influència des del nord del Llevant cap al sud del Llevant primer, després des d'altres regions, visible en la tècnica de la zona (tall de sílex i ossos, mètodes, arquitectura rectilínia), que seria el resultat de migracions segons alguns, però la circulació del saber fer es produiria aquí més aviat amb adaptacions locals, cosa que s'explica millor per les difusions culturals per contacte (trobades, intercanvis). D'altres, destacant l'existència d'una koiné o «esfera d'interacció» que uneix les regions del Pròxim Orient des de temps molt antic, consideren que la recerca d'un origen geogràfic precís dels diferents fenòmens que participen en la neolitització és un repte, i que és millor considerar que les evolucions es produeixen seguint ritmes aproximadament semblants entre diverses regions, amb variacions locals, sense perdre massa temps en investigar la primacia d'una sobre la altres.
A l'Anatòlia central, l'adopció de l'agricultura i la ramaderia sembla que la porten a terme les comunitats locals de caçadors-recol·lectors, que importen el saber fer llevantí. Això ho indica el fet que la cultura material, especialment la indústria lítica, mostra continuïtat entre l'Epipaleolític i el Neolític primerenc. Els artesans llevantins que arriben a la regió per explotar els jaciments d'obsidiana són bons candidats per haver fet el paper de transmissors del coneixement neolític a les comunitats de la plana de Konya, que van ser les primeres de la regió a adoptar-lo, abans que altres regions més properes a les regions llevantines. Això mostra la complexitat potencial dels mecanismes en joc en la difusió del Neolític, que no es poden satisfer amb models simples. Les anàlisis genètiques tendeixen a corroborar aquesta impressió de neolitització d'Anatòlia sense cap aportació significativa de poblacions externes. La difusió de la forma de vida neolítica per la resta d'Anatòlia és menys coneguda. M. Özdoğan afavoreix una explicació tradicional, basada en una expansió demogràfica al sud-est d'Anatòlia, que explicaria l'expansió cap a l'oest a l'inici del Neolític ceràmic, que va iniciar un moviment que va arribar al districte dels Llacs i, finalment, a les costes de la mar Egea i la mar de Màrmara. Això es faria a través de dos eixos principals, un passant per les regions costaneres i l'altre per l'altiplà. Però per a altres la situació no és tan senzilla; no hi ha consens per determinar si les transmissions es fan per préstec o per migracions, ja que els mètodes de transmissió del saber fer neolític semblen variar segons el lloc, testimoniant adaptacions locals i, per tant, una diversitat de neolititzacions.
La investigació també va trobar que els agricultors de l'Egea són genèticament diferents de les primeres poblacions agrícoles de l'ala oriental de la Mitja Lluna Fèrtil, la regió de Zagros a l'Iran i el nord de l'Iraq, cosa que pot indicar l'adopció paral·lela de pràctiques agrícoles per part de grups de caçadors-recol·lectors genèticament distants a través del sud-oest asiàtic. A més, hi ha proves de continuïtat genètica entre les poblacions epipaleolítiques i neolítiques de l'Anatòlia central, cosa que suggereix transicions locals a l'agricultura sense un gran flux genètic.
La situació a Xipre és atípica, ja que sembla que l'illa no estava poblada abans de l'Epipaleolític final, però el PPNA va experimentar visites periòdiques de poblacions del continent, algunes de les quals es van establir a l'illa i practicaven un estil de vida caçador-recol·lector. Les condicions en què es podia arribar a les costes de l'illa des del continent són encara força fosques, sobretot perquè els jaciments més antics coneguts es troben principalment a la part sud de l'illa, que és la menys accessible pel que fa a les condicions de navegació. Sens dubte, cal preveure avenços en aquest àmbit durant el període. En qualsevol cas, les troballes als jaciments del PPNB (sobretot Shillourokambos, també Myloutkhia, Akanthou) indiquen que l'illa va viure cap al 8500 aC. una onada de colonització del nord de Llevant que va portar el «paquet neolític», llavors encara no finalitzat, ja que hi trobem la mateixa indústria lítica i un art semblant, potser també la pràctica de l'eliminació ritual dels cranis de certs difunts, una arquitectura encara predominantment circular, i sobretot les plantes i animals domèstics «fundadors», encara morfològicament salvatges, i també gats; més sorprenent és la introducció de la daina, que ens ha portat a creure que alguns dels altres animals són portats a l'illa quan no estaven totalment domesticats, sinó només controlats, i que s'hi poden produir episodis de domesticació abans d'una addició posterior d'espècies domesticades; això encara es debat.
Per al nord de l'Iraq, la situació encara és poc entesa. La neolitització prové de l'oest, però la fàcies cultural de Magzalia, el primer jaciment pròpiament neolític conegut en aquesta regió, l'acostaria més al PPNB del sud-est d'Anatòlia que al de l'Eufrates mitjà. D'altra banda, els jaciments que el segueixen (Sotto, Umm Dabaghiya) demostren clarament la influència cultural d'aquesta regió.
L'altiplà iranià és també un lloc de debat entre hipòtesis difusionistes. Certament, com s'ha vist més amunt, estudis arqueològics i genètics recents tendeixen a localitzar centres de neolitització als Zagros occidentals (cabra, potser ordi), però els jaciments neolítics dels Zagros que es coneixen més aviat tenen un «paquet neolític» ja constituït en lloc d'estar constituint, la qual cosa argumenta a favor d'una difusió, almenys evident per a les regions situades més a l'est. L'expansió neolítica a la conca del llac Urmia o Fars s'ha associat des de fa temps a les migracions des de l'oest. De fet, l'anàlisi d'aquestes regions es complica pel fet que es coneix poc sobre els grups de caçadors-recol·lectors anteriors a la neolitització, la qual cosa fa que no es pugui abordar en general el debat entre la «dèmica» o la difusió cultural. Les comunitats d'agricultors-ramaders semblen dispersar-se ocupant els nínxols ecològics més favorables al desenvolupament de l'agricultura, com els cons al·luvials, de vegades molt allunyats els uns dels altres, i la seva forma de vida sembla estar més que en altres llocs encara marcada per les pràctiques de recol·lecció.

### Les difusions fora de l'Orient Mitjà
El Caucas Meridional es troba al contacte de les regions de Taure i Zagros, i la seva indústria lítica (principalment utilitzant obsidiana local) té afinitats amb les d'aquesta última, com es documenta al jaciment de la cova Kmlo 2 a Armènia, ocupada per grups caçadors-recol·lectors de l'Epipaleolític (fins a mitjans del mil·lenni viii aC). Després d'una aturada d'un mil·lenni i mig, va ser a finals del Neolític, al mil·lenni vi aC, que els trets de la forma de vida neolítica apareixen a la regió, amb el complex cultural Aratashen-Shulaveri-Shomutepe que es desenvolupa a la vall del Kura i també de l'Araxes. Aquestes societats semblen poc assentades, tenen animals domèstics, conreen cereals i fabriquen terrissa en les últimes fases. Les originalitats locals, com la importància del blat, suggereixen més aviat una neolitització per contactes, potser del sud de la Càspia. Però un estudi genètic va concloure que les poblacions van emigrar des del centre d'Anatòlia cap al sud del Caucas, i també al nord de l'Iran, a causa de les connexions genètiques establertes a partir del 6500 aC.
L'Àsia central es troba a l'arribada d'un eix de neolitització que passa per les regions situades a la conca del llac Urmia (Hajji Firuz) i després al sud i sud-est de la Càspia (Tepe Sang-e Chakhmaq), ja esmentades, regions les similituds climàtiques de les quals amb l'Orient Mitjà s'han destacat, facilitant l'adopció de l'economia agropastoral. Aquí suposem més aviat una difusió per migracions.La primera cultura neolítica a l'Àsia central, la cultura de Jeitun, es troba a la regió de Kopet-Dag de l'actual Turkmenistan. Aflora cap al final del mil·lenni vii aC i no és sorprenent presenta afinitats amb les cultures neolítiques del Pròxim Orient. És a través de l'Àsia central que les cultures fundadores del Pròxim Orient van penetrar al nord de la Xina (on ja es conreaven altres cereals, com mill i arròs), ja que el blat i l'ordi estan testimoniats a Gansu de la cultura de Majiayao cap al 2700 aC. des d'on es van estendre cap a la vall del riu Groc; ovelles i cabres hi són presents almenys cap al 2400 aC.
Per al subcontinent indi, és a l'actual Balutxistan pakistanès, al jaciment de Mehrgarh, on s'identifiquen els inicis del Neolític, que es remunten almenys al 7000 aC. Aquí trobem diverses de les plantes «fundadores» del Pròxim Orient (blat, ordi) i també animals que s'hi van domesticar (cabres, ovelles), i en l'estat actual dels coneixements no hi ha res que indiqui un focus de domesticació a la regió per aquestes plantes i animals, que per tant, evidentment, van arribar travessant l'altiplà iranià. Tanmateix, les cultures locals són ràpidament actives en el procés de domesticació, ja que els habitants de Mehrgarh domestiquen el zebú (Bos indicus) i el cotoner (Gossypium). Els estudis genètics indiquen aquí que no hi ha aportació significativa de l'oest, per tant, la neolitització del nord-oest del subcontinent indi s'hauria dut a terme per difusió cultural entre les poblacions de caçadors-recol·lectors presents allà.
La neolitització de la península aràbiga sembla que es va produir a la segona meitat del mil·lenni vii aC per grups nòmades que practiquen la cria de cabres. Les indústries lítiques de tipus «Qatar B» tenen fortes afinitats amb les del PPNB del Llevant, i es troben, com el seu nom indica, a Qatar i a la part oriental de la península, però també a la seva part central i al nord, per tant en contacte amb l'Orient Mitjà. En el mil·lenni següent, la ramaderia es va generalitzar per tots els indrets de la península, però aquí el cultiu de plantes no es va desenvolupar fins a principis de l'edat del bronze, a partir de finals del mil·lenni iv aC; les estratègies de subsistència continuen depenent molt de la recol·lecció (sobretot la pesca a les regions costaneres). Així mateix, la ceràmica no es va estendre fins més tard.
A Egipte, el neolític es va desenvolupar al desert occidental, c. 8500-6100 aC aC (jaciments de Nabta Playa, Bir Kiseiba), en una època en què el clima del Sàhara era més humit que l'actual, i el seu perfil és molt diferent al del Llevant ja que hi trobem des dels inicis ceràmica. No hi havia agricultura, i la ramaderia es va desenvolupar tard allà, amb bestiar domèstic, la domesticació del qual venia aquí del Sudan central. La situació a la vall del Nil en aquests moments és poc coneguda per la manca de jaciments. Les cultures neolítiques posteriors del nord d'Egipte, a partir de mitjans del segle v aC, els de Faium i Merimde, presenten certament afinitats amb el neolític saharo-sudanés, però també un perfil més proper a l'Orient, com suggereix la proximitat geogràfica. Egipte és, per tant, una regió de trobada entre dues tradicions neolítiques diferents, tot i que té un perfil cultural essencialment del nord-est africà.
A Europa, la forma de vida neolítica es va introduir clarament des d'Anatòlia. Els estudis genètics indiquen que hem de seguir el model migratori. Els primers agricultors d'Anatòlia i Europa van sorgir d'una barreja d'una població del sud-oest asiàtic amb una població occidental de caçadors-recol·lectors que va experimentar un sever coll d'ampolla després de l'últim màxim glacial. En general es considera que la Grècia continental va ser la primera regió afectada, després que va ser d'aquesta regió on es van neolititzar els Balcans i després la Mediterrània occidental, però la situació és sens dubte més complexa. L'agricultura i la ramaderia, juntament amb la ceràmica i altres elements principals del «paquet neolític» apareixen al sud-est d'Europa a finals del mil·lenni vii aC, tant a Creta (Cnossos) com a la Grècia continental (cova Franchthi), a Bulgària (Karanovo I, Kovačevo), al sud de Sèrbia (Divostin).